# 長府
長府（ちょうふ）は山口県下関市南部にある地域。仲哀天皇滞在、和同開珎の鋳銭、大内氏滅亡、四国艦隊下関砲撃事件、功山寺挙兵など歴史的な出来事は多い。地理的には東側および南側で海に面し、現在はほとんどが住宅である。この記事では下関市役所長府支所の所管する区域を長府とする。

## 長府の地名

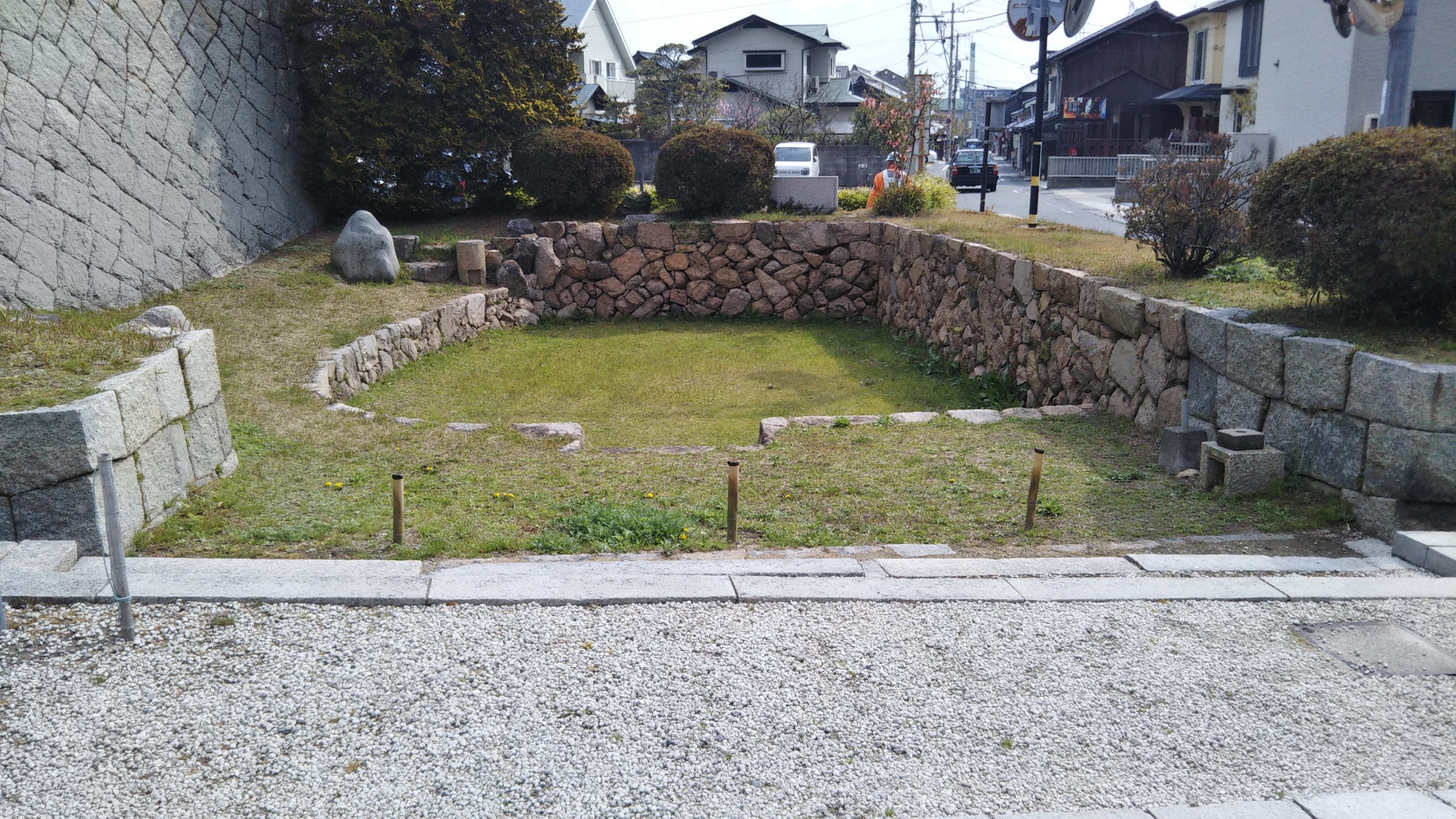
長門国旧惣社跡。現在は長府毛利邸入口にある。

「長府」は現在まで続く地名で、府中・府町などとも言った。のちに古代の節で説明するが長府は長門国の国府であった。そのため、長府は長門国府の「長」と「府」に由来するものであると考えられている。
長府の古い地名として「豊浦」があり、仲哀天皇の滞在した「豊浦の宮」にもその名前が見られる。明治初期・町村制施行前の長府の町村名にも「豊浦村」「豊浦町」と称す地域があった。「とようら」でなく「とよら」と読み、『和名類聚抄』にも「止与良」と書かれている。
その他、長府に存在する地名として下記のものがある（現存する地名の多くは現在の住所表記では「長府◯◯町」とされている）。右の地図をクリックすると地図が拡大され、各地名に対応する場所にピンが表示される。
前田（赤）
中村徳美の著『長門国志』によると門の前であったから「まえど」であったのが前田になったという。
高畑（橙）
前田よりも奥の地域で、源平合戦の壇ノ浦の戦いのときに、敗北した平氏が逃げ込んだ場所であると伝えられている。そのため、地名の由来は平氏を表す赤旗からあかはた→たかはた→高畑になったと考えられている。
野久留米（黄色）
功山寺から南に進み野久留米街道を進んだ先で、最終的には前田に出る。
黒門（緑）
現在の忌宮神社の位置にあった豊浦の宮（古代節参照）の門がここにあり、これが黒木（皮の削っていない木）で作られたため黒門になったといわれている。忌宮神社境内にもこれに似た「黒戸の御戸」という場所があり、同じ意味と考えられている。
外浦（水色）
長府にある地名。
関峠（青）
長府の古い地名。『豊府志略』によると長府藩の居館（現在の豊浦高等学校）を北西とすると東が岸、南東が櫛崎城、南西が関峠とあるので、現在の長府庭園と下関市立美術館の間付近の道が関峠にあたる。
串（櫛）崎（紫）
長府にあった地名。現在は住所などでは宮崎となっている。串（櫛）崎の由来は海に対して出っ張っていることに由来する。宮崎となった理由はここにあった串崎八幡宮を毛利秀元が長府を治めていたときに宮崎八幡宮に改名されたためで、のちに毛利光広のときには松崎八幡宮と改名されたため松崎ともいわれた。
松原（黒）
かつて数百本の松の大樹が生えていたことが由来であるが、明治維新のときにこれらは取り除かれてしまった。
侍町（橙）
土肥実平（中世節土肥山城節参照）が平家鎮静のために派遣されていたときに彼と共に居た侍たちをこの付近に住まわせたことに由来する。土肥山城側（内陸部）を表侍町（または大名町）、海側を裏侍町と呼ぶこともある。
惣社町（黄色）
神功皇后がここに惣社（総社）を設置したことに由来する。
切通（緑）
長府毛利邸の東側に南北に伸びる通り。山を切ってこの道路を通したため切通と呼ばれる。切通の途中にある丁字路で東側に進むと古江小路に入る。
古江小路（赤）
昔は入江であったことが由来であると考えられている。城下町の雰囲気が現在でも残る通りで各家には土塀が巡らされている。古江小路にある菅家長屋門は下関市指定有形文化財に指定されている。古江小路を流れる鯉川という溝は古江川から変化したものであると思われている。
壇ノ上（水色）
長府の古い地名で現在の宮の内町の忌宮神社南鳥居付近。神功皇后が戦に備え、祭壇を設置したことに由来する。
北浜・中浜（青）・南浜
長府にある古い地名で現在は埋立地となった元海岸線付近の地名。松小田から松原・宮崎町付近にかけてを北から北浜、中浜、南浜と呼んでいた。現在町丁として残っているのは中浜のみで、南之町の北端から忌宮神社の東鳥居までが中浜町に該当する。
南之町（紫）
豊浦池旧跡から東側の道が北端、壇具川の川沿いが南端でその間が南之町に該当する。かつては南浜と言われていた場所である。
亀の甲（黒）
長門国府があったときに「上の国府」と呼ばれていた地域で、上→亀、国府→甲となって亀の甲になったと『長門国志』にある。
沖田（濃灰色）
長府の古い地名で亀の甲付近。北側で中土居や三島、西側で安養寺と接し、現在の豊浦小学校がある付近である。
中之町（黄緑）
土居の内の北側と接する。
金屋（桃色）
もともと鋳物師の居住地域であったため金屋と言われるようになった。1319年（元応元年）ごろには「鉄屋」と書かれていたことが鋳物師を代々継いでいた安尾家の文書から分かっている。もともとは北浜と呼ばれた地域である。
中土居（下の図の黄色）・土居の内（上の図の茶色）
土居は堤防を意味し、中土居は堤防の中央、土居の内は堤防内側という意味である。
逢坂（薄灰色）
もとは大坂であったと考えられており、由来は「大坂」のとおり、大きい峠に由来するものであると考えられている。
火除小路（濃青色）
長府にある古い地名。逢坂の北側と覚苑寺の南側の境界にある通りである。覚苑寺の場所がまだ長門鋳銭所であったときに飛び火を恐れて神を祀った祠があったため火除小路といわれる。
安養寺（乾鮭色）
国分寺（現在は南部町に移動）の西側にあった奥の院安養寺があったことに由来する。
印内（橙）
仲哀天皇が豊浦宮滞在に来たとき、印内は鬼門の方角にあったため陰陽師がここに住み、陰内、そして印内になったといわれている。
八幡（先八幡）・前八幡（緑）
もともと宇都宮八幡宮という八幡宮があったためこれに由来する。
江下（水色）
もともとは弥勒寺という寺院があり、その修行所を指す「会下」があったことに由来する。また一説によると、かつて古川が流れていたときに逢坂川や安養寺川の合流地点がここであったため、江下になったという。
姥ケ懐（青）
印内西側の現在の三島町の一部に当たる古い地名。由来は一説によるとここに住んでいた老婆が帆を作っていたため「姥が帆処」→「姥ケ懐」になったといわれている。別の説には姥ケ懐と呼ばれた地域の地形が内懐の形だったためという説もある。
三島（紫）
地名の由来は一説では三島の高台の方では長府の全景が見え、その中でも満珠島・干珠島が見えることから見島と呼ばれ、三島になったという。
古城町（黒）
昔、佐加利山城（下山城）があったと思われていることに由来する。
中六波（濃灰色）
由来は不明。
満珠町（黄緑）
住宅地で、由来は満珠島が見えるためであると考えられている。
松小田（赤）
1574年（天正2年）9月の毛利家家臣の書状に松小田の地名が見られる。松尾神社という神社の神田があり、松尾田から松小田になったと考えられている。
才川（桃色）

長浜
長府にあった地名。現在の松小田および才川を指していた。
扇町（茶色）
才川の東側にある埋立地。1964年（昭和39年）に着工し、1975年（昭和50年）からは住居表示が始まった。

## 地理
山口県下関市の南部にあり、東は周防灘に面している。

### 山
四王司山
長府にある山で標高は392m。宝鏡山ともいう。山の山頂付近には四王司神社がある他、山の中には石垣がいくつか残っており、かつて厚東氏が居城していた四王司城の跡であると考えられている。山の斜面は急ではないが岩石が多く見られる。四王司山の主な登山コースには松小田から遥拝所を経由して登るコースと田倉方面の勝山御殿跡から登るコースがある。
茶臼山
前田にある標高96mの山。山の由来は単純に山の形が茶臼に見えたことからである。
唐櫃山
浜浦・黒門付近の山。地理院地図によると大唐櫃山は標高138m、小唐櫃山は標高141m。
順頂山(覚苑寺山)
覚苑寺の裏山。地理院地図にはその名前が見られないが標高は176.5m
下山
古城町付近にある山。地理院地図にはその名前が見られないが標高は40.2m。

### 河川
壇具川

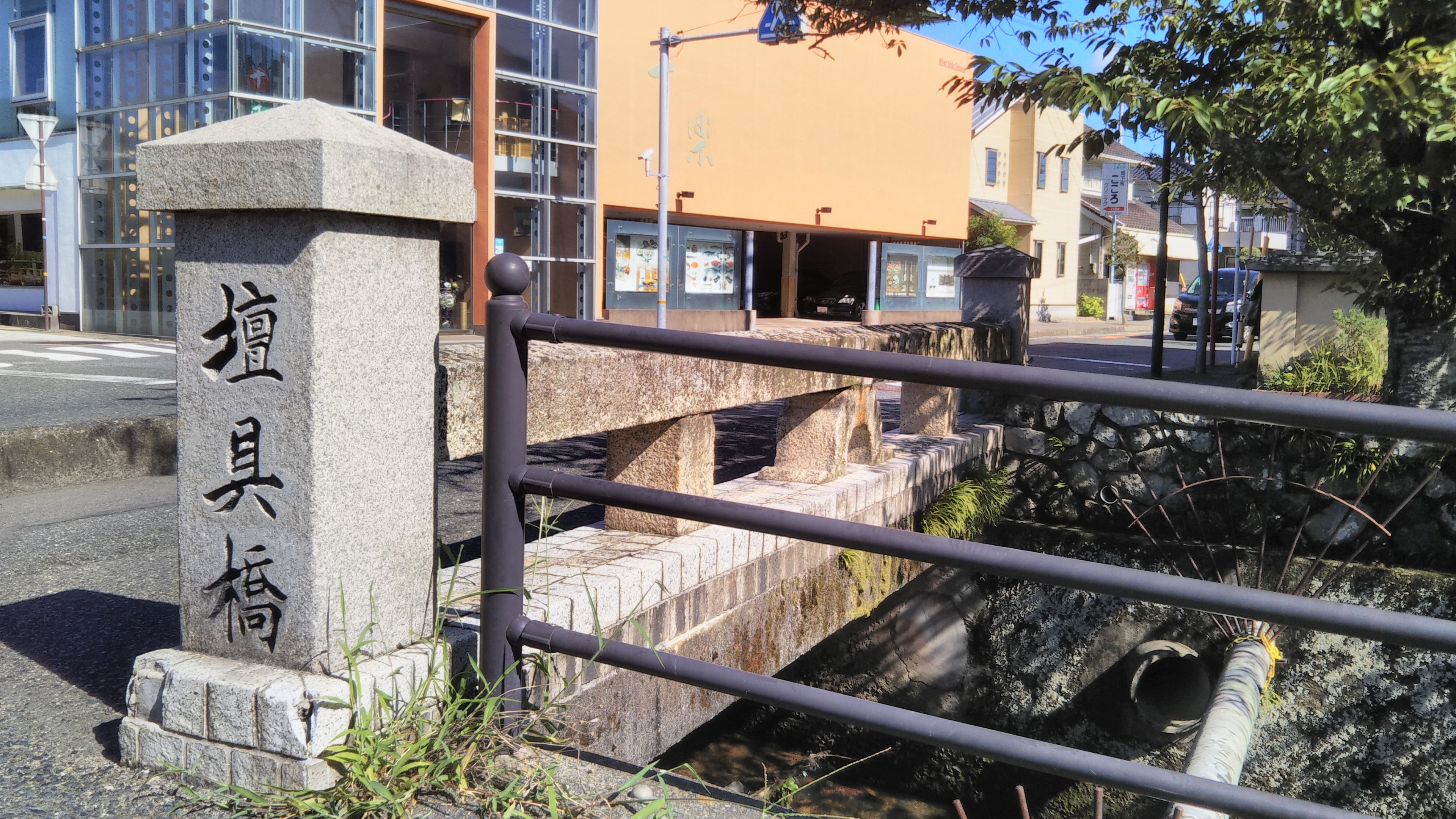
侍町にある壇具橋。

野久留米方面の霊鷲山を水源とし、川端から侍町にかけて流れる河川。伝説によると神功皇后が長府に祭壇を置いて祭に使った道具をこの川に流したといわれており、それが名前の由来とされている。現在は夏に蛍が現れるため「ほたるの里」と呼ばれる。壇具川に架かる橋のうち旧豊浦郡役所の場所にある橋は壇具橋、忌宮神社から真っ直ぐ南に直進した場所にある橋は宮路橋という。さらに上流に向かうと水添橋、川中橋、川上橋と続く。笑山寺と功山寺の間にある道に架かる橋はそれぞれの寺号にちなみ、両山橋と呼ばれる。

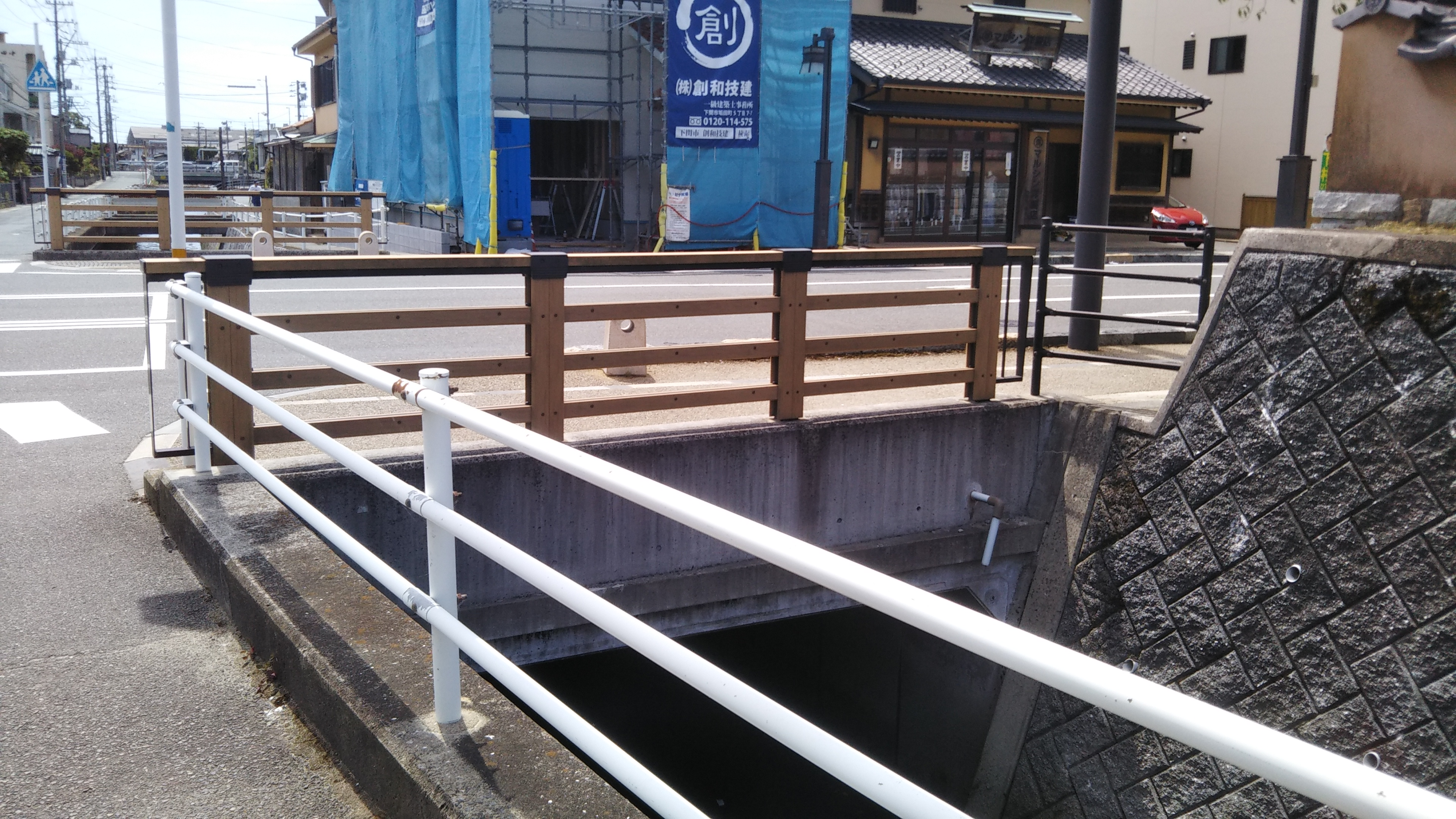
印内川に架かる鞏昌橋。

印内川
長府印内町の南の境界にある河川。大乗寺の隣にある橋は鞏昌橋と言う。かつてはここに堤があったが、後にこれを堀にして印内川になった。上流の方に行く途中に安養寺川と逢坂川に分岐する。
古川・新川
古川は八幡と江下の間にある溝。新川は八幡と前八幡の間にある川。かつては逢坂川、安養寺川も古川に繋がっていたが、埋められているため現在はほとんど溝である。

### 島

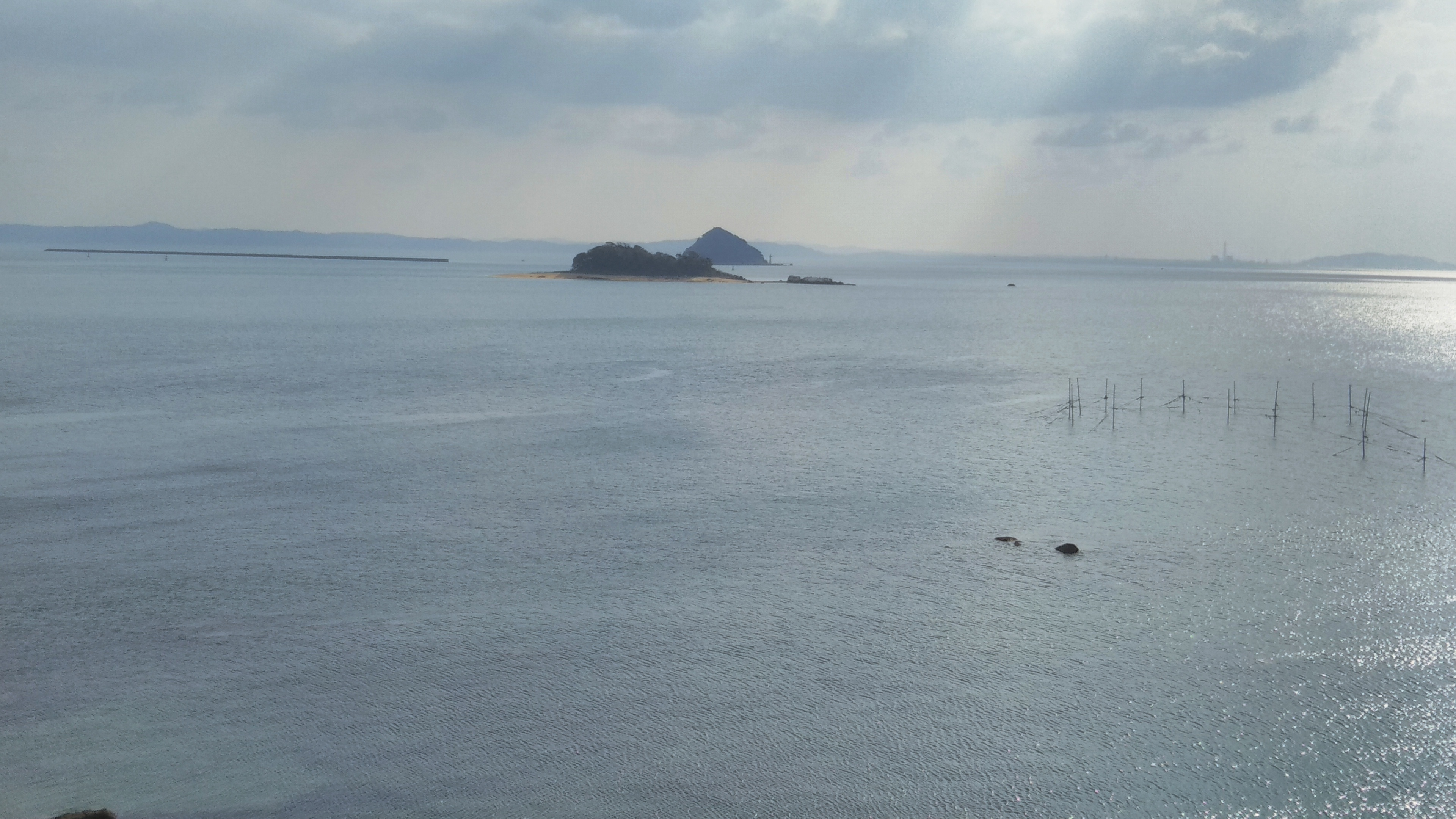
豊功神社から撮影した干珠島及び満珠島。近い方を干珠島、遠い方を満珠島と呼ぶことが多いが、その逆でも間違いではない。理由については本文参照。

満珠島・干珠島
長府の東側となる瀬戸内海に浮かぶ二つの島。近い方が面積1.2ha、遠い方が面積4.5haとなっている。「日本書紀」には澳[奥]津・平津島と記載されており、神功皇后が如意宝珠を得たという伝説がある。この伝説によると神功皇后の三韓征伐のときに海から声が聞こえ、安曇の磯良を龍神のもとへ遣って干珠・満珠の2つの株を借りよと告げられたという。そして戦いに勝利して2つの珠を海に沈めて返したときに2つの島になったと伝えられている。
満珠島・干珠島の区別については一般的に長府から遠い方を満珠島、近い方が干珠島と言われているが、歴史的な文献をみてもどちらの説ともとることができるので、2つを合わせて満珠島・干珠島と呼ぶことも多い。国天然記念物指定の際は遠い方が干珠、近い方が満珠とされたが、1956年（昭和31年）5月1日に瀬戸内海国立公園の一部分となったときには遠い方が満珠、近い方が干珠とされた。
この二島は忌宮神社の飛び地であり、勝手に立ち入ることはもちろん、風習として昔から島に上がることは禁止されている。そのせいか、いまでも原生林が残り、スタジイやイスノキの巨木が残っている。この原生林の重要性から干珠樹林・満珠樹林ともに1926年（大正15年）10月20日には国天然記念物に指定された。また、見ることはできないが遠い方の島(一般的には満珠島)には「天然記念物干珠樹林」と刻まれた石碑がある。
満珠島・干珠島については古文書にもしばしば登場するがその例として、足利尊氏や今川貞世、乃木希典の以下の歌がある。
いにしへの 二つの玉の 光こそ くもらぬ神の 心なりけれ — 足利尊氏、忌宮神社所有紙本墨書豊浦宮法楽和歌
とよ国の 沖つしま山 えてしかな 意の如き 珠とみるべき — 今川貞世、道ゆきぶり
ほのぼのと しらむ波間を 見渡せば 珠の二島 浮き出るかな — 乃木希典

### 現存しないもの

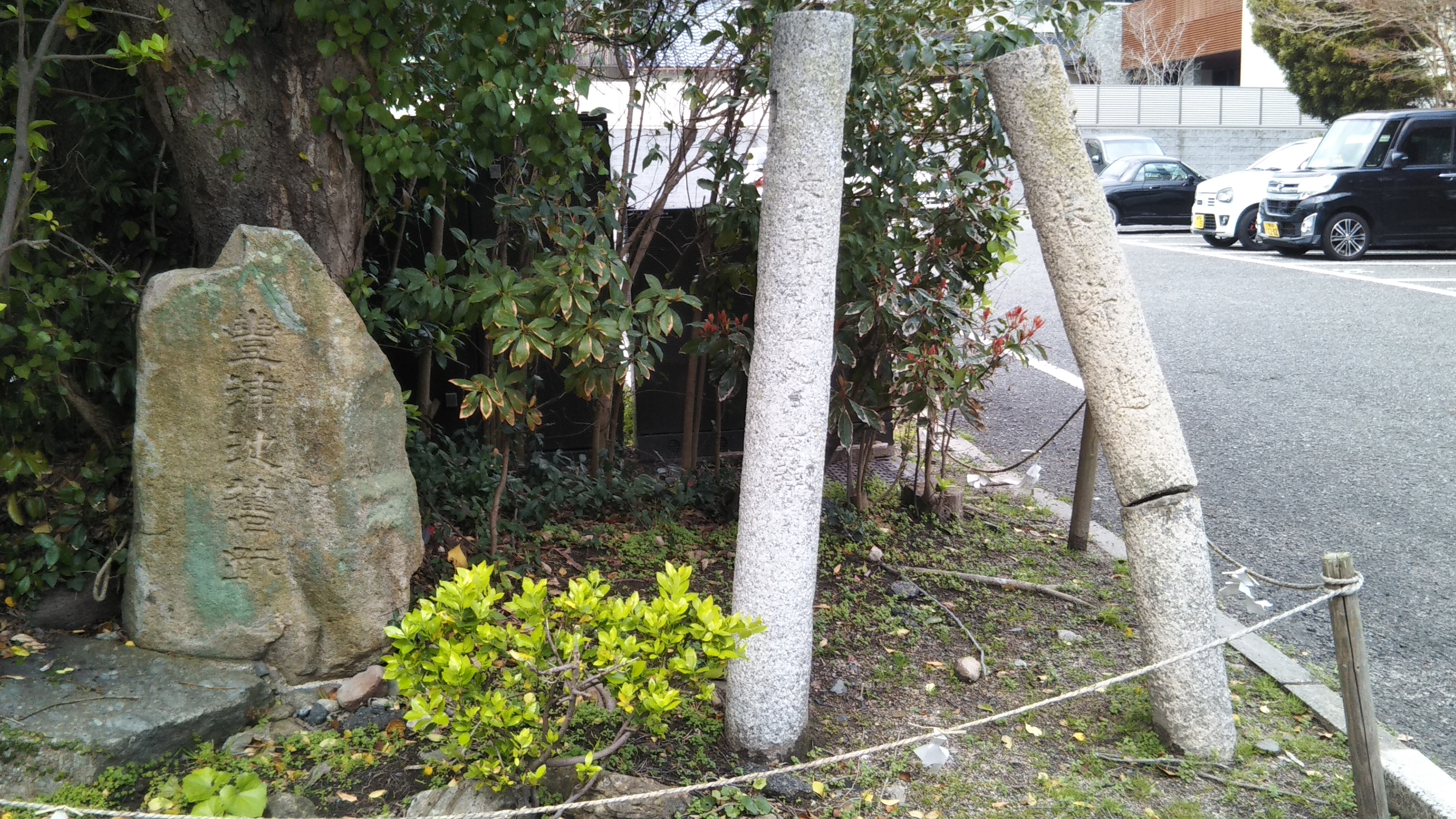
豊浦池舊(旧)跡の石碑。長府古江小路町の方の池跡に建てられている。

豊浦の池
かつて長府にあった池。ひとつは長府古江小路町、もうひとつは長府惣社町にあったとされ、この2つはつながっていたと言われている。仲哀天皇が舟遊びをしたという伝説が残っている。

## 住所と人口
以下に住所ごとの人口のデータを掲載する。住所区分は下関市役所支所設置条例に基づく。そのため長府〇〇町以外にも長府地区に含まれる。以下の表で「未」はその年時点で町丁・字が設置されていない場合、「秘」は秘匿地域のため人口が公開されていない場合を表す。(2020年のみ下関市の住民基本台帳でそれ以外は国勢調査)
| 町・字         | 丁     | 郵便番号 | 1995年 | 2000年 | 2005年 | 2010年 | 2015年 | 2020年 |
| -------------- | ------ | -------- | ------ | ------ | ------ | ------ | ------ | ------ |
| 才川           | -      | 792-0921 | 43     | 42     | 39     | 39     | 45     | ?      |
| 千鳥ケ丘町     | -      | 792-0922 | 676    | 673    | 645    | 577    | 583    | 554    |
| ゆめタウン     | -      | 792-0926 | 0      | 0      | 0      | 30     | 32     | 27     |
| 長府扇町       | -      | 792-0927 | 3      | 6      | 0      | 1      | 4      | 1      |
| 長府才川       | 一丁目 | 792-0928 | 1671?  | 1398   | 1397   | 1408   | 1356   | 1441   |
| 長府才川       | 二丁目 | 792-0928 | 1266?  | 1487   | 1441   | 1403   | 1464   | 1077   |
| 松小田         | -      | 752-0931 | 6      | 6      | 5      | 秘     | 秘     | 3      |
| 長府松小田北町 | -      | 792-0932 | 553    | 580    | 562    | 530    | 496    | 474    |
| 長府松小田本町 | -      | 792-0933 | 1009   | 1209   | 1342   | 1284   | 1271   | 1321   |
| 長府松小田東町 | -      | 792-0934 | 111    | 87     | 112    | 70     | 112    | 116    |
| 長府松小田中町 | -      | 792-0935 | 1263   | 1509   | 1510   | 1495   | 1514   | 1615   |
| 長府松小田南町 | -      | 792-0936 | 505    | 469    | 457    | 427    | 376    | 381    |
| 長府松小田西町 | -      | 792-0937 | 708    | 639    | 607    | 594    | 539    | 559    |
| 長府新四王司町 | -      | 792-0941 | 534    | 506    | 484    | 426    | 378    | 380    |
| 長府四王司町   | -      | 792-0942 | 359    | 342    | 323    | 306    | 293    | 268    |
| 長府豊城町     | -      | 792-0943 | 588    | 552    | 513    | 493    | 488    | 469    |
| 長府中六波町   | -      | 792-0944 | 720    | 731    | 613    | 530    | 533    | 519    |
| 長府豊浦町     | -      | 792-0945 | 395    | 390    | 385    | 333    | 316    | 341    |
| 長府中尾町     | -      | 792-0946 | 443    | 368    | 343    | 345    | 330    | 341    |
| 長府満珠町     | -      | 792-0947 | 1925   | 1804   | 1691   | 1529   | 1456   | 1392   |
| 長府満珠新町   | -      | 792-0948 | 未     | 82     | 315    | 411    | 432    | 403    |
| 長府日の出町   | -      | 792-0951 | 359    | 340    | 339    | 356    | 309    | 321    |
| 長府江下町     | -      | 792-0952 | 443    | 280    | 355    | 312    | 275    | 291    |
| 長府港町       | -      | 792-0953 | 40     | 42     | 50     | 38     | 31     | 35     |
| 長府古城町     | -      | 792-0954 | 561    | 407    | 368    | 548    | 508    | 484    |
| 長府八幡町     | -      | 752-0955 | 1149   | 1043   | 875    | 846    | 886    | 815    |
| 長府前八幡町   | -      | 752-0956 | 299    | 292    | 277    | 252    | 275    | 284    |
| 長府印内町     | -      | 752-0957 | 795    | 820    | 671    | 702    | 611    | 468    |
| 長府金屋浜町   | -      | 752-0958 | 389    | 382    | 359    | 341    | 276    | 270    |
| 長府金屋町     | -      | 752-0959 | 229    | 191    | 150    | 139    | 115    | 118    |
| 長府珠の浦町   | -      | 752-0961 | 362    | 349    | 317    | 287    | 274    | 300    |
| 長府安養寺     | 一丁目 | 752-0962 | 815    | 673    | 631    | 594    | 505    | 468    |
| 長府安養寺     | 二丁目 | 752-0962 | 270    | 264    | 241    | 250    | 236    | 239    |
| 長府安養寺     | 三丁目 | 752-0962 | 87     | 102    | 83     | 84     | 95     | 111    |
| 長府安養寺     | 四丁目 | 752-0962 | 341    | 310    | 332    | 337    | 321    | 382    |
| 長府中土居北町 | -      | 752-0963 | 705    | 682    | 645    | 597    | 606    | 613    |
| 長府中土居本町 | -      | 752-0964 | 864    | 772    | 668    | 577    | 629    | 658    |
| 長府三島町     | -      | 752-0965 | 671    | 766    | 682    | 715    | 710    | 719    |
| 長府亀の甲     | 一丁目 | 752-0966 | 359    | 330    | 366    | 413    | 435    | 452    |
| 長府亀の甲     | 二丁目 | 752-0966 | 33     | 42     | 40     | 34     | 28     | 29     |
| 長府宮の内町   | -      | 752-0967 | 377    | 341    | 278    | 292    | 278    | 320    |
| 長府紺屋町     | -      | 752-0968 | 561    | 556    | 520    | 400    | 320    | 89     |
| 長府惣社町     | -      | 752-0970 | 222    | 195    | 203    | 190    | 164    | 147    |
| 長府逢坂町     | -      | 752-0971 | 466    | 441    | 439    | 384    | 329    | 346    |
| 長府古江小路町 | -      | 752-0972 | 226    | 207    | 200    | 170    | 177    | 161    |
| 長府中之町     | -      | 752-0973 | 316    | 285    | 286    | 230    | 230    | 164    |
| 長府土居の内町 | -      | 752-0974 | 314    | 291    | 263    | 377    | 364    | 338    |
| 長府中浜町     | -      | 752-0975 | 195    | 200    | 195    | 177    | 141    | 121    |
| 長府南之町     | -      | 752-0976 | 272    | 227    | 250    | 225    | 253    | 257    |
| 長府東侍町     | -      | 752-0977 | 964    | 883    | 784    | 716    | 648    | 643    |
| 長府侍町       | 一丁目 | 752-0978 | 646    | 616    | 568    | 521    | 519    | 587    |
| 長府侍町       | 二丁目 | 752-0978 | 538    | 519    | 478    | 456    | 446    | 527    |
| 長府川端       | 一丁目 | 752-0979 | 143    | 145    | 133    | 125    | 117    | 109    |
| 長府川端       | 二丁目 | 752-0979 | 243    | 361    | 451    | 582    | 596    | 597    |
| 長府黒門町     | -      | 752-0980 | 未     | 未     | 14     | 11     | 22     | 27     |
| 豊浦村         | -      | 752-0981 | 68     | 63     | 26     | 27     | 18     | 22     |
| 長府新松原町   | -      | 752-0982 | 436    | 395    | 364    | 331    | 328    | 355    |
| 長府松原町     | -      | 752-0983 | 124    | 113    | 110    | 108    | 86     | 166    |
| 長府宮崎町     | -      | 752-0984 | 282    | 264    | 239    | 228    | 200    | 254    |
| 長府外浦町     | -      | 752-0985 | 5      | 5      | 0      | 28     | 288    | 260    |
| 長府黒門東町   | -      | 752-0986 | 460    | 545    | 574    | 574    | 525    | 551    |
| 長府羽衣町     | -      | 752-0987 | 164    | 154    | 135    | 115    | 133    | 146    |
| 長府羽衣南町   | -      | 752-0988 | 198    | 171    | 163    | 144    | 136    | 135    |
| 長府黒門南町   | -      | 752-0989 | 295    | 332    | 394    | 465    | 455    | 338    |
| 高畑           | -      | 752-0991 | 65     | 43     | 39     | 32     | 29     | 25     |
| 長府野久留米町 | -      | 752-0092 | 153    | 158    | 156    | 121    | 115    | 125    |
| 長府浜浦町     | -      | 752-0993 | 903    | 834    | 819    | 816    | 802    | 844    |
| 長府高場町     | -      | 752-0994 | 24     | 15     | 12     | 11     | 秘     | 8      |
| 長府浜浦南町   | -      | 752-0095 | 392    | 370    | 325    | 316    | 282    | 292    |
| 長府向田町     | -      | 752-0996 | 23     | 18     | 27     | 25     | 25     | 16     |
| 前田           | (大字) | 752-0997 | 7      | 2      | 3      | 秘     | 秘     | 6      |
| 前田           | 一丁目 | 752-0997 | 517    | 394    | 357    | 286    | 288    | 293    |
| 前田           | 二丁目 | 752-0997 | 881    | 805    | 724    | 646    | 624    | 584    |
| 長府浜浦西町   | -      | 752-0998 | 未     | 未     | 190    | 384    | 501    | 541    |

### 人口の推移
| 1891年 | 6928  |  |
| 1902年 | 9091  |  |
| 1912年 | 10134 |  |
| 1920年 | 9633  |  |
| 1925年 | 11086 |  |
| 1930年 | 11105 |  |
| 1935年 | 11488 |  |
| 1950年 | 21582 |  |
| 1995年 | 32029 |  |
| 2000年 | 30915 |  |
| 2005年 | 29952 |  |
| 2010年 | 29159 |  |
| 2015年 | 28582 |  |
| 2020年 | 28133 |  |

## 歴史
長府における神社・寺院等の歴史は宗教の節、鉄道・バス等の歴史は交通の節、学校の歴史は教育の節、工場・施設の歴史は産業の節または施設の節で述べる。

### 先史時代
長府には縄文時代後期の、安養寺遺跡がある。また、弥生時代の遺跡としては江下の遺跡と前八幡の遺跡がある。
仲哀天皇

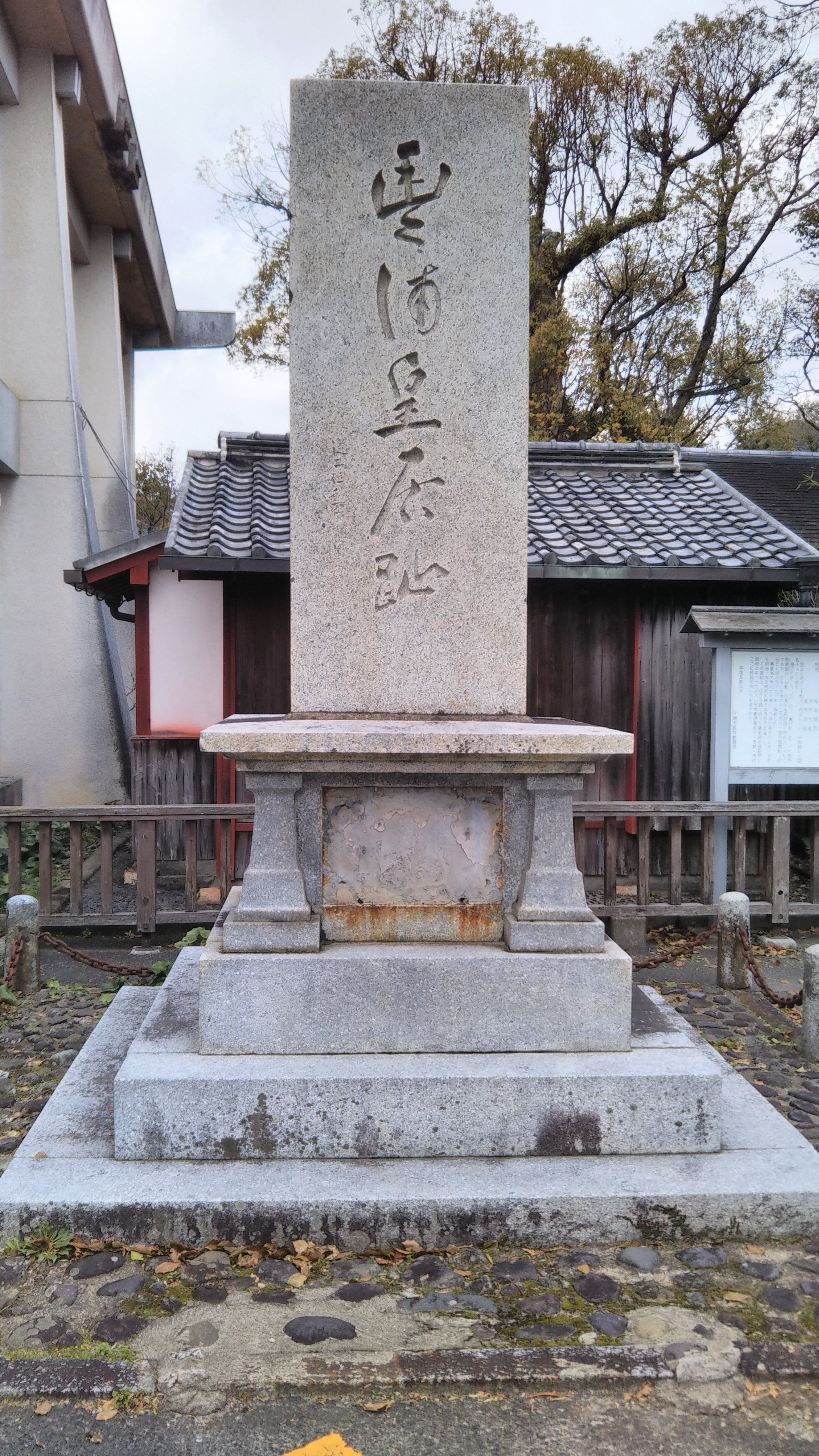
忌宮神社境内にある「豊浦皇居址」の石碑。

仲哀天皇の熊襲征伐の際には現在の忌宮神社の位置に豊浦の宮が建てられ、193年（仲哀天皇2年）6月から199年（仲哀天皇8年）1月まで現在の長府に滞在した。滞在中の198年（仲哀天皇7年）には新羅のほうから塵輪がやってきて黒い雲に乗り豊浦宮に侵攻してきたという伝承があり、これは現在、石見神楽の演目にもなっている話である。
仲哀天皇の死後、皇后であった神功皇后の指示で武内宿禰により遺体が豊浦宮に一時的に移され、戦いが終わってから大和に共に帰り、恵我長野西陵に埋葬された。このように遺体を一時的に安置することは殯斂と呼ばれるが、仲哀天皇の殯斂地は現在の長府侍町にある日頼寺の境内にある(画像)。

### 古代
穴門館設置
長府の前田または外浦には穴門館という賓客の歓迎施設が561年（欽明天皇22年）に建てられたという内容が『日本書紀』にある。瓦が見つかっていること、前田に「上郡」という字があることから前田にあったという説が有力で、のちに前田御茶屋・前田砲台・貝島太市別荘となった場所であると考えられている。
穴門国から長門国へ
『古事記』には「穴門」という地名がみられ、これは関門海峡のことと考えられている。そしてこれが現在の長府付近にあった穴門国の名称の元となった。元号「白雉」は穴門国司が白い雉を献上したためという話が『日本書紀』に残っている。
そしてその後穴門は「あながと」と読まれるようになり、最終的には長門になって長門国と呼ばれるようになった。この長門国の国衙は長府に建てられた。長門国は等級区分では中国にあたる。国司としては白い雉を献上した草壁(連)醜経のほか、大神(朝臣)高市麿、引田(朝臣)迩閇、大伴男人、巨曽倍(朝臣)津島と多くおり、全てを挙げきれないので省略する。後に城下町となったため長門国府が置かれた時代の建造物の正確な位置は不明である。しかし、国衙は忌宮神社付近にあったと歴史学者、古川薫は推定している。
『日本書紀』によると670年（天智天皇9年）のとき、白村江の戦いで敗北したため唐・新羅らが襲来してくることを恐れ、長門城を長門国に建設したと書かれている。所在地については不確定であるが、長府南部を中心に説が唱えられており、火の山、茶臼山(前田)、唐櫃山(浜浦)、四王司山、霊鷲山などの説がある。最も有力なのは唐櫃山で長門城が百済の達率答㶱春初らによって築かれたため唐人→かろうと→唐櫃となったのではないかという説である。しかし、1974年（昭和49年）ぐらいに現れた新説として豊浦町の鬼ヶ城説があり、そこから石塁が発見されている。前者の説には石塁がない、後者の説には防衛に重要な関門海峡から遠いという問題がある。『日本書紀』には「又築長門城」とあるため長門城は2か所あり、どちらも正しいとする説もある。
和同開珎の鋳造

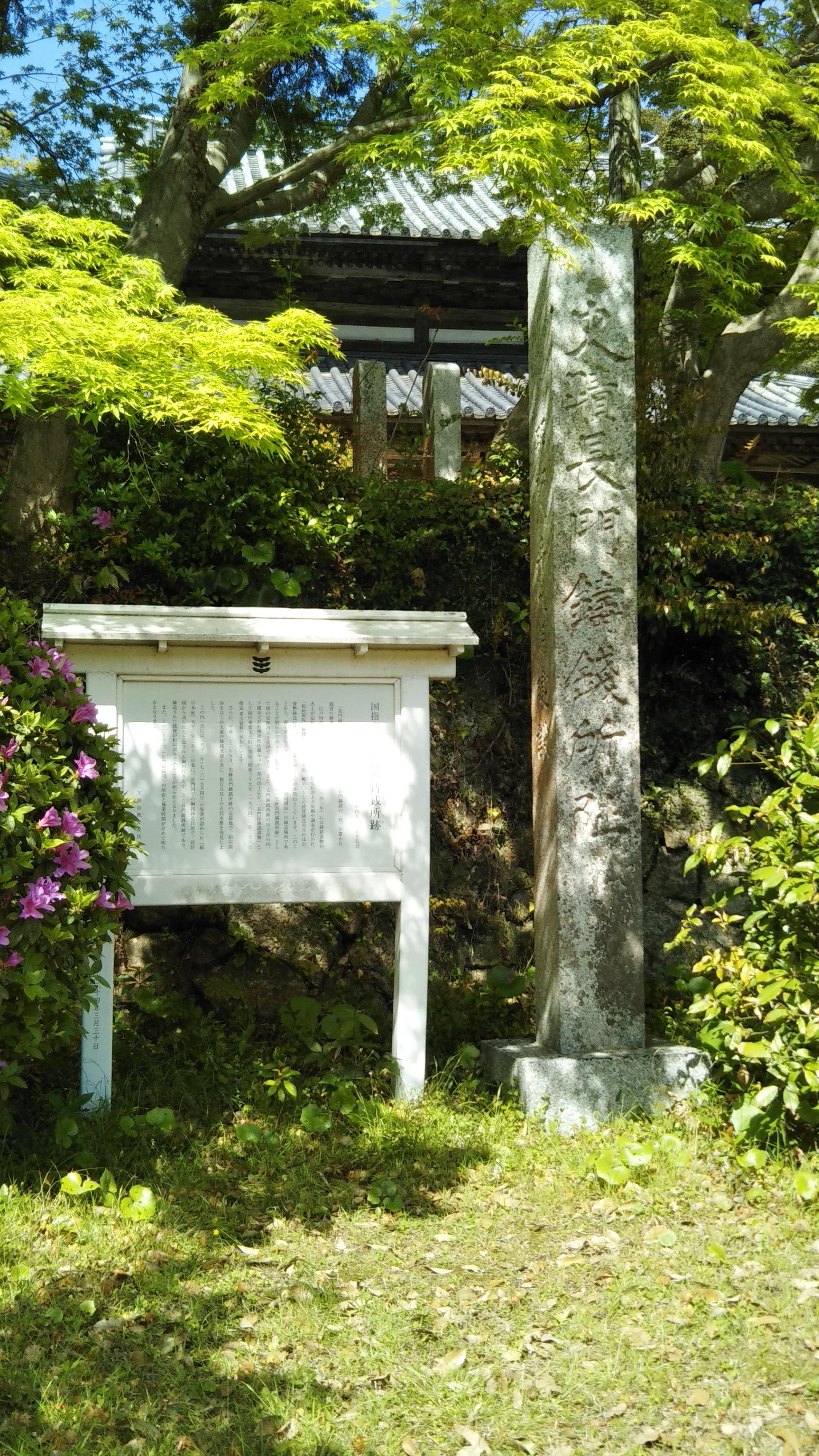
覚苑寺にある長門鋳銭所跡史跡指定についての石碑。

奈良時代に元号が和銅に改元されたとき（708年）には武蔵国、河内国、周防国、長門国、大宰府に和同開珎の鋳銭所が造られた。長門国にあった鋳銭所は長府に設置され、鋳型が発見されている。鋳造が開始された正確な年は不明だが、730年（天平2年）以前であると考えられている。正確な位置が判明しているのは長府のみでありその場所は現在の覚苑寺にあたる。これらのことから1929年（昭和4年）12月17日には国史跡に指定され、1964年（昭和39年）1月28日には出土品である銭笵(鋳型)、坩堝、ふいご口などが国重要文化財に指定された。現在これらの出土品は長府博物館に所蔵されている。

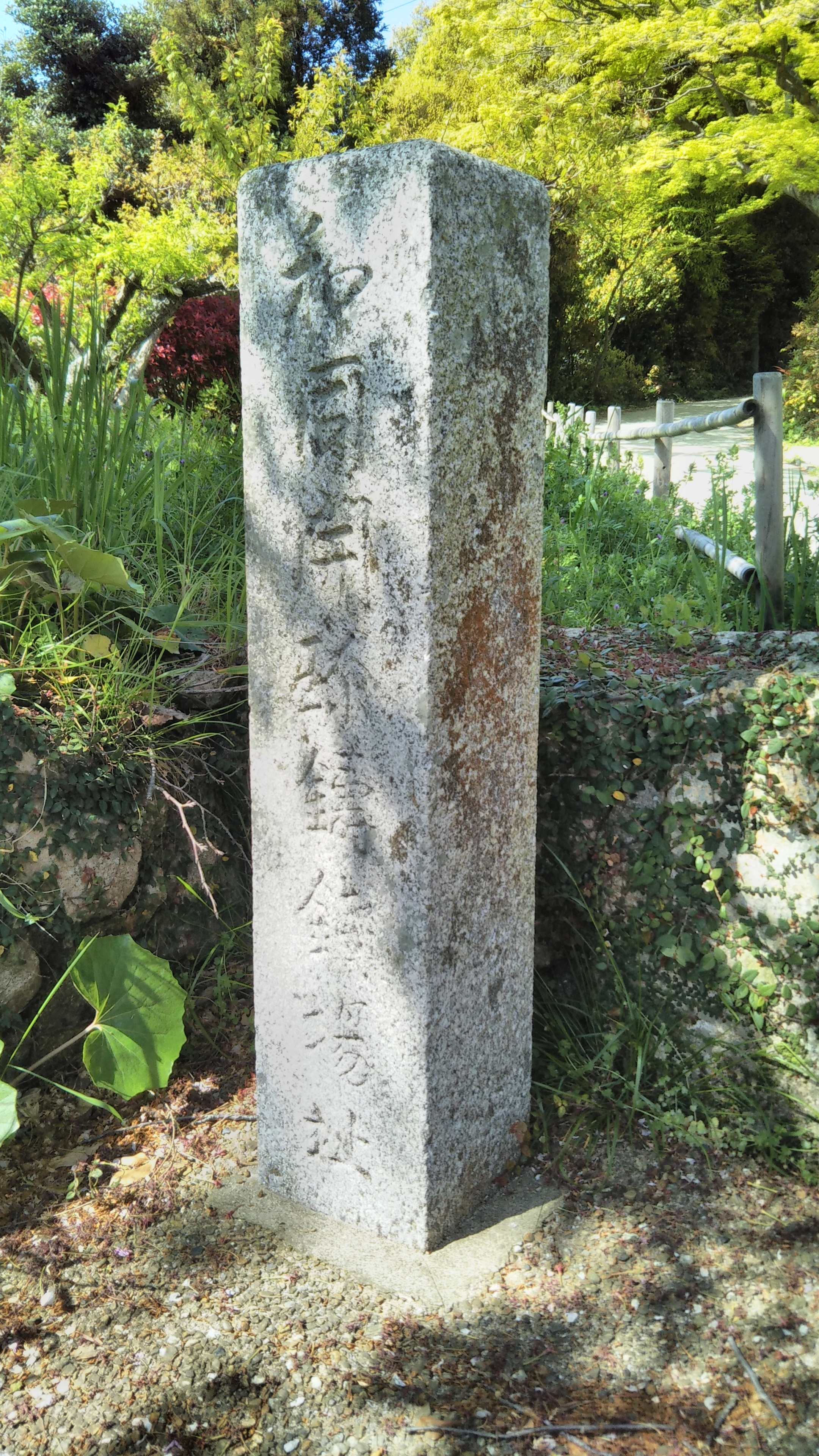
覚苑寺にある「和同開珎鋳銭場址」の石碑。

和同開珎の鋳造ののち、長門鋳銭所は一時的に使用されなくなったが、818年（弘仁9年）、富寿神宝の鋳造にともない再度鋳造がおこなわれるようになった。しかし、それもわずか6、7年程度で825年（天長2年）には長門鋳銭所は廃止されて周防鋳銭司に移った。
櫛崎城の始まり

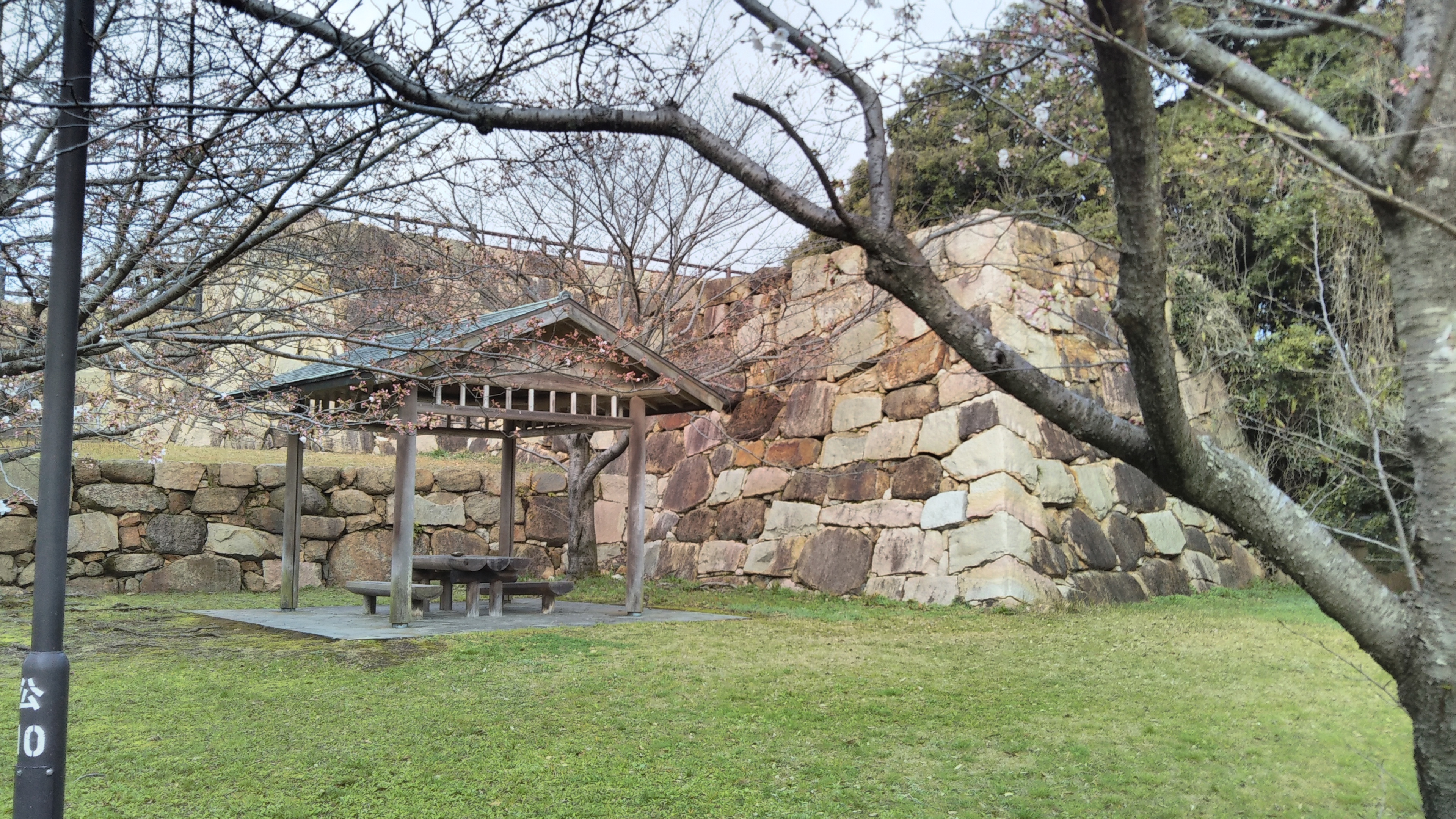
関見台公園に残っている櫛崎城の石垣。

940年（天慶3年）には内藤隆春や毛利氏が後に居城した櫛崎城が稲村平(稲村平六)により建てられたと言われる。
なお、このころ櫛崎(串崎)には水軍がおり、壇ノ浦の戦いのときには源義経が串崎船を12艘、建武の乱のときには足利尊氏が12艘使っていた。

### 中世
土肥山城

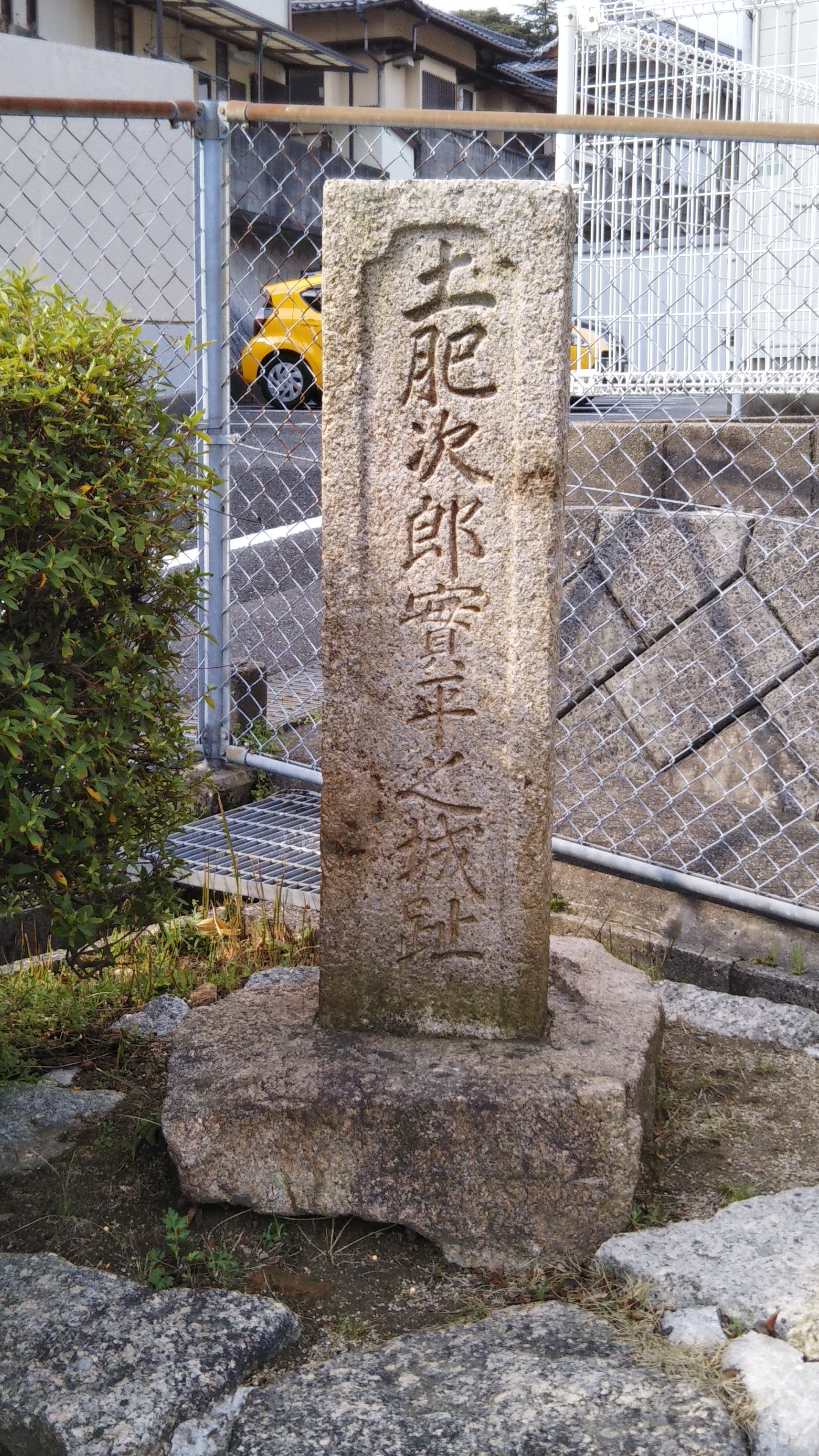
「土肥次郎實平之城趾」の石碑。

現在の長府侍町付近にあったとされる「土肥山城」は1185年（文治元年）に築城された。その名に含まれる「土肥」はここに居住した人物のことで、平家鎮静のために追捕使として派遣された土肥次郎実平が居城していた。土肥山と呼ばれる前は豊山と呼ばれていた。
大内氏と厚東氏の争い
鎌倉幕府滅亡後、長門国では足利尊氏が後醍醐天皇政権に反逆したとき、もとは後醍醐天皇についていた厚東武実が足利尊氏に従ったため、武実は1336年（延元元年）長門国の守護に任命された。同年4月ごろ、尊氏は湊川の戦いでの勝利を祈るため、住吉神社と忌宮神社で祈願し、長府の串崎より出発した。その後、湊川の戦いで勝利した足利尊氏は1337年（延元2年）11月15日、忌宮神社に和歌を2首納めている。のちに足利直義と斯波高経、足利直冬もそれぞれ1344年（興国5年）12月15日、1351年（正平6年）6月1日に納めており、現在は忌宮神社の所有物となっている。

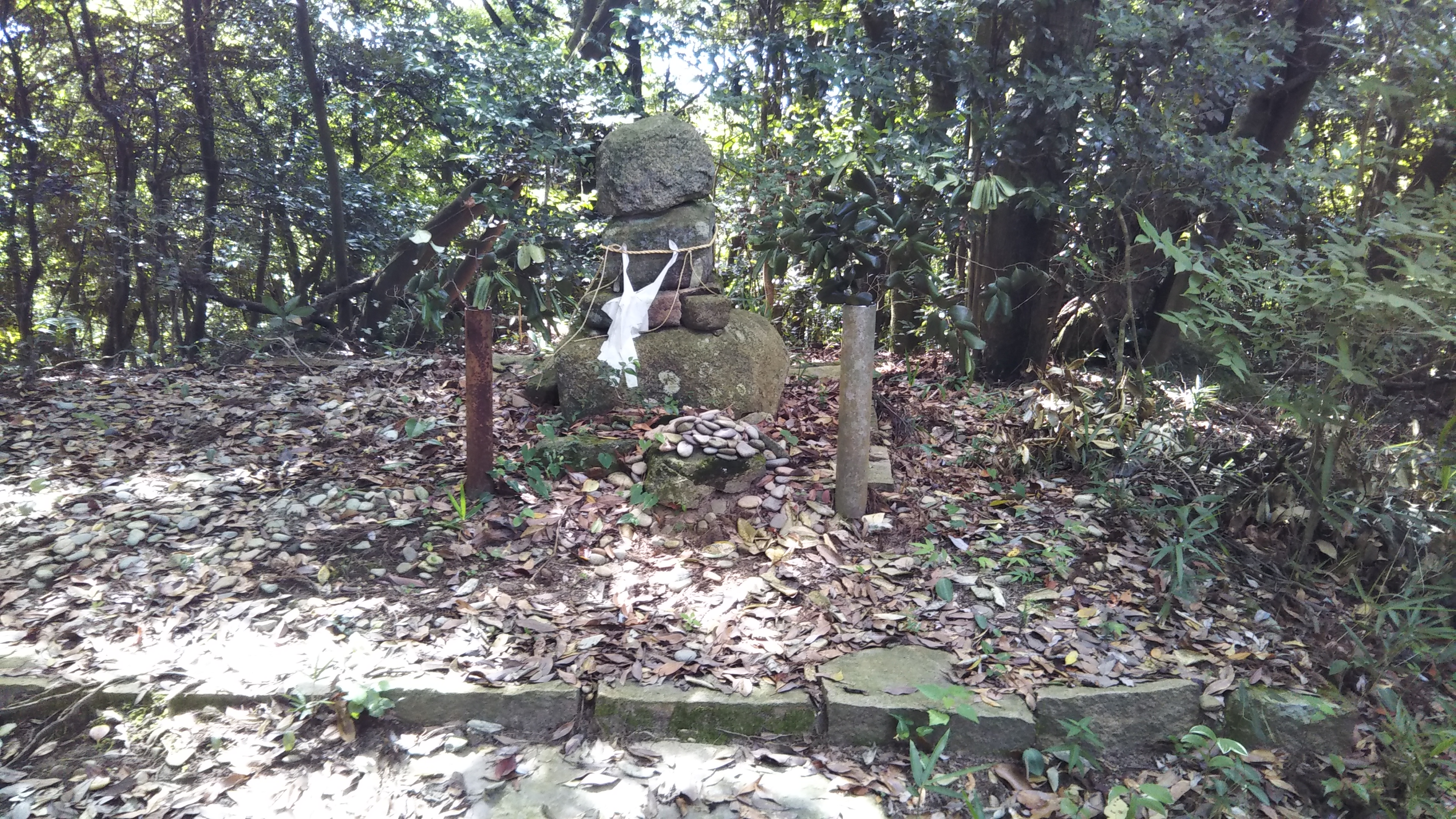
四王司山にある厚東武村の墓。

このころ、周防国守護の大内氏と長門国守護の厚東氏は北朝側（＝尊氏側）に従っていたが、大内氏は長門国も手にしたいという思いから厚東氏の反対となる南朝側に移った。そして1349年あるいは1351年に大内氏の方に属する陶氏を中心に厚東氏の当主であった厚東武村を自殺させることに成功した。
その後、次の武直のときには大内氏を攻めたが負けてしまい、加賀の方へ逃げていった。これと同時期にあたる観応年間(1350-1352)には厚東氏の分家である富永氏が土肥山城に居城していた。富永武道は安芸国で落ちぶれていた厚東氏の武直の次となる、厚東義武に手助けすることとなった。しかし、大内氏側の三崎範龍が居城する火の山城に攻めたとき、あっけなく敗北した。
その後厚東義武は1358年（延文3年）に大内弘世に攻撃され、宇部の霜降城、長府の四王司城が落城し、九州に移動し、大内氏が幕府により守護に任命されたのをきっかけに南朝側に移った。1364年（正平19年）には九州の菊池氏の援助により大内氏を打ち破ったが、1378年（天授4年）には櫛崎城と土肥山城が攻撃され、義武は降参。子の武道も逃げたが、翌年自刃し厚東氏は滅亡した。
文書での「長府」の出現
中世になると「長府」やそれと同じ意味を指す「府中」「国府」と書かれた文献が出現するようになった。「長府」は相良正任の1478年（文明10年）の「正任記」、「府中」は櫟木家旧蔵文書の1291年（正応4年）の箇所、「国府」は醍醐寺文書之一の1280年（弘安3年）の箇所でそれぞれ確認されている。
また、1574年（天正2年）8月14日の「長門国一二両社祭式定」では長府だけでなく、惣社町、土居ノ内町、中ノ町、別所町、北町、南之町、中浜町、亀ノ甲町の8つの町名が確認できる。
周防大内氏滅亡
大内氏は1551年（天文20年）、大内義隆のときに家臣であった陶晴賢（陶隆房）に襲われ、追い込まれて自害し、直系の血筋は絶えてしまった。その後、陶晴賢は豊後国の大友氏の晴英を迎えて次の当主として立てた。これが大内義長である。安芸国の毛利元就はこれを機に周防国・長門国に前進し、1555年（弘治元年）、陶晴賢を破った。
その後、大内義長とその側近であった内藤隆世は1557年（弘治3年）3月6日、下関の勝山で籠城した。毛利元就は「内藤隆世が切腹をするのならば大内義長は殺さない」と言って同年4月2日、内藤隆世を自害させた。勝山城が危機に陥ると義長は長福寺（現在の功山寺）に逃げ込んだがここでは元就は「自害せよ」と言ったために4月3日、30歳にして自刃した。
長府の鍛冶屋
長府には中世ごろ、鍛冶屋が居住していたことが分かっている。櫟木家文書には「長府之鍛冶」などの記述があり、王喜付近にある白崎八幡宮には「長州府中住安吉」という銘が打たれた太刀があることから長府に居住していたことは明らかである。

### 近世
長府藩の出現
関ヶ原の戦い以降、毛利氏の治めた範囲（＝防長、現在の山口県）は長州藩と呼ばれていた。その中でも現在の長府を中心とする下関の一部は長府藩（または府中藩）と呼ばれ、長府藩の初代藩主は毛利秀元（養子）であった。長府藩は申告上は5万石であったが、実際はその2倍以上もの石高であった。長府藩のうち現在の長府にあたる地区は長府村と呼ばれ、長府村の中でも城下町の府町と豊浦後地に分かれていた。府町と豊浦後地は明治初めごろにそれぞれ豊浦町、豊浦村となった。

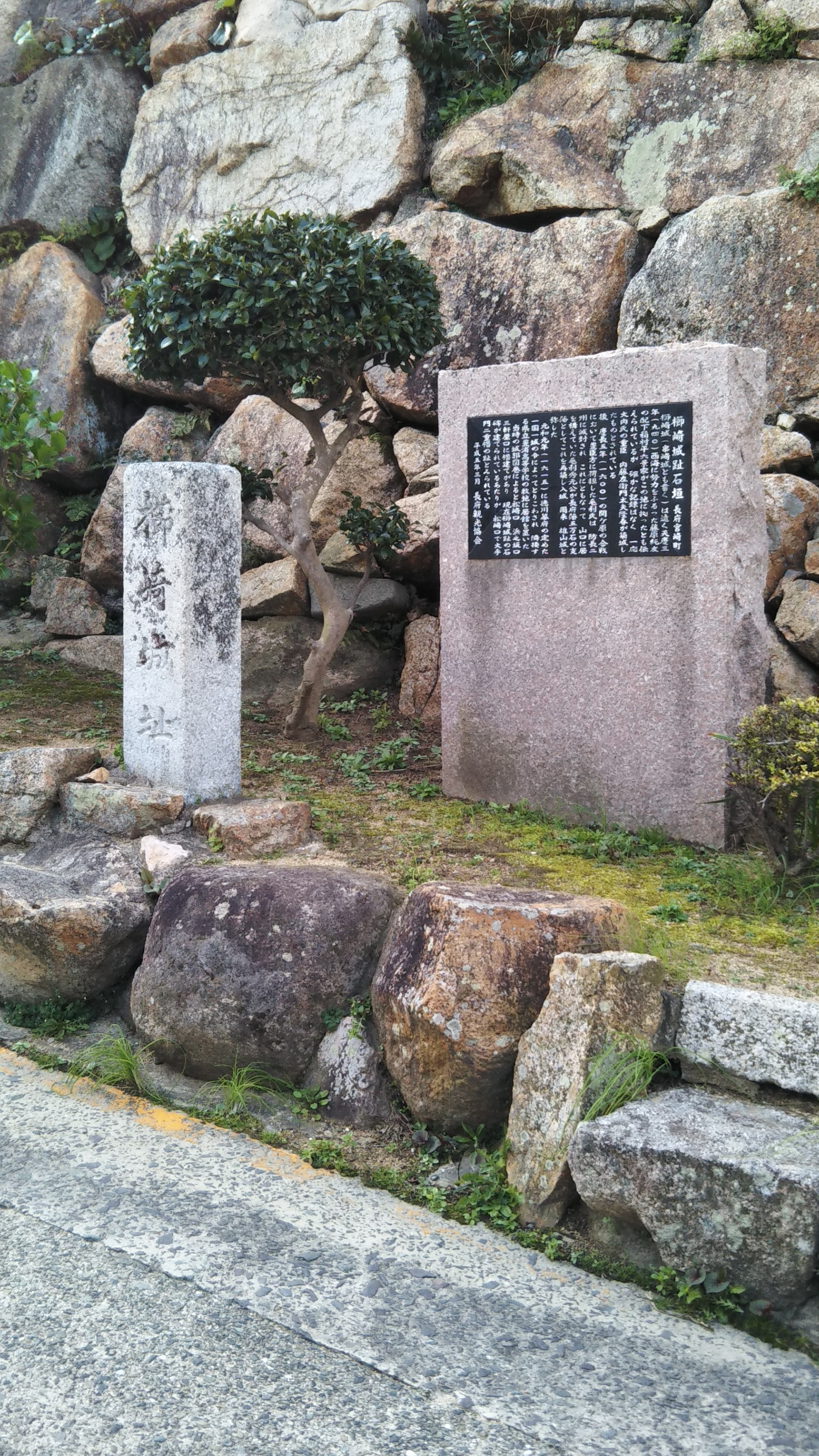
櫛崎城址の碑。後ろには実際の石垣が残っている。

秀元は長府にあった大内氏の櫛崎城（串崎城、雄山城）を再建した。長府博物館が所蔵する櫛崎城の図面により、櫓は3つあったことが分かっている。また、同博物館では櫛崎城の鬼瓦も所蔵している。1615年（元和元年）閏6月13日に幕府により一国一城令が出されたため櫛崎城の城郭のみを壊し、居館は残した。この居館の位置は現在の山口県立豊浦高等学校の位置に相当する。
江戸期長府での人口内訳
江戸期に長府は城下町であったため、主に武士や町人の居住する町であった。ただし、長府の町は武家屋敷がほとんどで武士とその家族はおおよそ5000~6000人であったのに対し町人は約1500人程度であった。
下関戦争
下関では倒幕運動が高まっている時代、外国を排除しようという攘夷論の動きが高まり、1863年（文久3年）5月10日以来、前田砲台などを用いて関門海峡を通った外国の船を撃退していき、5月11日にアメリカのペンブローク号、5月23日にフランスのキャンシャン号、5月26日にオランダのメデューサ号、6月1日にアメリカのワイオミング号を砲撃した。しかし、同年6月5日、フランスのセミラミス号、タンクレード号を砲撃したとき、前田砲台はフランス軍らによって撃破され、砲台だけに留まらず前田や長府の家々を焼き払っていった。さらにフランスの軍艦により大砲が櫛崎城に向けられ、当時の長府藩主毛利元周らは勝山や井田の方に逃走した。1864年（元治元年）8月5日には18隻の四国（アメリカ・フランス・イギリス・オランダ）連合艦隊が杵築藩の姫島から襲来し、惨敗した。講和は8月8日に始まり、宍戸刑馬の名で高杉晋作が務め、8月14日に終わった。

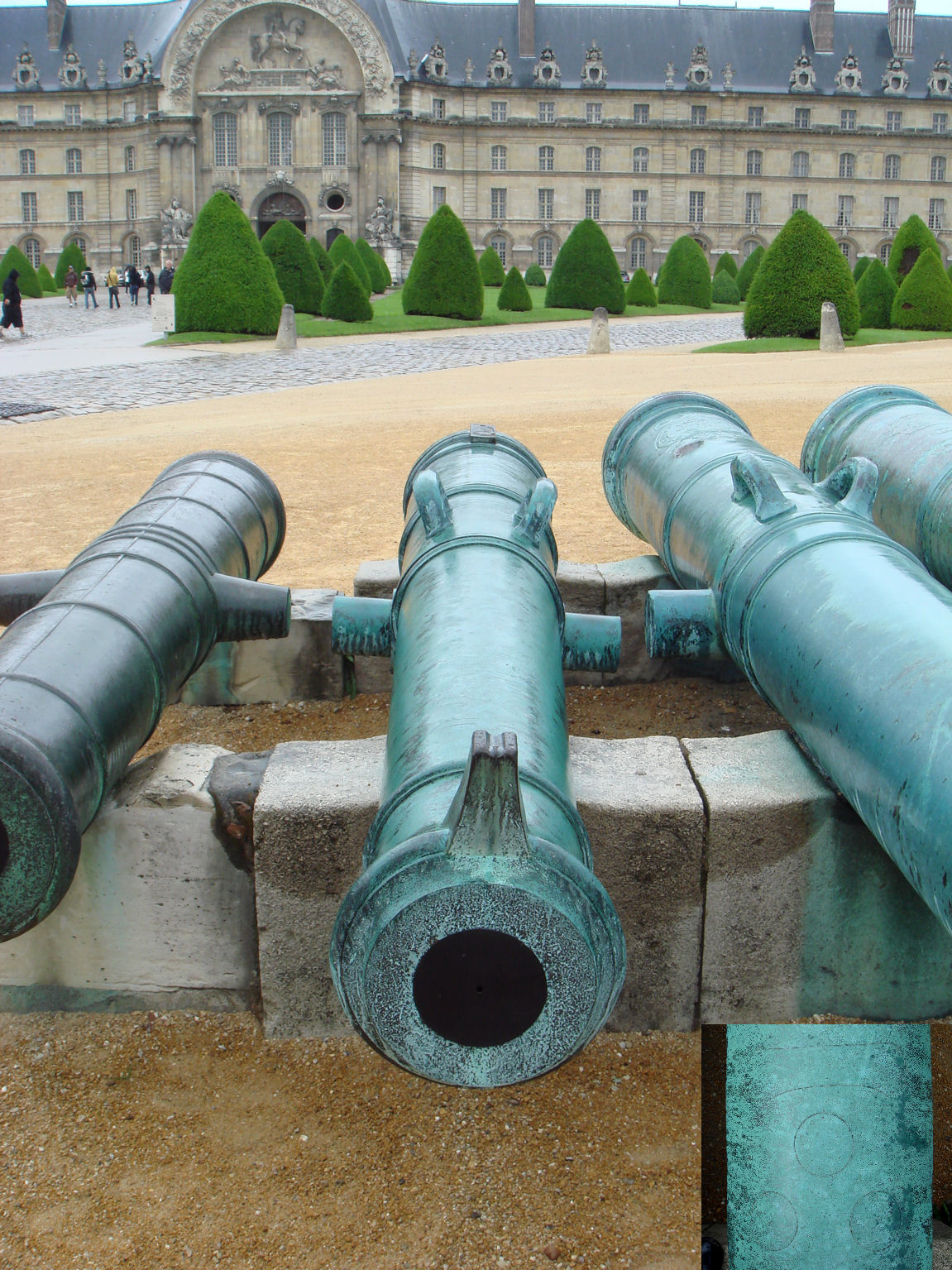
現在はフランスにある前田砲台。

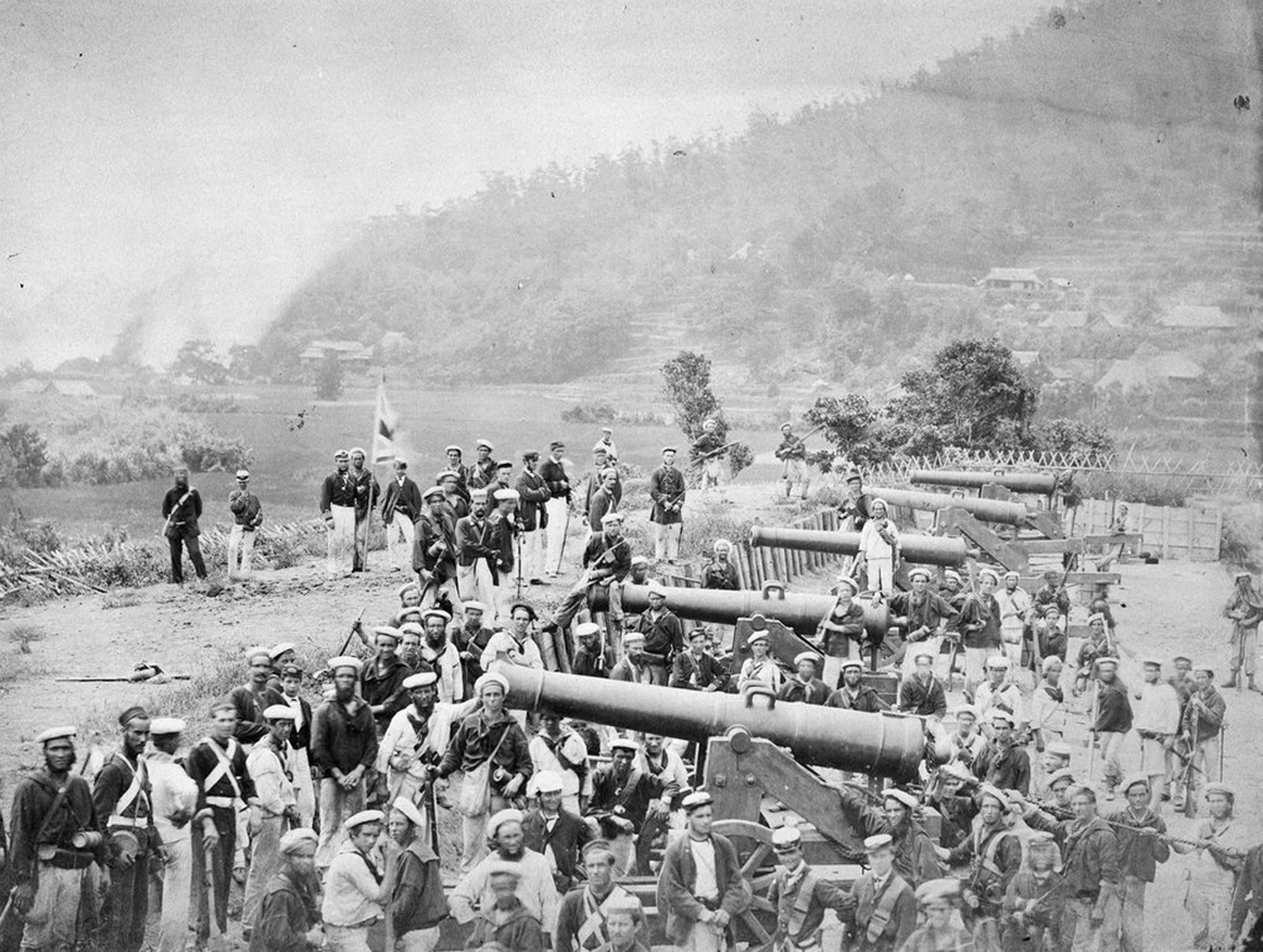
前田砲台占拠の様子。

1864年（文久4年）の四国連合艦隊による下関砲撃のときにも前田砲台は占領され、約60門もの大砲がフランス軍によってオテル・デ・ザンヴァリッドのフランス軍事博物館に持ち去られた。現在下関市へ返還されているものは1984年（昭和59年）6月に帰ってきた1門のみで現在は歴史博物館（返還当時は長府博物館）に展示されている。
功山寺挙兵

高杉晋作回天義挙の銅像

1864年（元治元年）11月ごろ、長州藩では禁門の変や四国連合艦隊下関砲撃事件での敗北により、幕府に恭順しようという俗論党が優勢であった。一方で長州正義派の高杉晋作は野村望東尼の山荘にいた。俗論党の脅威に気付いていた高杉晋作は11月21日に山荘を出発し、11月25日に下関へ戻り、12月13日に長府で挙兵を主張した。しかし、奇兵隊の山県狂介や赤禰武人らは慎重であったためにこれに反対した。高杉晋作は彼に同意した力士隊の伊藤博文と遊撃隊の石川小五郎（河瀬真孝）らで12月15日に挙兵した（功山寺挙兵）。その後、高杉晋作らは功山寺から野久留米街道を通って新地会所を襲撃した。これが明治維新転換点でもあるため、回天義挙ともいわれる。
報国隊結成

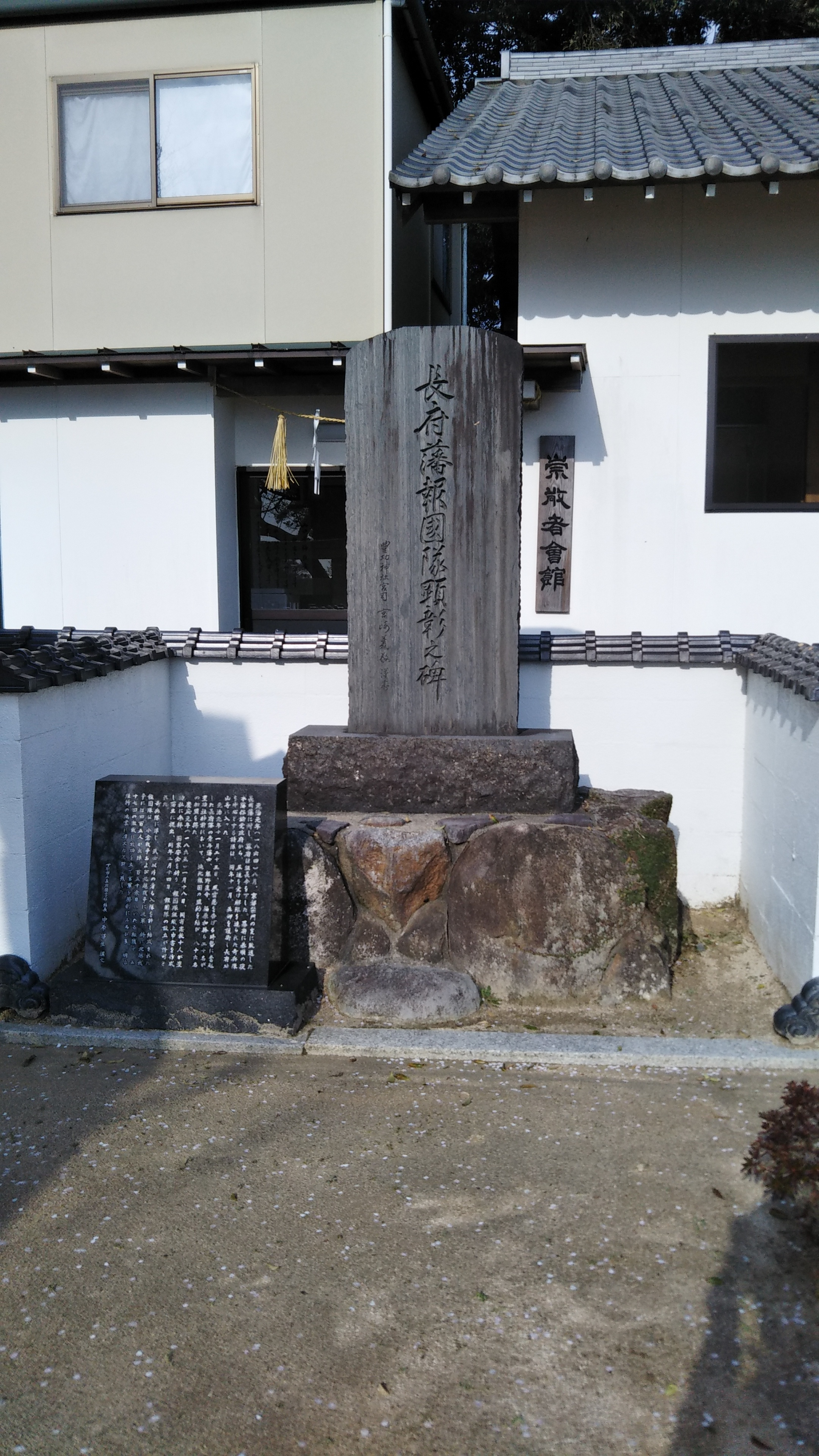
豊功神社にある長府藩報国隊顕彰之碑。

報国隊は奇兵隊と同様の長州藩諸隊の一つである。禁門の変での長州藩の敗北から巻き返すことを図り、1865年（慶応元年）2月14日に長府の豊功神社で「決死報国の盟約」を誓って結成された。幕府の長州征討で行われた小倉戦争や北越戦争などで活躍し、他の諸隊とともに後の明治維新に寄与する結果となった。その後、明治になると奇兵隊などの諸隊解散と同時期に報国隊も解散したが正確な日時は不明である。

### 近代・現代
地方制度の変遷
1869年（明治2年）6月20日、長府藩は豊浦藩へと改称した。1871年（明治4年）には7月14日に廃藩置県が行われたため、豊浦藩は廃されて豊浦県となった。その後、同年11月15日、豊浦県も廃されて山口県に吸収されて長府には豊浦支庁が設置された。翌年1月には豊浦支庁が阿弥陀寺に移転し、名称も赤間関支庁に改名した。1873年（明治6年）12月、大区小区制が県に導入され、長府一帯は第16大区第3小区にあてられた。その後大区小区制は廃止され、郡区町村編制法により1879年（明治12年）1月6日、赤間関区と12郡が山口県内に誕生し、長府は豊浦郡に所属し、豊浦郡役所が設置された。1889年（明治22年）4月1日には町村制で豊浦町・前田村・高畑村・豊浦村を合併して長府村となった。このときの大字は豊浦町・前田・高畑・豊浦村で村役場が侍町に置かれた。1902年（明治35年）7月には王司村(1898年(明治31年)以前は豊東前村)に属していた松小田村と才川村を王司村から編入し、松小田と才川が大字として設置された。同年、村役場は亀の甲に移転された。1911年（明治44年）4月1日には、町制の導入により長府町が誕生した。大字は長府村のときと同じで町役場も亀の甲に設置された。最終的に、1937年（昭和12年）には長府町は大字は同じままで下関市に合併した。
長府町大火
1947年（昭和22年）10月17日、長府で大火があり844世帯が焼け出された。罹災者のための応急収容所「愛国寮」が設置、同年12月3日に昭和天皇が下関市を行幸（昭和天皇の戦後巡幸）した際には、天皇が愛国寮を訪れて被災者を慰問した。
下関市への合併以降の住居表示の変化・新設
1949年（昭和24年）、長府東側の埋立地に長府港町を設置した。
1967年（昭和42年）には大字豊浦村の一部が長府珠の浦町になった。
1968年（昭和43年）には大字豊浦村の一部が長府羽衣町と長府新松原町になった。
1971年（昭和46年）には大字豊浦村の一部が長府古城町になった。
1975年（昭和50年）には埋め立てにより新たに長府扇町が新設された。また、同年、大字豊浦村の一部が新四王司町になった。
1977年（昭和52年）には大字豊浦村の一部が長府浜浦町になった。
1978年（昭和53年）には大字才川の一部が千鳥ケ丘町になった。
1980年（昭和55年）には大字豊浦村の一部が長府浜浦南町になった。
1982年（昭和57年）には大字豊浦村の一部が長府安養寺・長府印内町の一部・長府江下町の一部・長府逢坂町・長府金屋町の一部・長府金屋浜町の一部・長府亀の甲・長府川端の一部・長府黒門東町・長府黒門南町の一部・長府古城町の一部・長府紺屋町・長府侍町・長府四王司町・長府惣社町の一部・長府外浦町・長府高場町・長府珠の浦町の一部・長府土居の内町の一部・長府豊浦町・長府中尾町・長府中土居北町・長府中土居本町・長府中之町の一部・長府中浜町の一部・長府中六波町の一部・長府野久留米町・長府羽衣町の一部・長府浜浦町の一部・長府東侍町・長府古江小路町・長府豊城町・長府前八幡町・長府松小田西町の一部・長府松小田南町の一部・長府松原町・長府満珠町・長府三島町・長府南之町の一部・長府宮崎町・長府宮の内町・長府向田町・長府八幡町の一部に、大字豊浦町が長府印内町の一部・長府金屋町の一部・長府金屋浜町の一部・長府川端の一部・長府惣社町の一部・長府土居の内町の一部・長府中之町の一部・長府中浜町の一部・長府南之町の一部に、大字松小田の一部が長府江下町の一部・長府扇町の一部・長府中六波町の一部・長府松小田北町・長府松小田中町・長府松小田西町の一部・長府松小田東町の一部・長府松小田本町・長府松小田南町の一部に、大字才川の一部が長府松小田東町の一部、長府才川の一部に、大字前田が長府向田町の一部に、長府羽衣町の一部が長府黒門南町の一部になった。
1984年（昭和59年）には大字豊浦村の一部・長府羽衣町の一部・長府黒門南町の一部が長府羽衣南町になった。

## 伝承
平家の一杯水

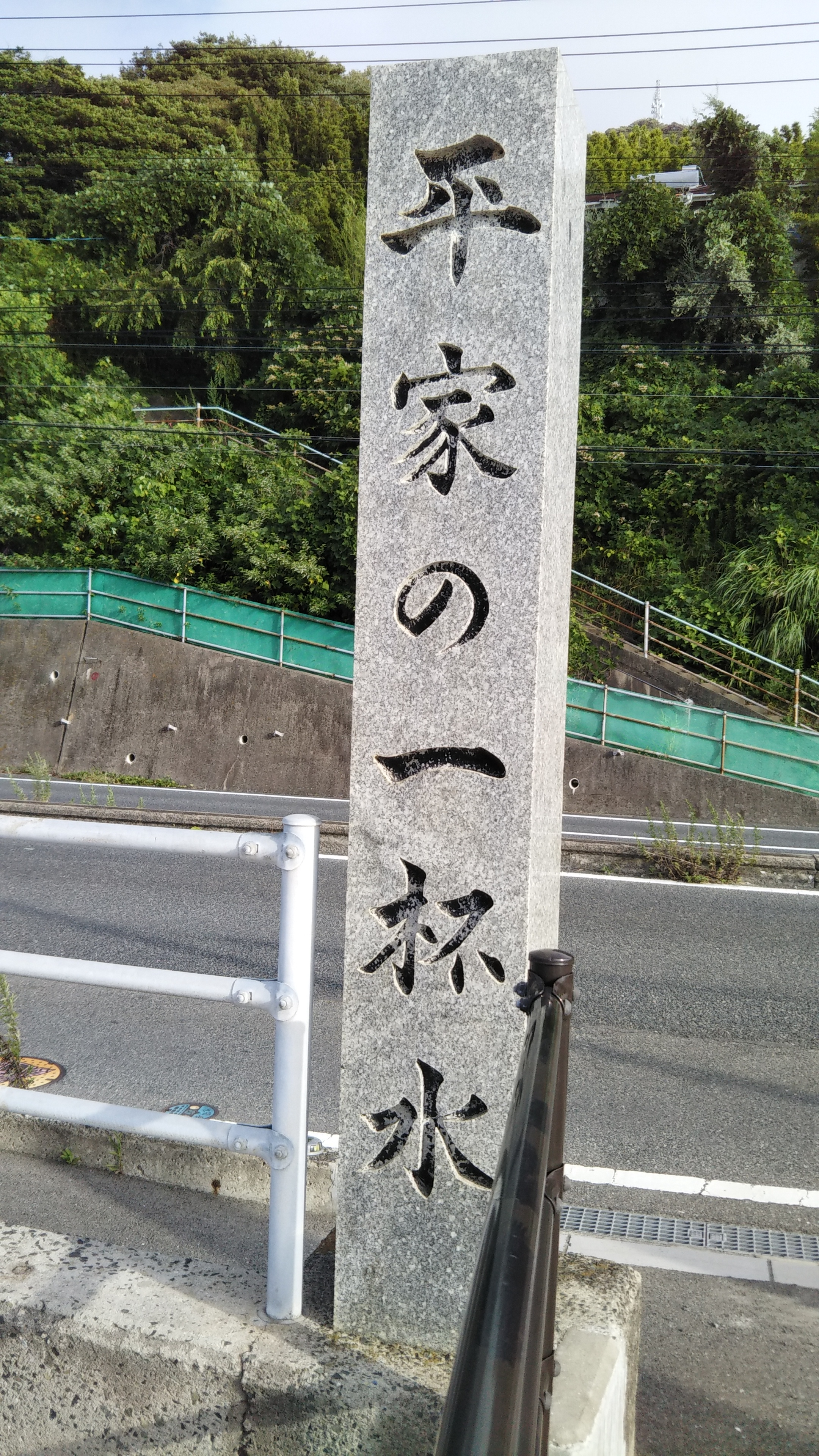
平家の一杯水の石碑。

「平家の一杯水」は前田付近に伝わる伝承で、壇ノ浦の戦いで敗北し命からがら前田に辿り着いた武士が水溜まりの水を飲むと一杯目は水だったが二杯目には塩水になっていたという伝承である。
現在海側に石碑が建てられているがもとは山側にあったといわれている。石碑の建立年月日などは不明で碑文にはただ「平家の一杯水」と2面に書かれているだけである。
平家やぶ

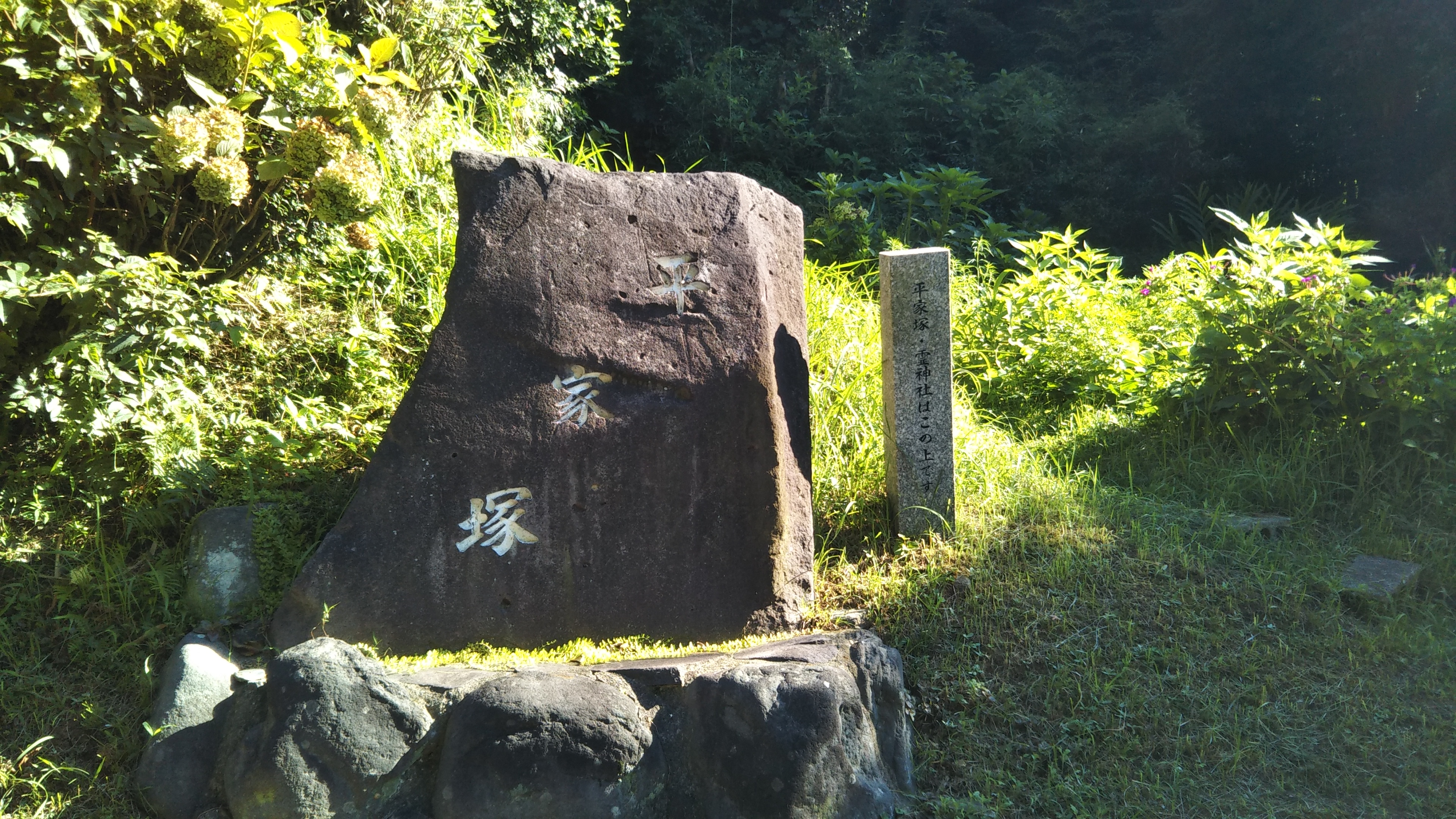
平家やぶ(平家塚)入口。

高畑には五輪塔が置かれた「平家やぶ」と呼ばれる場所があり、その入口には「平家塚」と書かれた石碑がある。平家やぶのなかには神社があり、この付近で平家の逃げてきた者たちが休憩し、松に赤旗を立てたという伝承がある。
御影の井戸

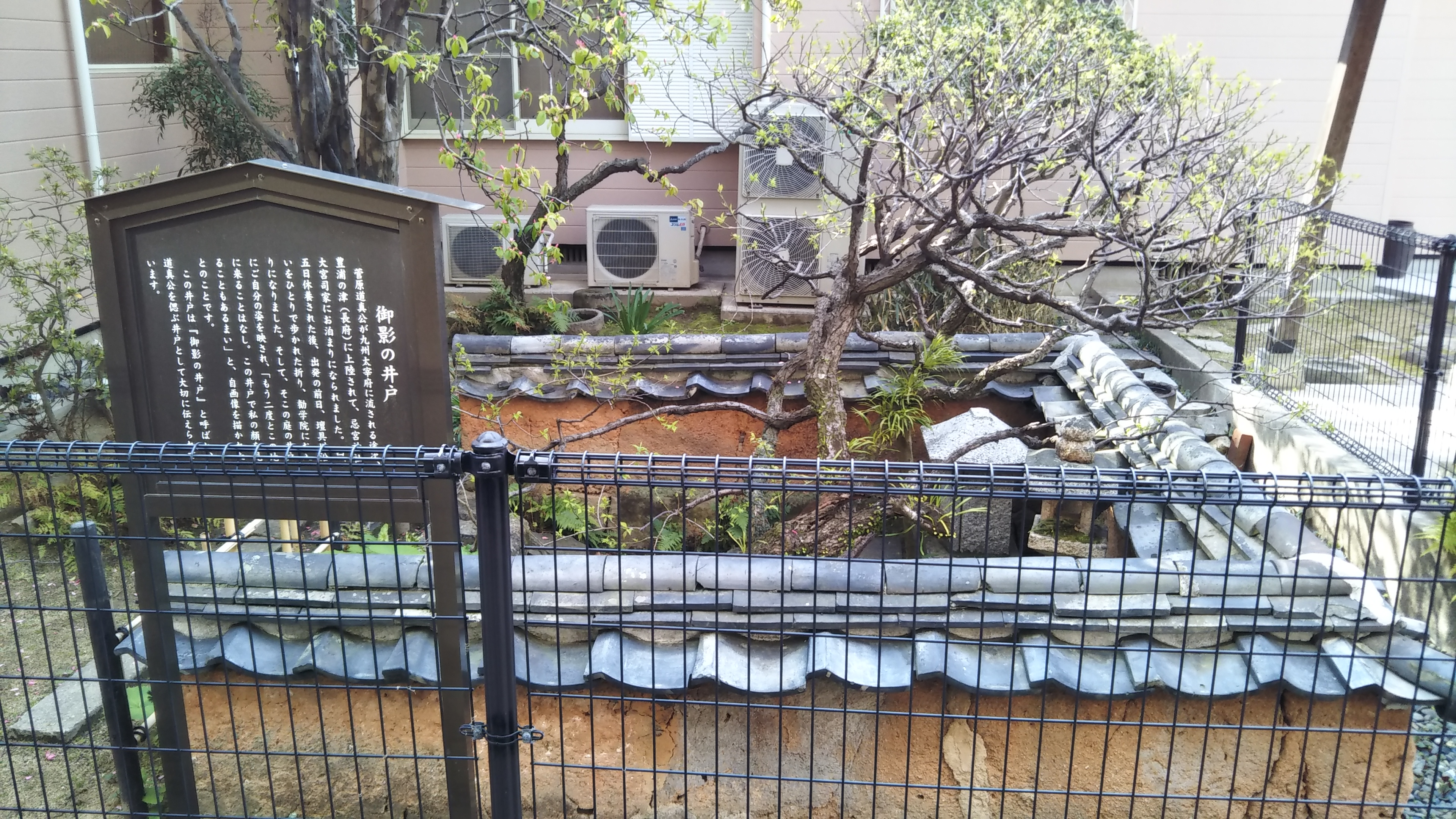
御影の井戸。

菅原道真が訪れたといわれる井戸。大宰府左遷となったときに長府に4~5日ほど滞在した際、この井戸で自分の顔を見て自画像を書いたと伝えられている。この井戸があった建物は勧学院と呼ばれ、学問に励む施設であった(京都の勧学院とは異なる)。言い伝えに留まるが、この井戸の中を見てしまうと目が潰れるといわれている。

## 宗教

### 神社（神道）

#### 忌宮神社

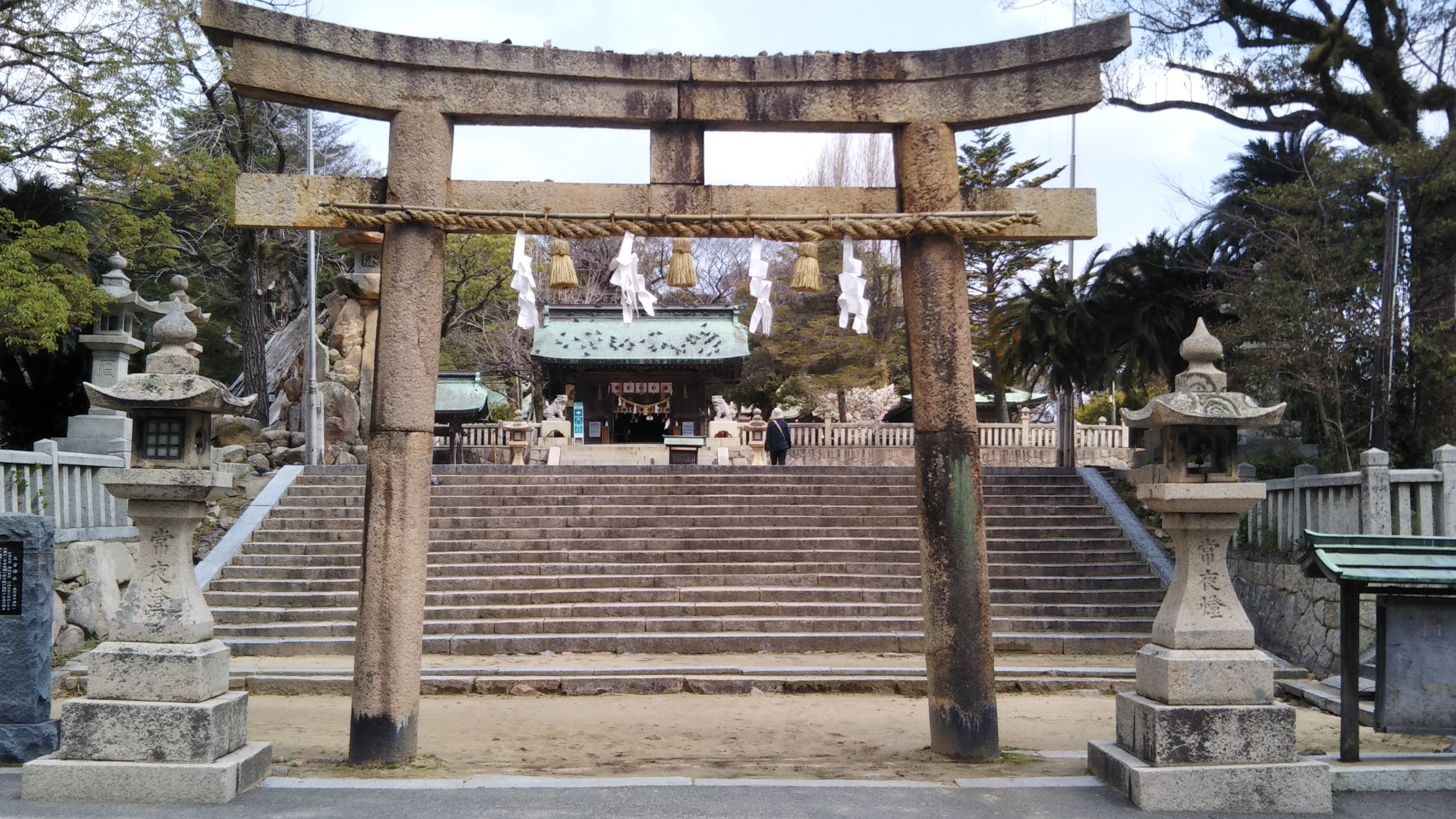
忌宮神社の南鳥居。

長府宮の内町にある神社。中世社格制度における長門国の二宮である。祭神は仲哀天皇、神功皇后、応神天皇。神紋は白鳥。近代社格制度では1873年（明治6年）に県社、1916年（大正5年）に国幣小社になった。
忌宮神社は仲哀天皇の節で述べたように仲哀天皇がもともと滞在していた場所であり、2世紀末頃、神功皇后が仲哀天皇の霊を祀って豊浦宮に祀った。728年（神亀5年）には神功皇后の分霊を香椎宮から勧請して忌宮に祀った。その後、応神天皇を豊明宮に祀ったが、豊浦宮と豊明宮は中世に全焼してしまい、どちらも忌宮に合祀した。
忌宮神社で行われる数方庭祭は男は鬼石(下で説明)の周囲を幟を持って回り、女は切籠を持って舞う祭りである。「天下の奇祭」と呼ばれ、国学者の近藤芳樹は数方庭祭について以下のような歌を残している。
数方庭祭は1957年（昭和32年）4月には山口県指定の民俗資料に指定され、1959年（昭和34年）11月2日には山口県指定無形民俗文化財に指定された。
忌宮神社で12月7日~12月15日に行われるお斎(忌)祭では普通の人は忌宮神社境内に入ってはいけないという風習がある。発端は神功皇后が仲哀天皇の死亡の後、新羅へ出兵するか否か神に判断を聞いたことである。さらに忌宮神社境内に入れないだけでなく、忌宮神社周辺地域では夜に外出禁止、洗濯禁止、音楽を鳴らさないなど厳しいもので、守らなければ病気になる・神の怒りにふれるといわれている。
忌宮神社境内の建造物
忌宮神社は東西南北のいずれの方角にも鳥居が設置されている。南鳥居から入ると左に大灯篭、前方に鬼石、右にさか松と数方庭由来碑がある。拝殿に入る前の門は1926年（大正15年）に設置された神門で、左に手水舎がある。神門を通ったあとに見えるのは拝殿で、奥に幣殿、本殿と連なる。本殿の東西にあるのは武内宿禰を祀る高良社と仁徳天皇を祀る若宮社である。忌宮神社境内には他の神社として素盞嗚神を祀った八坂神社、宇賀魂神を祀った荒熊稲荷神社が忌宮の左右にある。他にも高良社の東には参集殿、若宮社の西側には授与所、荒熊稲荷神社の鳥居西側には稲荷神社授与所、八坂神社の東には嘯風館、西には宝物殿と倉庫と神輿庫がある。
境内には以下のような由緒ある事物がある。
鬼石

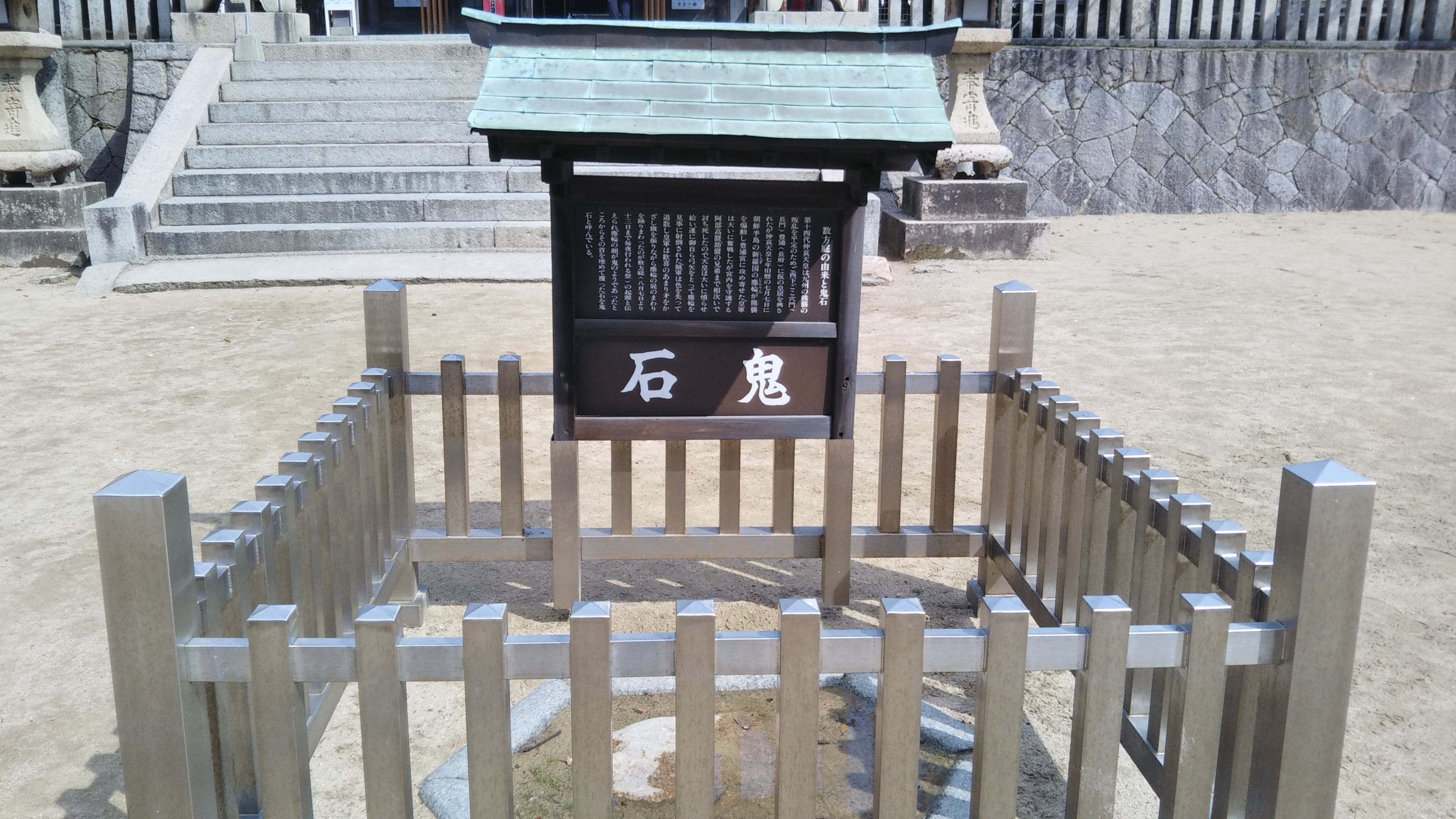
忌宮神社南鳥居から入ってすぐ先にある鬼石。

198年（仲哀天皇7年）に新羅の塵輪が攻めてきたときに仲哀天皇みずから塵輪を射殺し、その首を埋めるときに使われた石といわれている。鬼石の「鬼」とは塵輪の顔のことである。数方庭祭は塵輪を射殺したときにその死体の周辺を踊ったことに由来し、その後にこの鬼石で埋めたといわれている。
さか松

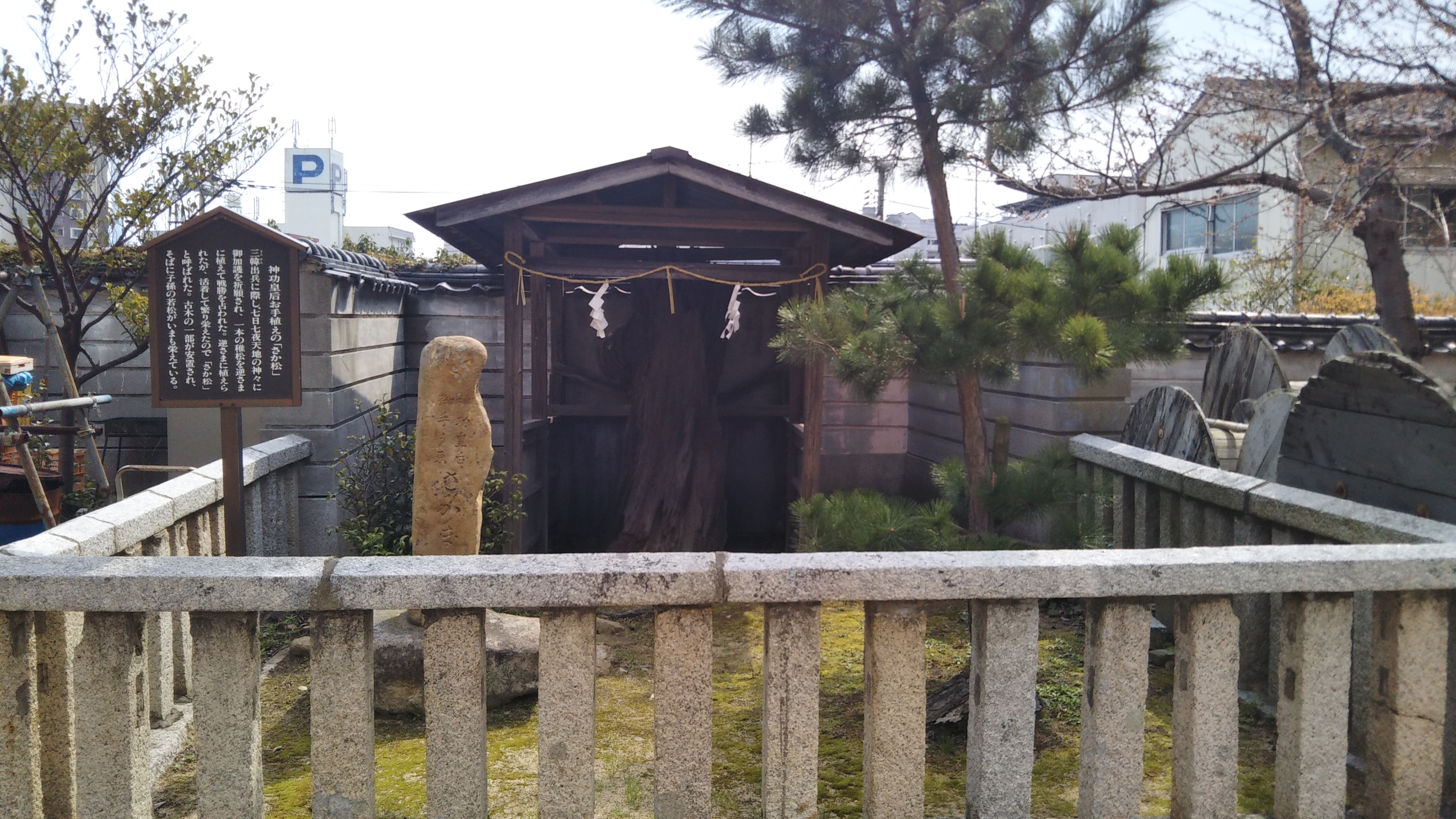
忌宮神社南鳥居から入って右側にあるさか松。

忌宮神社境内の一部に松の木が生えた場所があり、この起源は神功皇后が植えた「さか松」に由来するという伝承がある。さか松（逆松）は神功皇后が仲哀天皇を祀ったときに松を逆さにして植えたもので、1871年（明治4年）に枯れるまで約1670年間も生きていたと言われている。1874年（明治7年）には忌宮神社の火災のためその一部は焼けてしまったが、現在でも3代目の松が植えられて残っている。
宿禰の銀杏
忌宮神社の南側にあるイチョウ。武内宿禰が植えたイチョウの子孫であると伝えられている。
忌宮神社の所有物
忌宮神社の所有物は多くの物品が記念物に指定されている。
紙本墨書豊浦宮法楽和歌は1910年（明治43年）4月20日に国宝(ただし旧国宝)に指定され、1950年（昭和25年）8月29日に国指定重要文化財となった。この紙本には足利尊氏、足利直義、斯波高経、足利直冬によりそれぞれ2首ずつ和歌が奉納された。以下にその和歌を示す。
則宗作といわれる無銘の刀も忌宮神社が所有する物品の一つである。1926年（大正15年）4月19日に国宝(ただし旧国宝)に指定され、1950年（昭和25年）8月29日には国指定重要文化財となった。長さは72.3cmで、長府藩14代藩主毛利元敏によって寄進された。刀に添えられた折り紙(鑑定書のこと)は1692年（元禄5年）10月に本阿弥光忠によって添えられたものである。
備州長船盛光の銘が打たれた太刀も忌宮神社が所有している。銘によると1416年（応永23年）8月製作。長州藩14代藩主毛利元徳により寄進された。1926年（大正15年）4月19日に国宝指定(ただし旧国宝)、1950年（昭和25年）8月29日より国指定重要文化財となった。
太刀には備州住正廣の銘が打たれた太刀もあるが、こちらは市指定有形文化財である。長府藩の家老、田代大学により寄進されたもので、1970年（昭和45年）10月26日に文化財に指定された。
他にも所有物としては21面の能面と6面の狂言面が市指定有形文化財に指定されており、忌宮神社神事能規則書と旧長府藩能舞台桟敷割図がそれに伴って附指定されている。これらは1972年（昭和47年）5月11日に指定された。
忌宮神社の行事
- 骨董市(第2日曜日、ただし8月・12月は第3日曜日)[283]
- 荒熊稲荷神社月次祭(毎月3日)[284]
- 粥神供と奉射祭[注 8][254]
粥神供は小正月に小豆粥を食べる風習があるのと似たもので、忌宮神社では小豆粥に更に餅を入れて神饌として供える[285]。奉射祭は他の神社における歩射祭とほとんど同じもので、歩きながら的を射る神事である。忌宮神社の場合は仲哀天皇の塵輪退治が由来である[286]。
- 蚕種祭(3月28日)[254]
蚕種祭は長府が蚕種渡来の地であることを祝う祭で、蠶種渡来之地の碑建立以来一時中断されることもあったが行われている[287]。
- 船相撲(4月3日)[254]
- 春季大祭(5月15日に近い日曜日)[254]
- 数方庭祭(8月7~13日)[254]
- 春季大祭(10月15日に近い日曜日)[254]
- 荒熊稲荷神社例祭・三日相撲(11月3日)[284]
- お斎祭(12月7~15日)[254]
- 例祭(12月15日)[254]

#### 他の神社

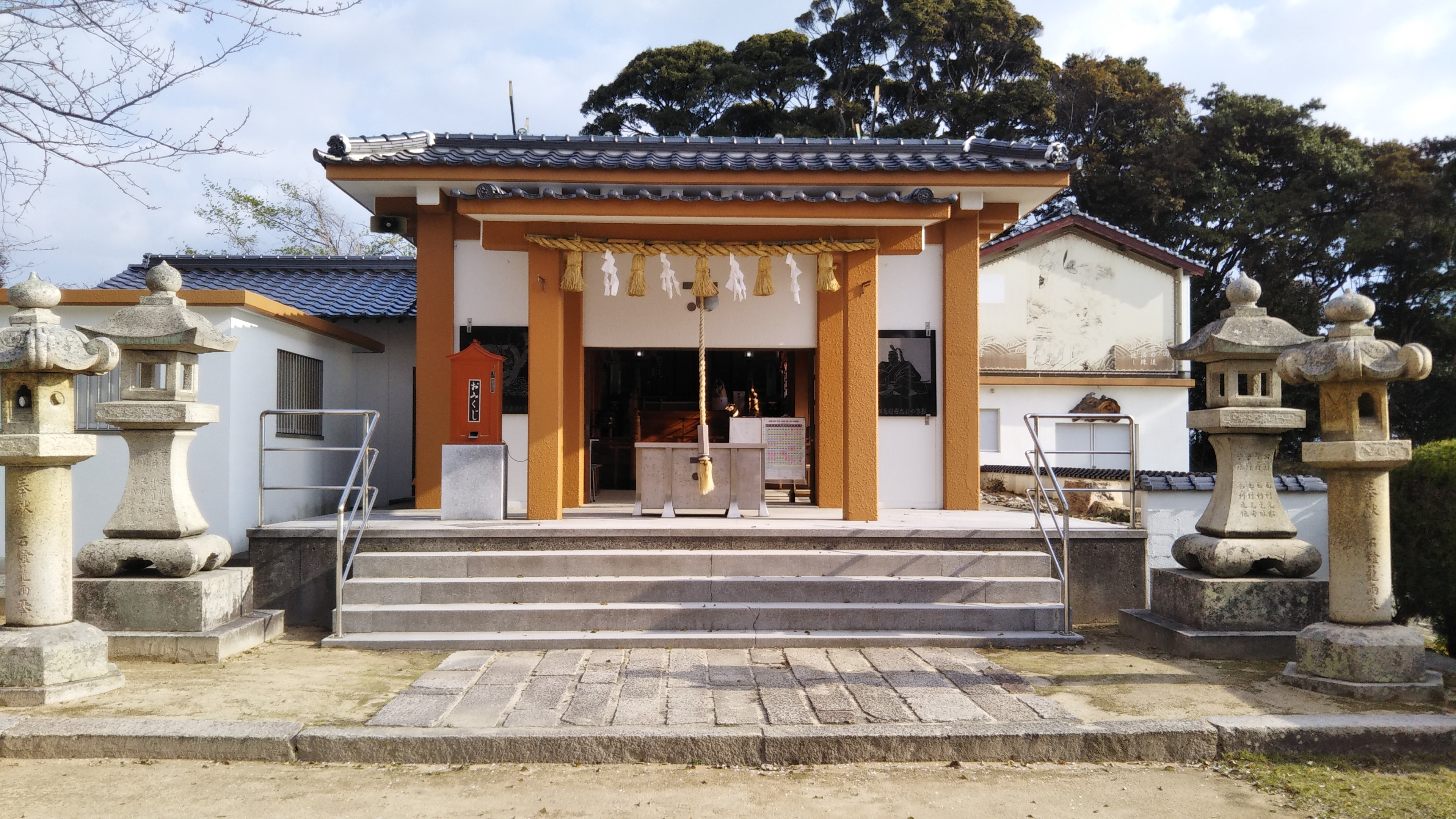
豊功神社拝殿。

乃木神社

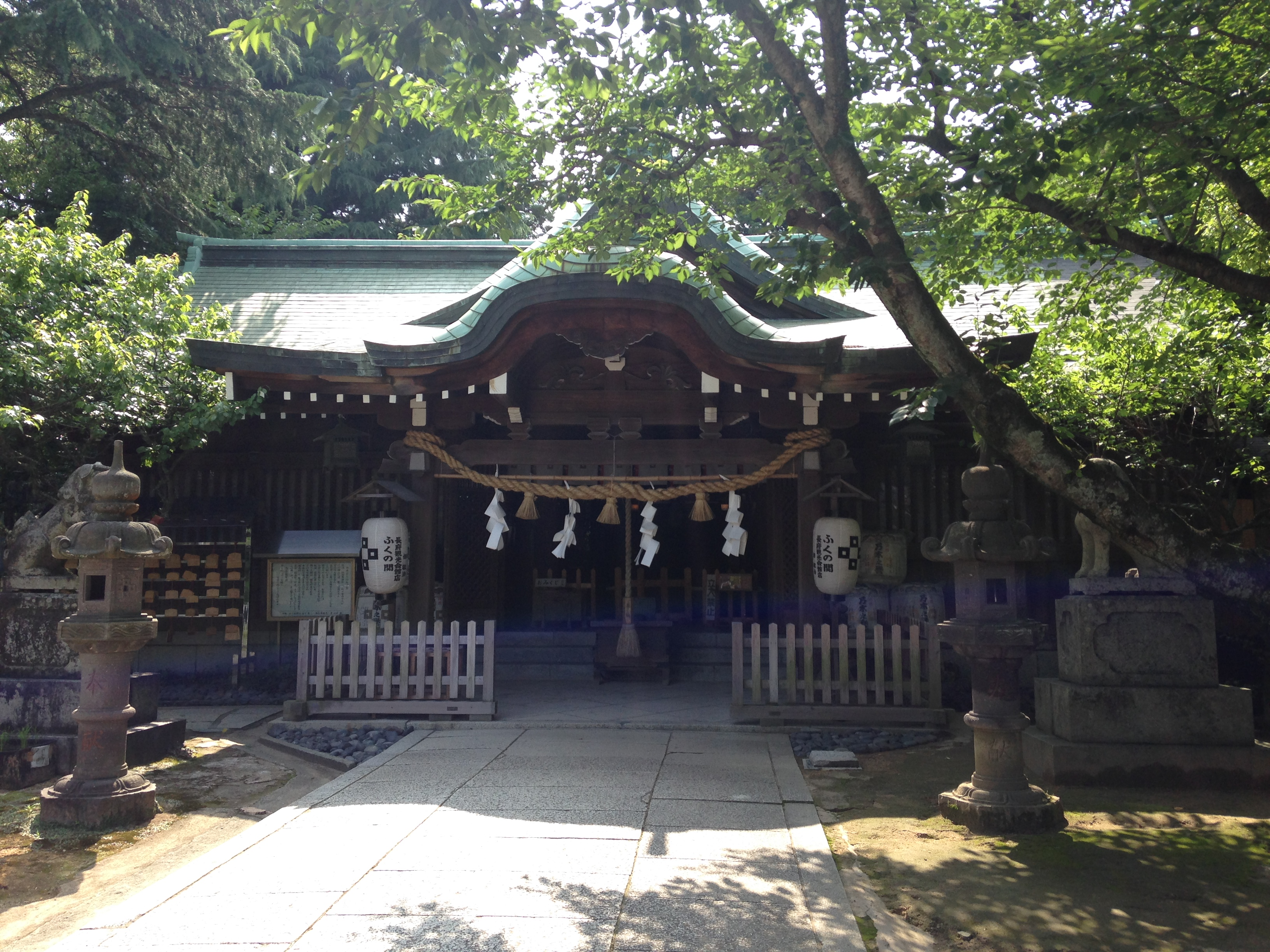
乃木神社拝殿。

長府宮の内町にあり、1920年（大正9年）1月30日に乃木希典の旧邸に建てられた神社。祭神は乃木希典とその妻乃木静子。神紋は市松四つ目の目結紋。乃木神社内の宝物館には乃木希典・静子夫妻の遺品などが展示されている。
乃木神社の宝物館前には乃木記念会が復元した旧邸がある。六畳と三畳の部屋および二坪の土間からなる質素な家である。また、この家の復元には長門尊攘堂の設置に尽力したことで知られる桂弥一が家の構造を担当した。桂弥一は乃木希典の生前、乃木本人の手紙から旧邸の間取りを知っていた。旧邸内に作られた希典と父母の木像は希典の甥、長谷川栄作によるもので、希典が教訓を受けている様子が再現されている。
乃木記念会は1913年（大正2年）に誕生した団体で、当初の目的である旧邸の復元の後に解散したが、その後、同時期に誕生した乃木神社創建委員会が1917年（大正6年）に神社を建てる許可を得た。1919年（大正8年）には着工し、翌年には1月30日に竣工し、2月9日に近代社格制度における県社になった。最初は乃木希典のみを祀っていたが、1962年（昭和37年）には静子を合祀した。
乃木神社境内の建造物
乃木神社の鳥居は道路に1つと入口に1つある。鳥居を通り抜けると左（方角では南）に武道館、右（北）に社務所、奥（西）に拝殿が見える。授与所は拝殿右に社務所に連なるように位置している。拝殿の奥には幣殿、本殿と続き、神饌所は拝殿の左奥（南西）にある。宝物館は拝殿を左（南）に曲がった場所にある。
行事
- 春祭（4月11日）[289][293][注 9]
- 例祭（9月13日）[289]

豊功神社
宮崎町にある神社。近代社格制度においては県社で1883年（明治16年）に指定された。祭神は応神天皇、武内宿禰、大国主、穂井田元清、長府藩主。神紋は一文字に三つ星。豊功神社にある他の神社としては串崎稲荷神社と秋葉社がある。
1834年（天保5年）に毛利秀元に明神の号が許され、1866年（慶応2年）に忌宮神社境内に豊功社として建てられたのが始まりである。1877年（明治10年）には現在と同じ豊功神社に改名した。この時期、豊功神社の現在地にあったのは松崎八幡宮という神社で古くは櫛崎八幡宮、宮崎八幡宮ともいった。それを1917年（大正6年）に合祀して豊功神社が忌宮神社境内から宮崎町に移された。1969年（昭和44年）6月30日に全焼してしまい、仮の社殿が建てられたが1977年（昭和52年）には社務所が全焼。1982年（昭和57年）に社務所は復旧したものの昭和60年台風第13号で仮の社殿は壊滅的な状態に陥った。翌年に再度社殿は建てられたが土砂崩れで被害を受け、2001年（平成13年）11月10日に現在の社殿が建てられた。
行事
- 歳旦祭と日の出太鼓（1月1日）[295]
- 報国隊祭（2月14日に近い日曜日）[295]
- 例祭と献茶式（4月第1または第2日曜日）[295]
- 観月祭（中秋の名月前後）[295]
- 秋季大祭（11月7日）[295]

四王司神社

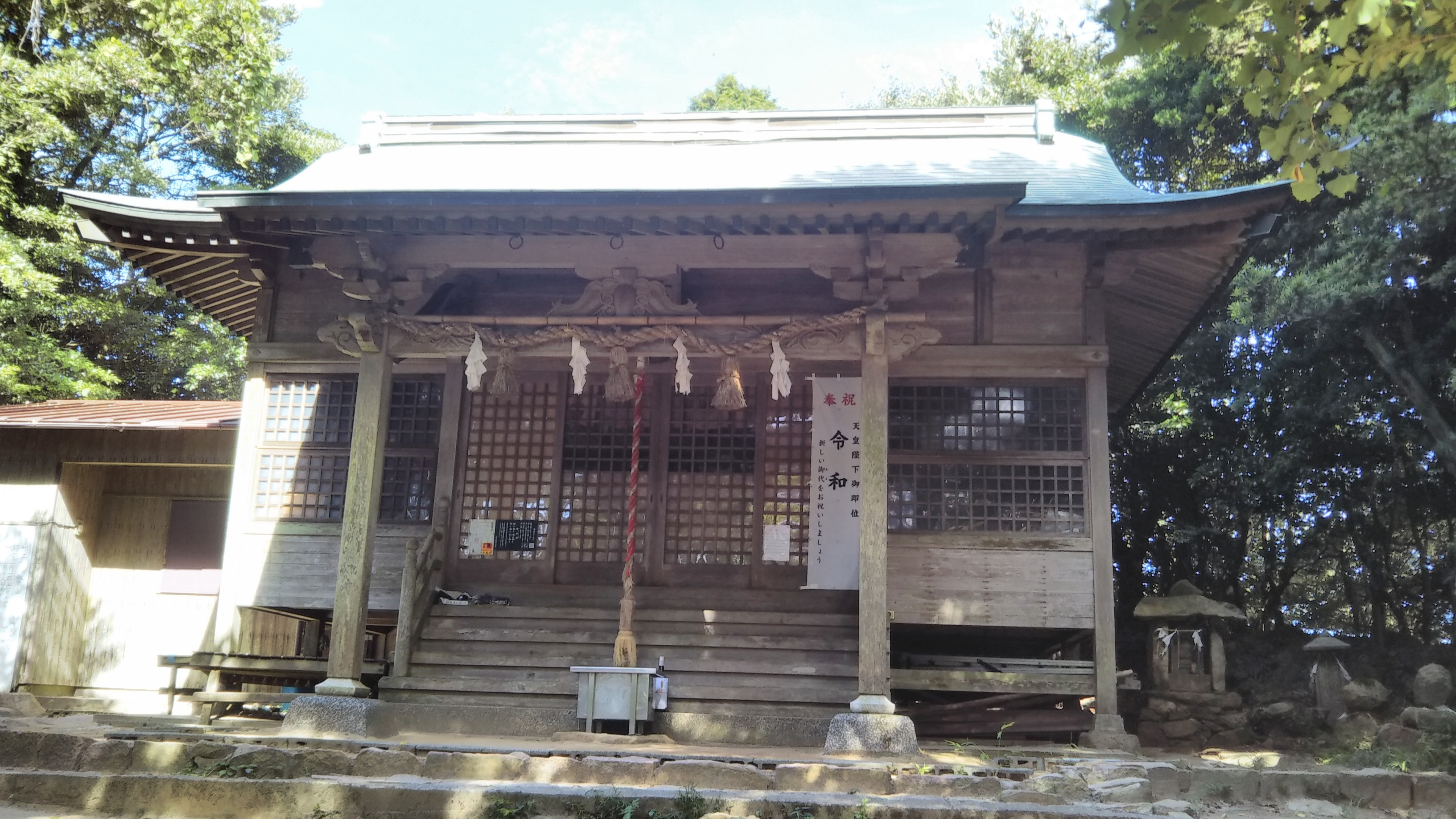
四王司山にある四王司神社。

大字松小田の標高が392mある四王司山の山中にある神社。仲哀天皇が豊浦宮滞在中に四王司山に大地主神と保食神を193年（仲哀天皇2年）に守護神として祀ったのが起源。毘沙門天が配祀神として祀られており、毘沙門天像は敵の降伏と国の安泰を願って867年（貞観9年）に清和天皇により安置されたものであるといわれている。神紋は白鳥。
もとは四王司毘沙門祠と呼ばれていて、神社として呼ばれたのは明治初期のことである。社殿は1985年（昭和60年）に一度全焼してしまったが2年後には復旧した。
四王司神社の建造物

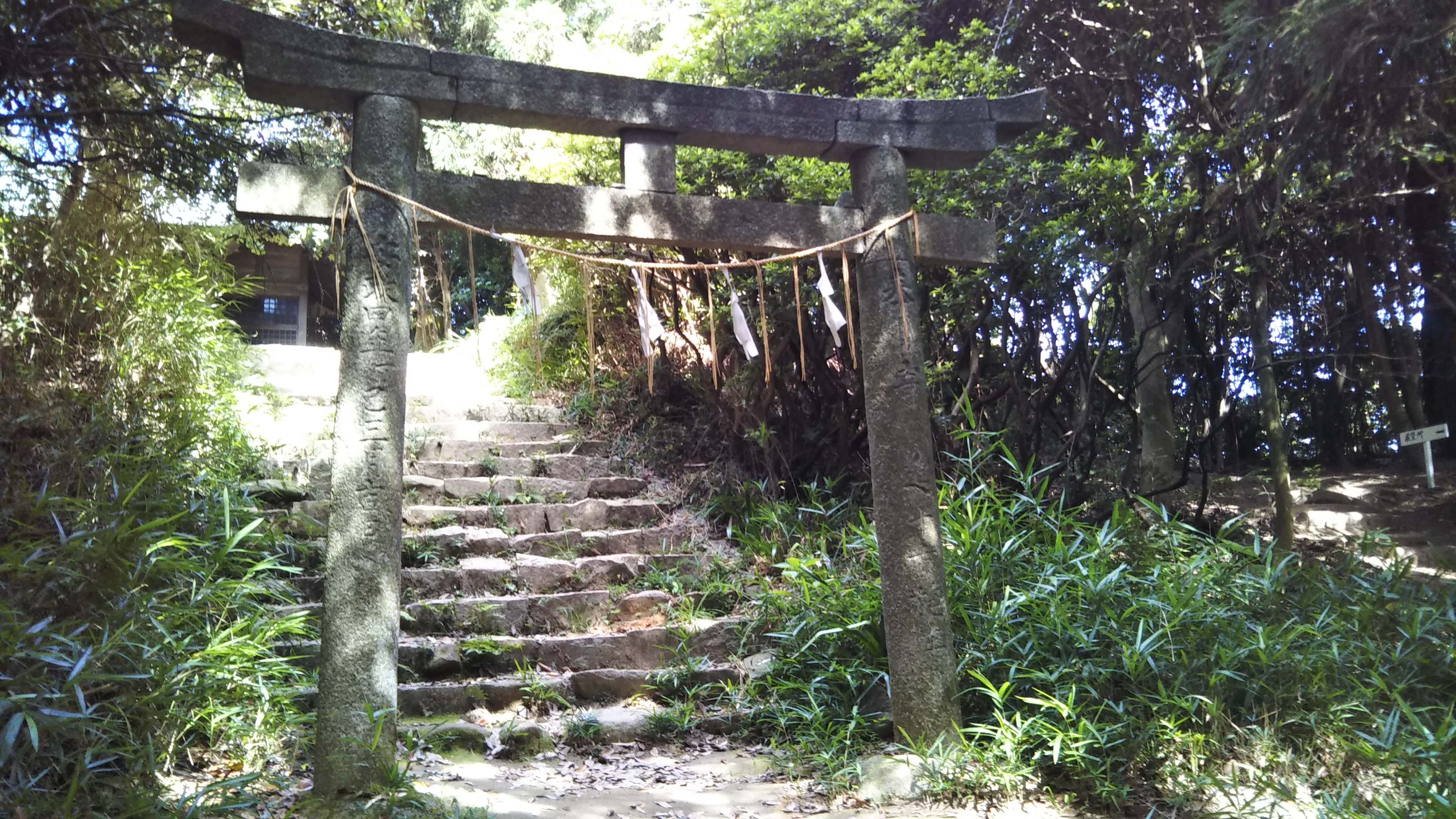
四王司神社拝殿前の鳥居。

四王司神社には鳥居がいくつかある。最後の鳥居を抜けると拝殿が見え、拝殿の奥には幣殿、本殿へと繋がっている。幣殿の左側（方角としては南南西）には参集所がある。その手前からさらに左に行くと四王司城を拠点としていた厚東武村の墓がある（画像）。
行事
- 例祭（一月の初寅）[299]
- 月寅祭（毎月の初寅）[299]
- 二番寅祭（1月2回目の寅の日）[299]
- 桜祭（4月第1か第2日曜日）[299]

初寅
毎年正月に行われる行事で、1月1日のように日付で決まるわけではなく、十二支が初めて寅の日になるときに行われる。ご利益として3年参詣し続ければ武運長久、開運勝利、福徳円満があるといわれている。
四王司の毘沙門天像が王司の方へ移されていたときに、その地の「久兵衛」という男が夢で毘沙門天に「願いを叶える代わりに初寅のときだけでも四王司に移してくれ」と言われ、久兵衛が四王司に戻したために行われるようになったといわれている。久兵衛の願いは家族と仲直りしたいというものであり、その願いは叶えられたと伝えられている。
また、初寅の日には笹の葉が福飾りとして売られる。これは小月に住んでいた「八重」という女の叔父が初寅の日に笹の葉1枚を四王司山からご利益があると思って持って帰った翌日、笹の葉が消えて小判が5枚現れたという話にちなむものである。
才川神社

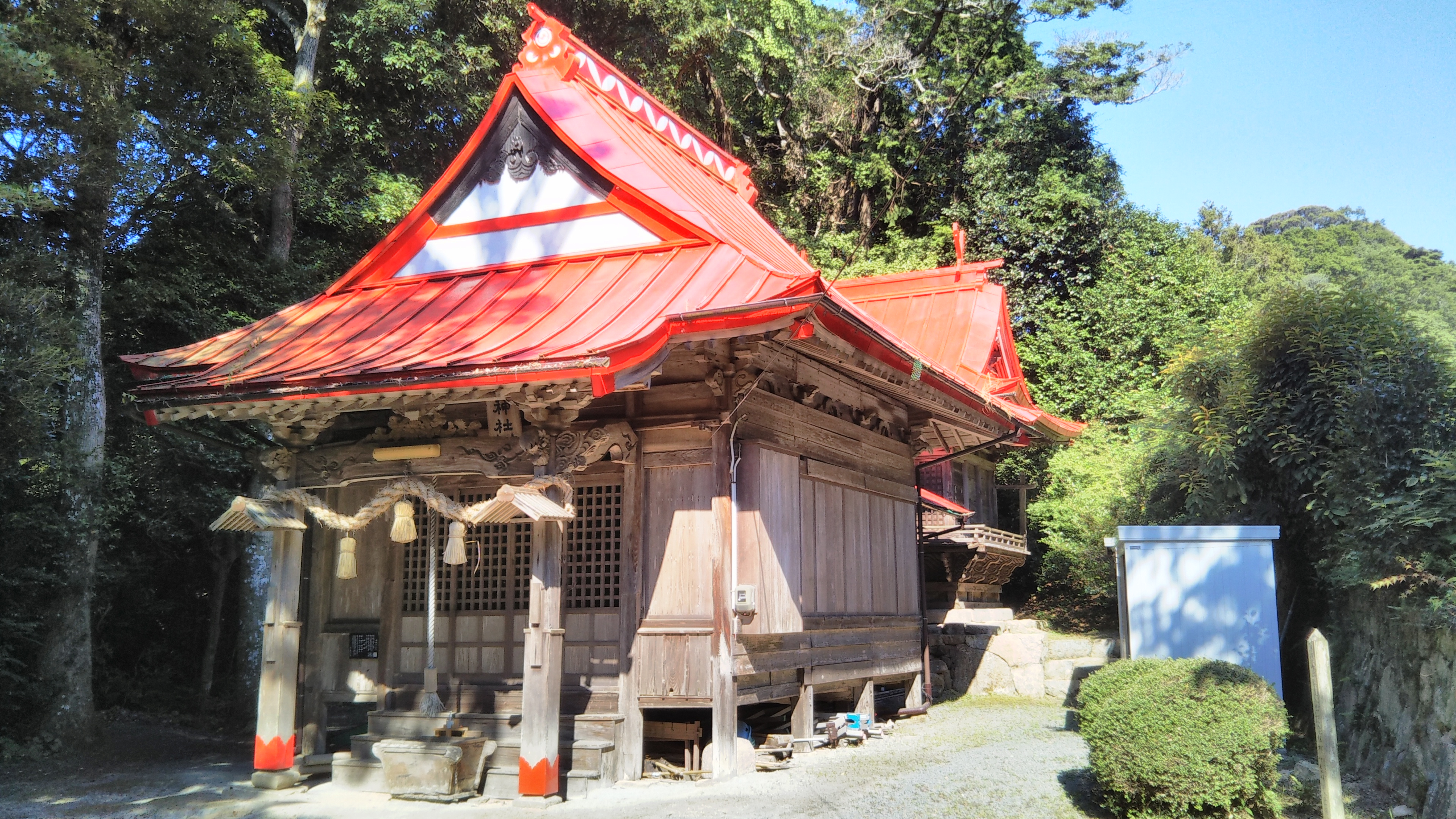
才川神社の手前にある拝殿と奥にある本殿。

大字才川にある神社。鳥居の前後に各1対、つまり計4体の狛犬が設置されており、鳥居の奥には拝殿、本殿と続く。どの時期に建てられたかなどは不明だが、元の名前は河内神社で、寛永のときと1760年（宝暦10年）に再建されたといわれている。一度は1909年（明治42年）に忌宮神社に合祀となったが、1927年（昭和2年）には才川神社として現在地に移った。祭神は弥都波能売命、大穴牟遅神、大綿津見神。例祭は11月23日で豊凶を占う粥占いという行事も同時に行われる。
貴船神社

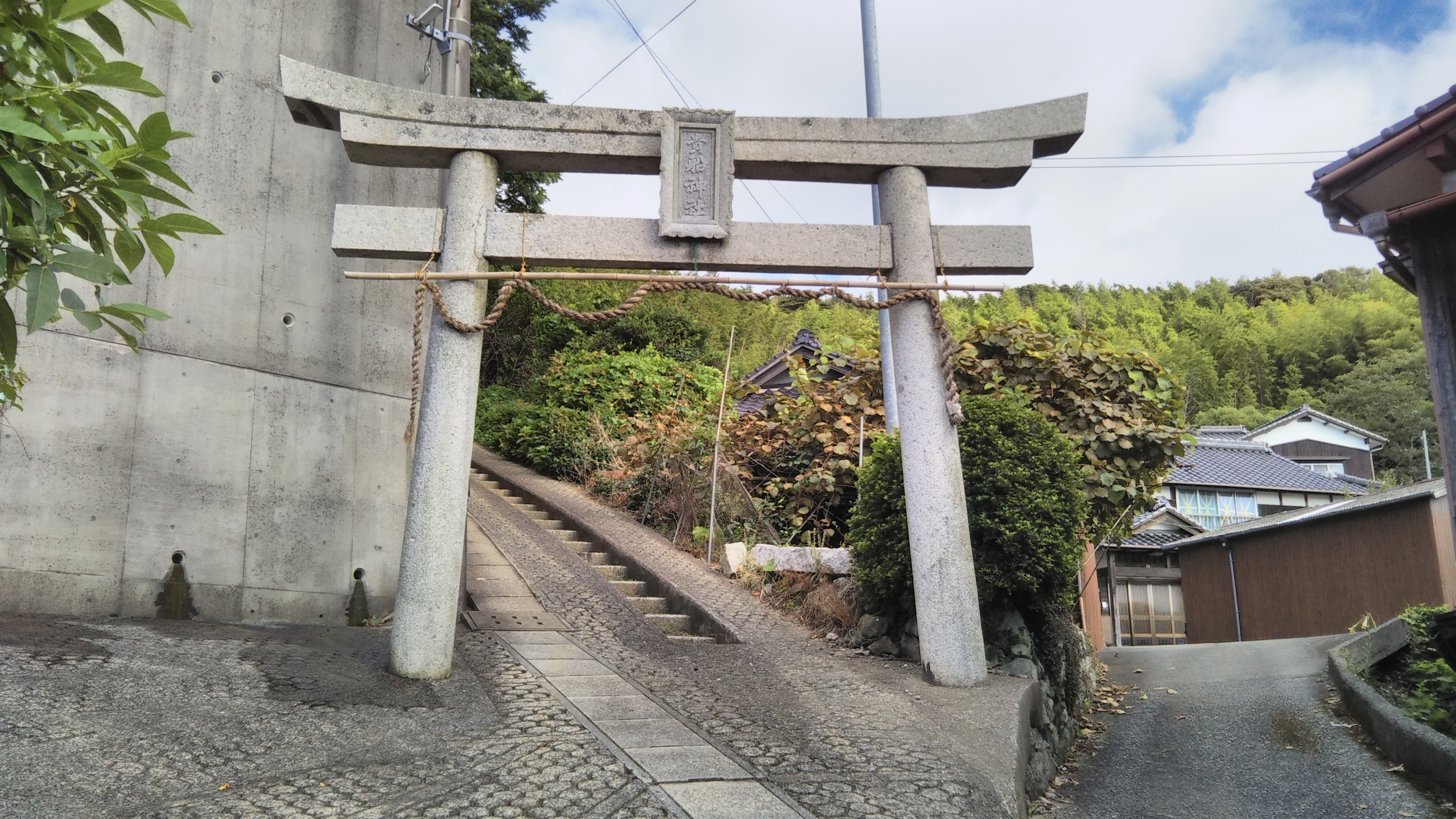
貴船神社一ノ鳥居。

前田にある神社。祭神は高龗神、保食神。いつ建立されたかなどは不明。例祭は10月17日である。
惣社宮 - 画像
1860年（万延元年）に建立された。1972年（昭和47年）3月ごろには解体されたが、その後1981年（昭和56年）5月26日には再建された。
守宮司神社 - 画像
惣社町にある神社。別名は尺氏社。忌宮神社のお斎祭のときには板をバチで打ち、笛を演奏する板神楽という行事が12月8日の深夜2時ごろに行われる。
恵比寿社（廃）
満珠島・干珠島の遠い方の島にかつてあった社。1863年（文久3年）には中浜町に移転。1908年（明治41年）には八坂神社（忌宮神社隣）に合祀となって廃社となった。

### 寺院(仏教)

#### 功山寺

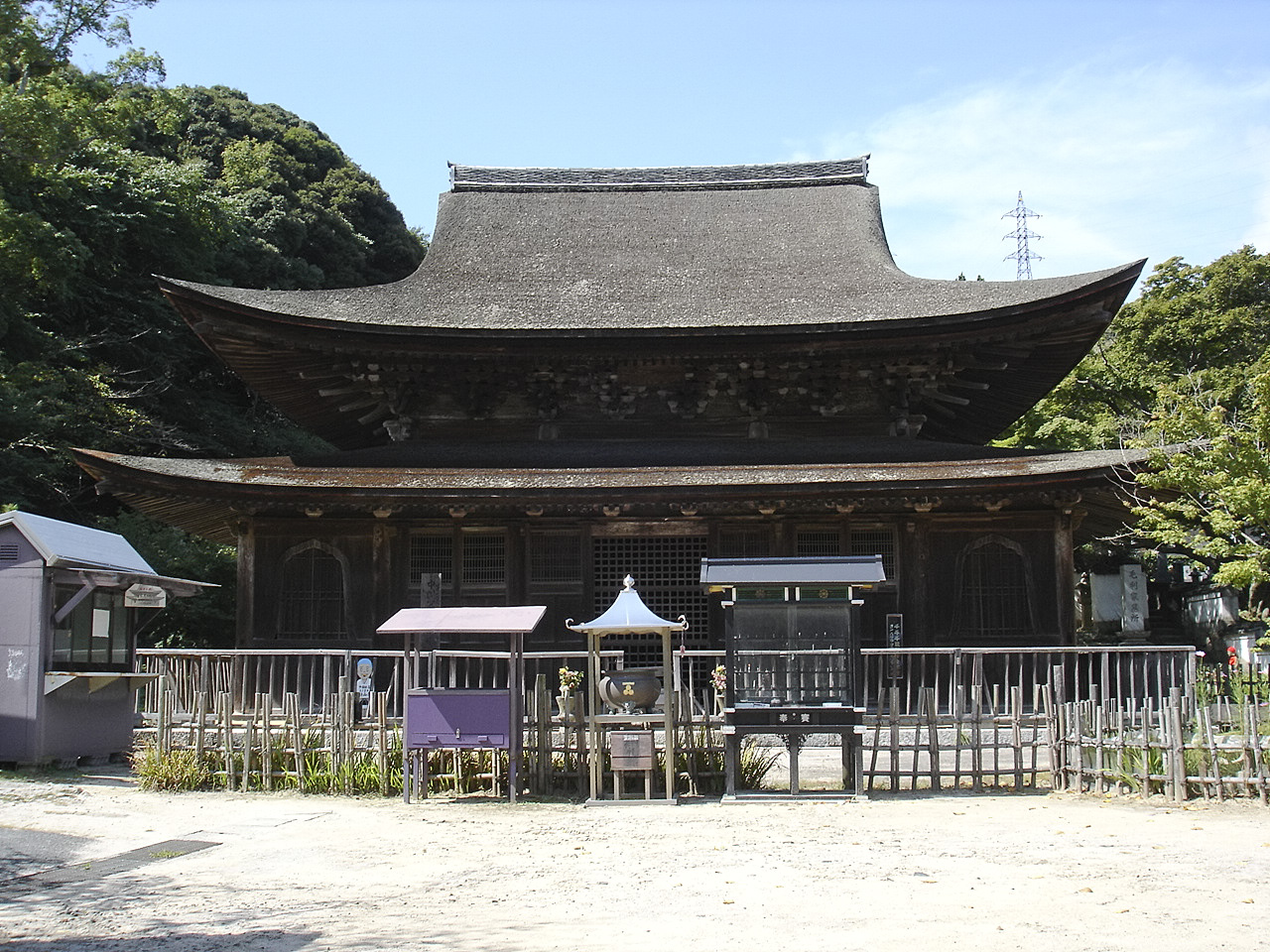
国宝指定されている功山寺の仏殿。

川端にある曹洞宗の寺院で、前身は臨済宗の長福寺。谷の長福寺とも言われていた。毛利秀元のとき、1602年（慶長7年）に修築されて曹洞宗に改宗・笑山寺に改称し、1650年（慶安3年）には秀元の戒名より功山寺に名称が変わった。長福寺の開山は虚庵玄寂禅師といわれている。山号は金山。本尊は釈迦如来。

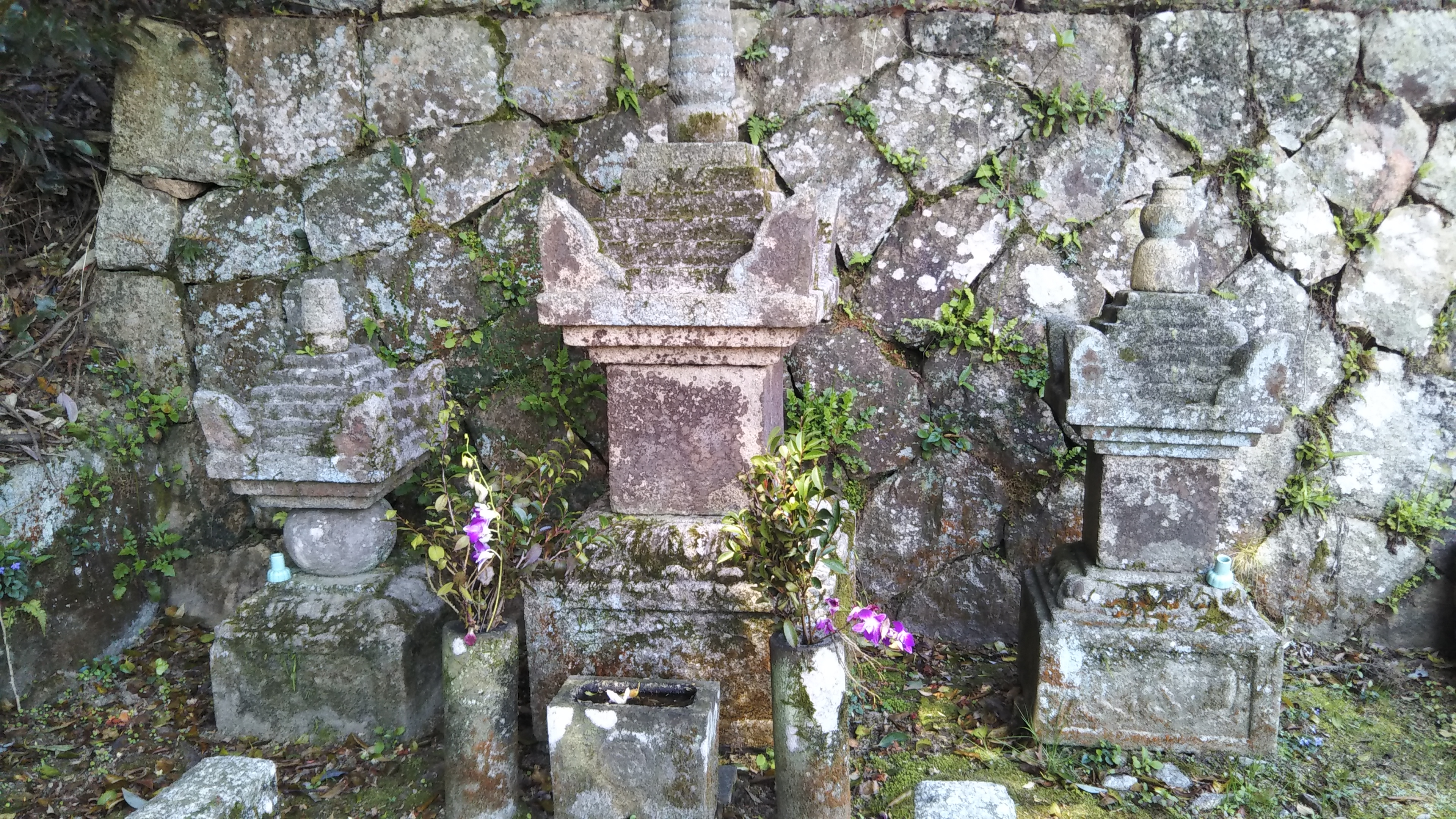
大内義長の墓。

大内氏の時代には功山寺の前身となる長福寺は手厚く保護された。大内義長が1557年（弘治3年）に自害した場所でもあり、墓は功山寺墓地にある宝篋印塔である。真ん中の宝篋印塔が大内義長、右が側近の杉民部、左の五輪塔と宝篋印塔を組み合わせたような墓が陶鶴寿丸のものであると考えられている。これは功山寺37世の百城が裏山で発見したものである。
功山寺内の文化財
功山寺は境内全体としては下関市指定文化財に指定されており、さらに一部は別の記念物に指定されている。功山寺仏殿は国宝で1888年（明治21年）に古社寺保存法のもと、特別保護建造物、1903年（明治36年）4月15日に重要文化財、1953年（昭和28年）11月14日に国宝に指定された。建築方式は唐様(禅宗様)。建立は言い伝えでは1327年（嘉暦2年）、仏殿の柱にある文字によると1320年（元応2年）4月5日で唐様(禅宗様)の建造物としては日本最古である。
功山寺山門は市指定有形文化財で、1773年（安永2年）に10代藩主毛利匡芳の命令で建立された。この山門は二重櫓となっており、2階に当たる部分には20体程度の仏像がある。1970年（昭和45年）3月4日に市指定有形文化財に指定された。
功山寺輪蔵は仏殿・書院前にある輪蔵と呼ばれる建造物(画像)で第11代長府藩主、毛利元義が1799年（寛政11年）に寄進したもの。

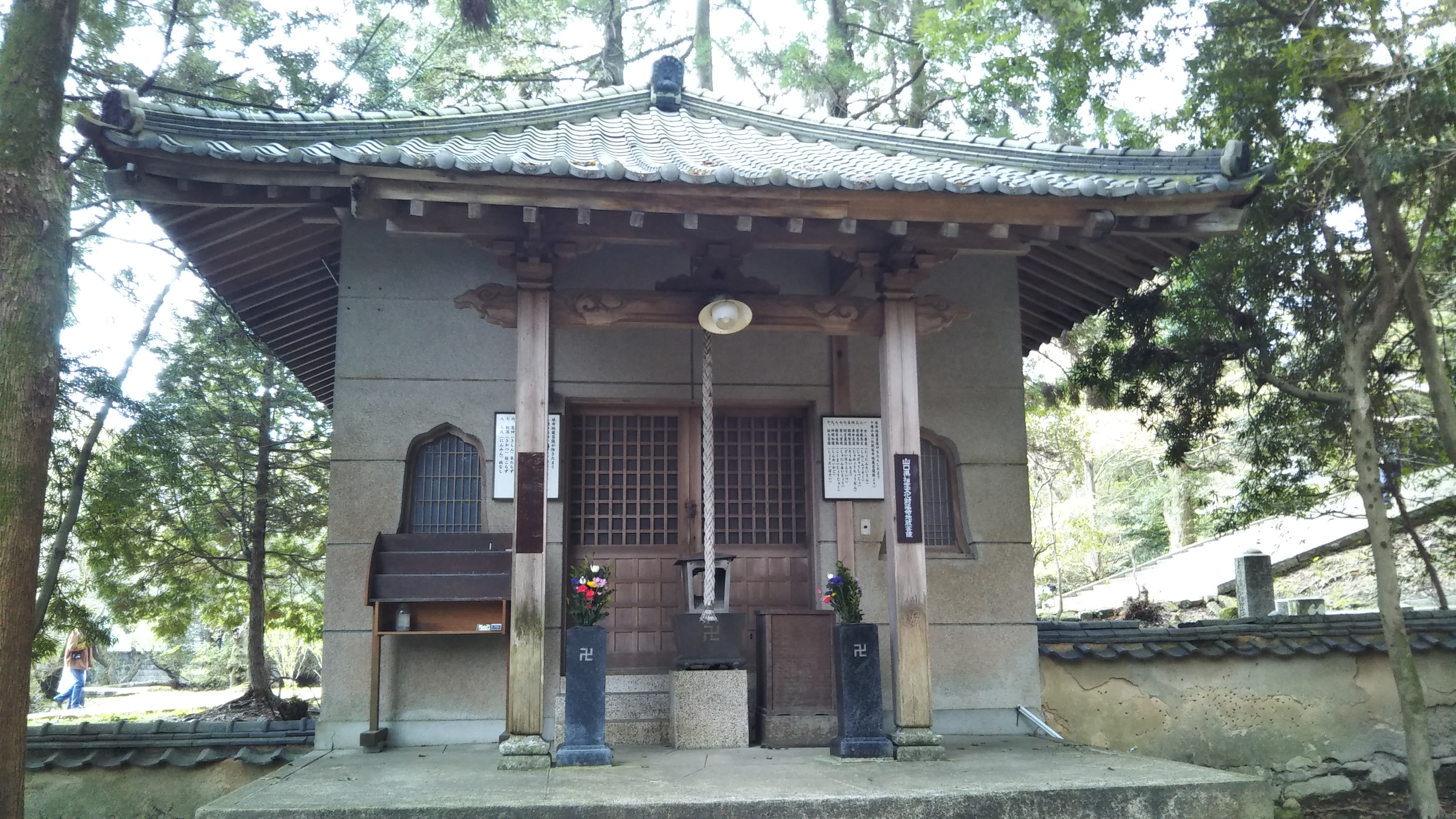
木造地蔵菩薩半跏像のある功山寺の地蔵堂。

功山寺地蔵堂内にある木造地蔵菩薩半跏像は県指定の有形文化財に指定されている仏像で1966年（昭和41年）6月10日に指定された。製作されたのは12世紀ごろで、台座以外は製作当時のままを保っており、その点で価値は高い。

#### 他の寺院
覚苑寺

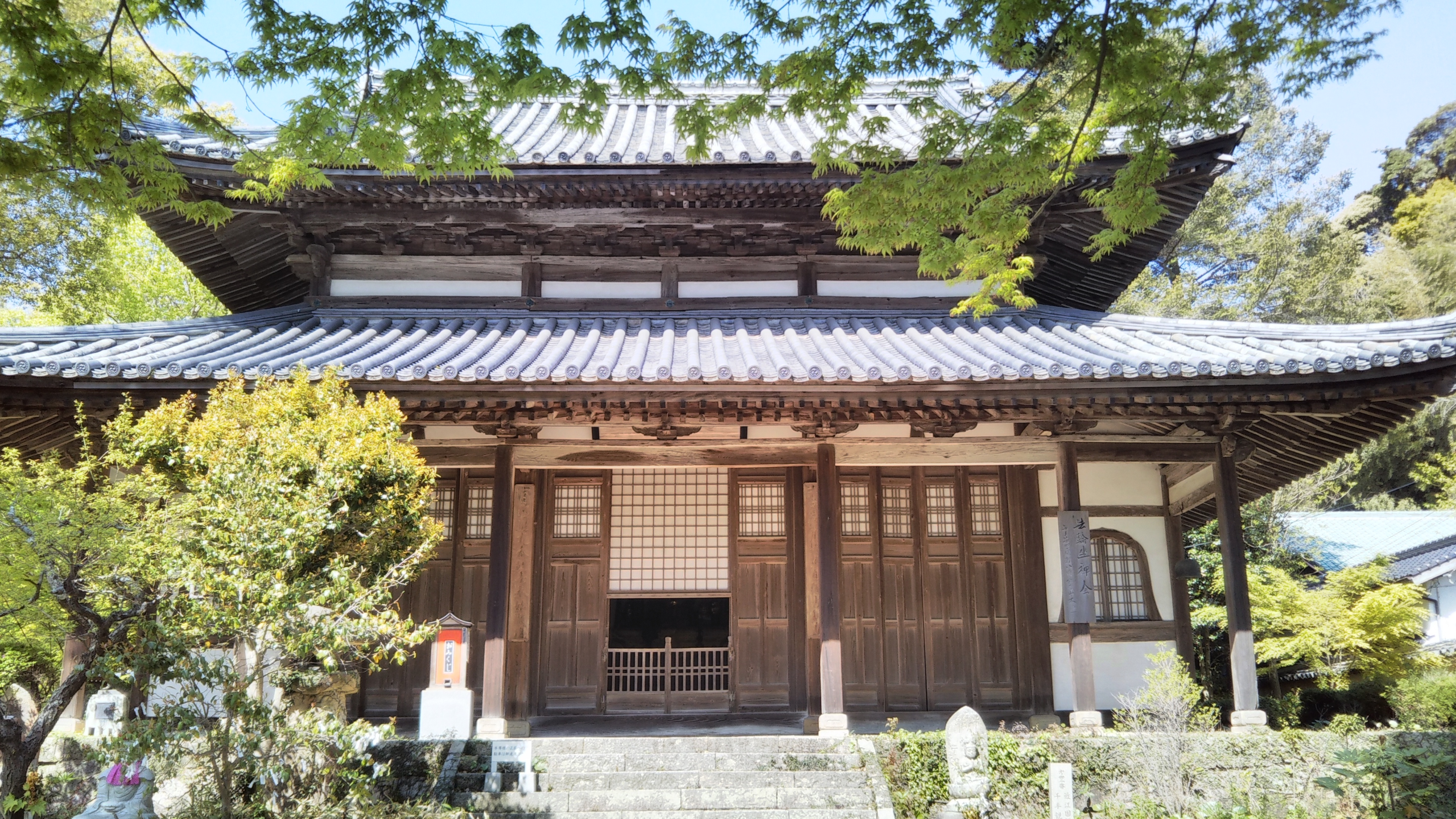
覚苑寺本堂。

安養寺にある1698年（元禄11年）に毛利綱元によって建立された黄檗宗の寺院である。山号は法輪山。本尊は釈迦如来。前身は綾羅木にあった利済寺で悦山道宗和尚が観音像を移して中興した。3代藩主綱元のほか、6代藩主毛利匡広、13代藩主毛利元周の墓がある。創建されるより前は和同開珎の鋳銭所であった。
また、覚苑寺の本堂は下関市指定有形文化財に指定されており、1986年（昭和61年）5月10日に指定された。
日頼寺

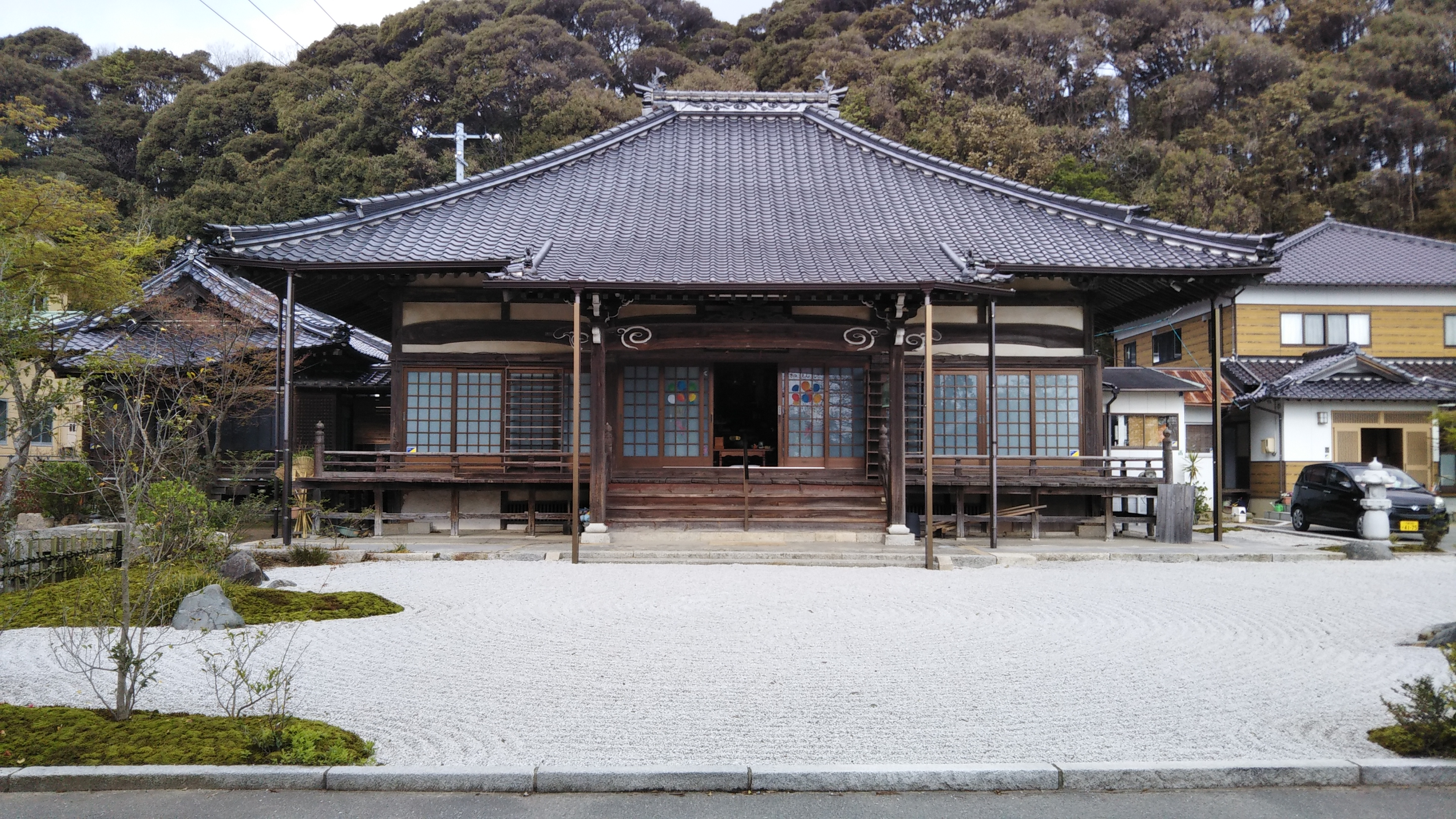
日頼寺本堂。

侍町にある臨済宗東福寺派の寺院。山号は大雲山。本尊は阿弥陀如来。前身は小比叡山極楽寺という天台宗の寺院であったが、建立年などはよく分かっていない。開山は瑞雲と言われる。建立年は不明であるが、1402年（応永9年）3月18日の大内氏からの裁許状が残っている。毛利元清（穂井田元清）が元号が慶長のときに臨済宗に改宗し、日頼寺に寺号を改めた。この日頼は毛利元就の戒名に由来する。1869年（明治2年）には一度廃寺となったが1871年（明治4年）5月に極楽寺として復活した後、1889年（明治22年）に日頼寺に戻った。寺宝として仲哀天皇聖跡地の綸旨、足利尊氏・大内義隆・毛利元就・毛利元清・毛利秀元の古文書などがある。
また、日頼寺は仲哀天皇の殯斂地（遺体の一時的な安置場所）である。これについては先史時代節の仲哀天皇節を参照。天皇の殯斂地は1902年（明治35年）10月以降は宮内省の管轄となっている。
笑山寺

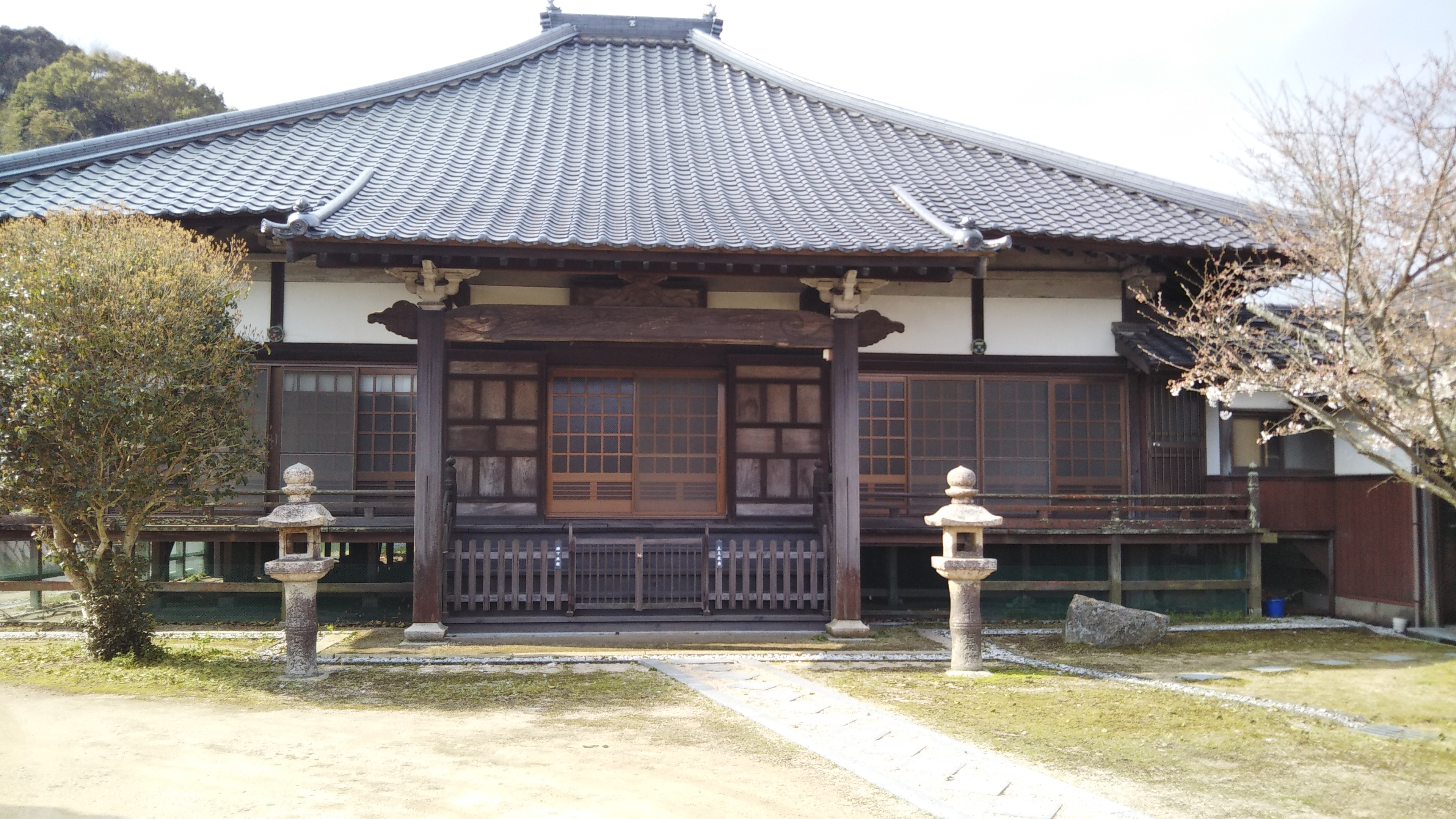
笑山寺本堂。

川端にある曹洞宗の寺院。山号は蓬萊山。本尊は如意輪観音。前身は亀の甲にあった潮音院。元和のとき、毛利秀元が実母（＝穂井田元清妻）松渓妙寿の名前から妙寿寺に寺号を改めた。そして1652年（承応元年）に毛利元清の戒名にちなんで寺号を改めた。2代藩主毛利光広や7代藩主毛利師就の墓所である。笑山寺にある十三重塔は1975年（昭和50年）2月27日に下関市指定文化財に指定された。
立善寺

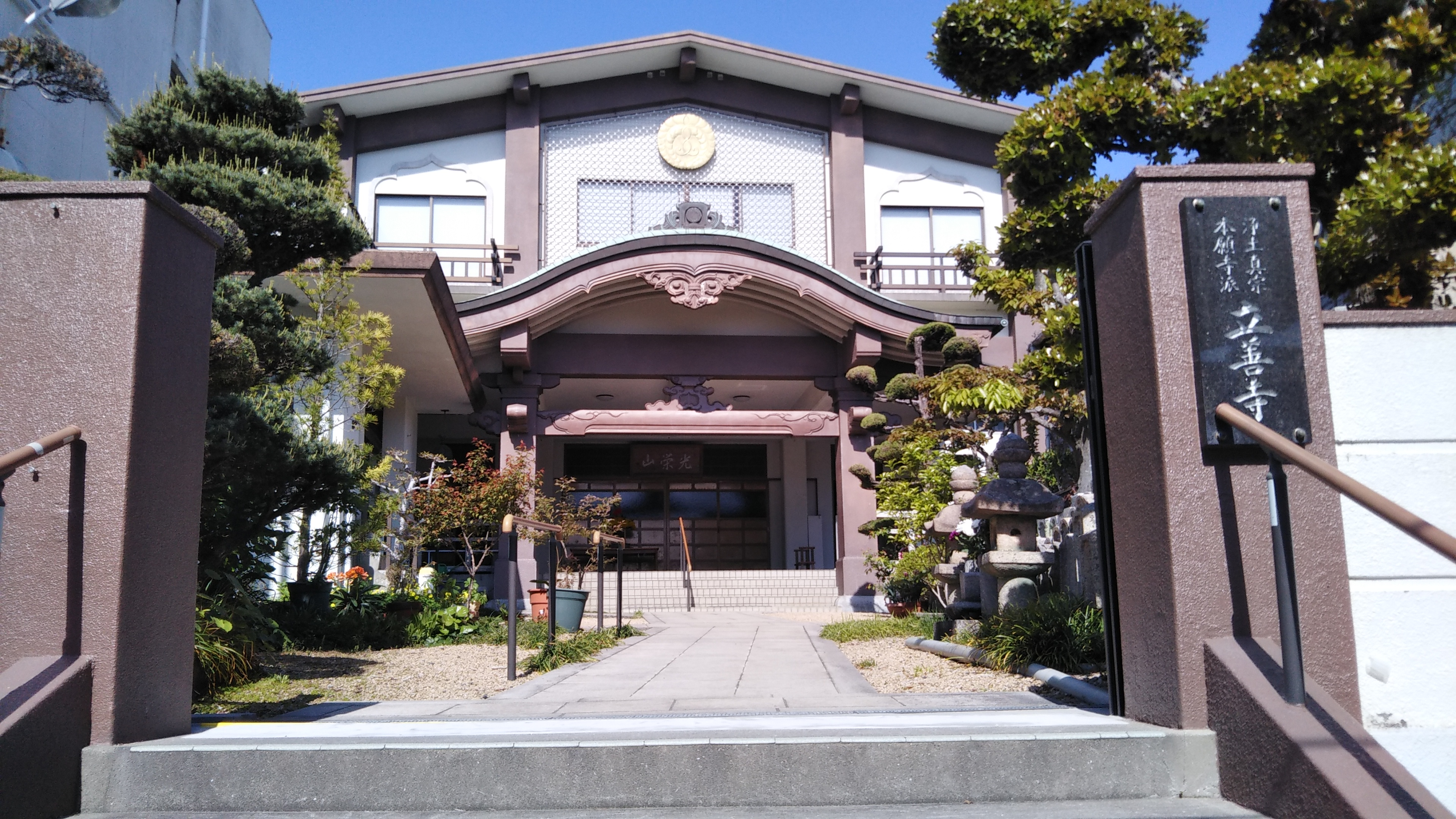
立善寺。

中之町にある1533年（天文2年）4月に浄念によって建立された浄土真宗の寺院。山号は光栄山。本尊は阿弥陀如来。もとは惣社町の方にあったが、元号が元禄のときに現在の場所に移された。寺号である立善寺が本願寺から許可されたのは建立から約1世紀後となる元号が寛永で住職が3世教存のときであった。長府の大火では全焼し、それ以前にも火災に遭うことはしばしばあったが、阿弥陀如来の絵像は焼けることが無かったため、火除如来と言われている。長府の大火の後、1954年（昭和29年）12月5日には本堂が竣工した。
徳応寺

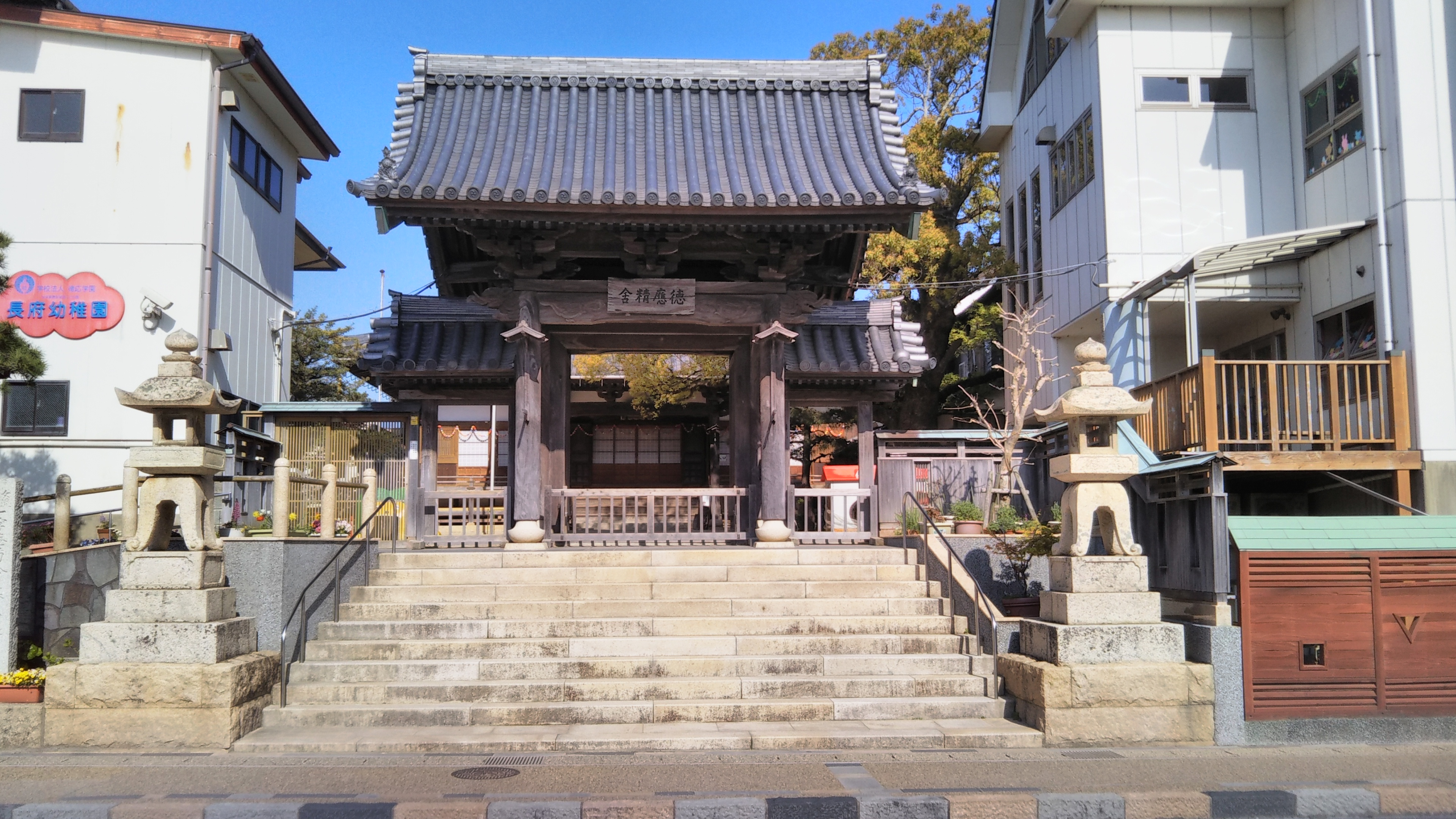
徳応寺の門。

金屋町にある元号が元亀のときに建立された浄土真宗の寺院。山号は称名山。本尊は阿弥陀如来。もともと加賀国にあったものを徳応寺4世の了恵が新設してできた。その後、長府に移ってきてからの3代目住職了念のときに本願寺から寺号が許可された。境内には田上菊舎の文塚がある。
正円寺

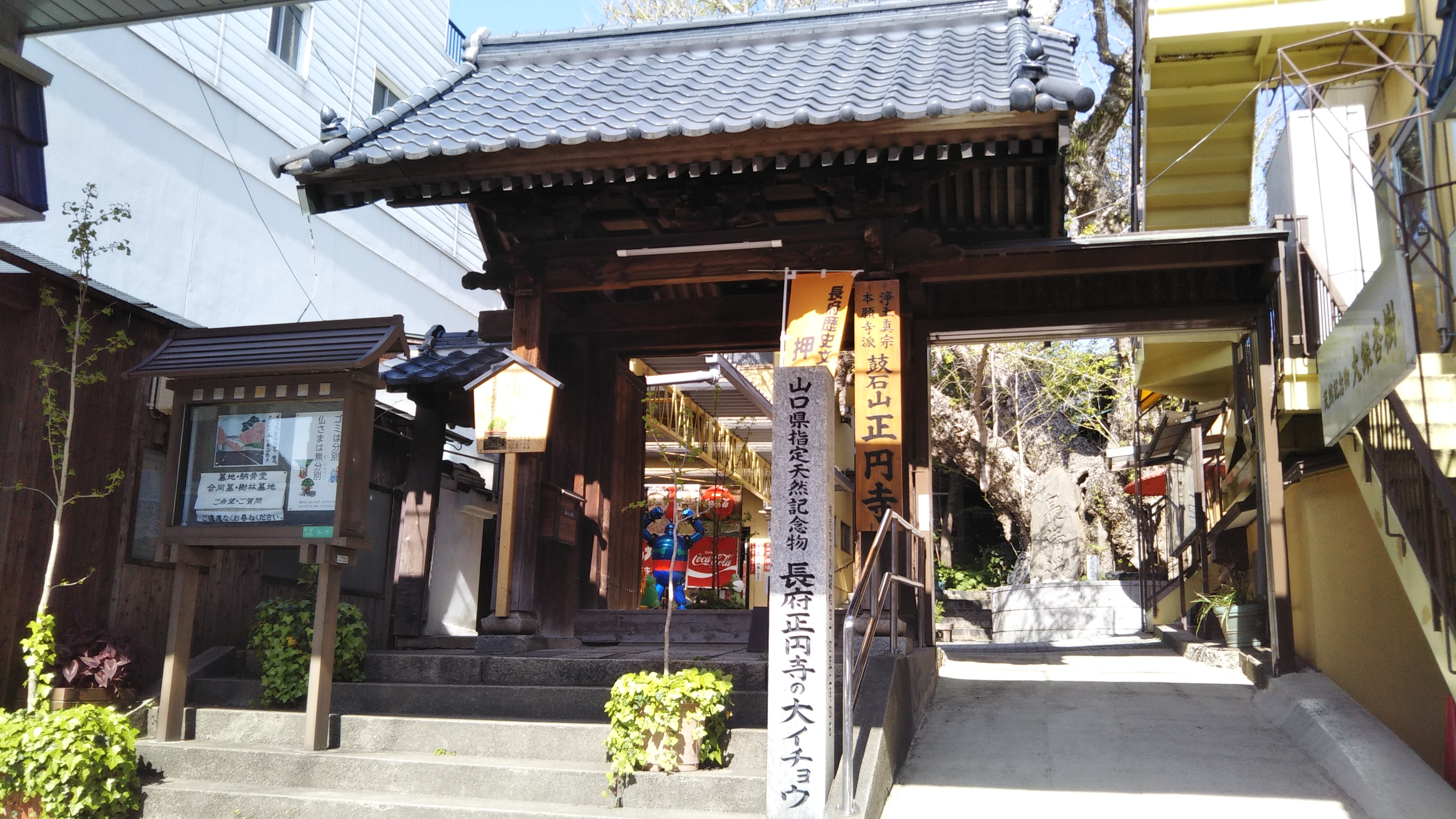
正円寺入口。

中之町にある元号が文亀のころに建てられた元真言宗、現浄土真宗の寺院。山号は鼓石山。本尊は阿弥陀如来。開基は浄信。樹齢千年といわれる大イチョウは県指定天然記念物に指定されている。
福昌寺
松小田にある曹洞宗の寺院。山号は東光山。本尊は薬師如来。807年（大同2年）に海面にあった薬師如来を得てこの松小田の場所に安置したのが発端であると伝えられている。承応から明暦 (1652-1658) のころに東福寺の僧、会下恵禅が再興しため「東福」から東光山福昌寺となった。寺院を建立したのは万治のころで、功山寺の基外嶺雄大による。
本覚寺

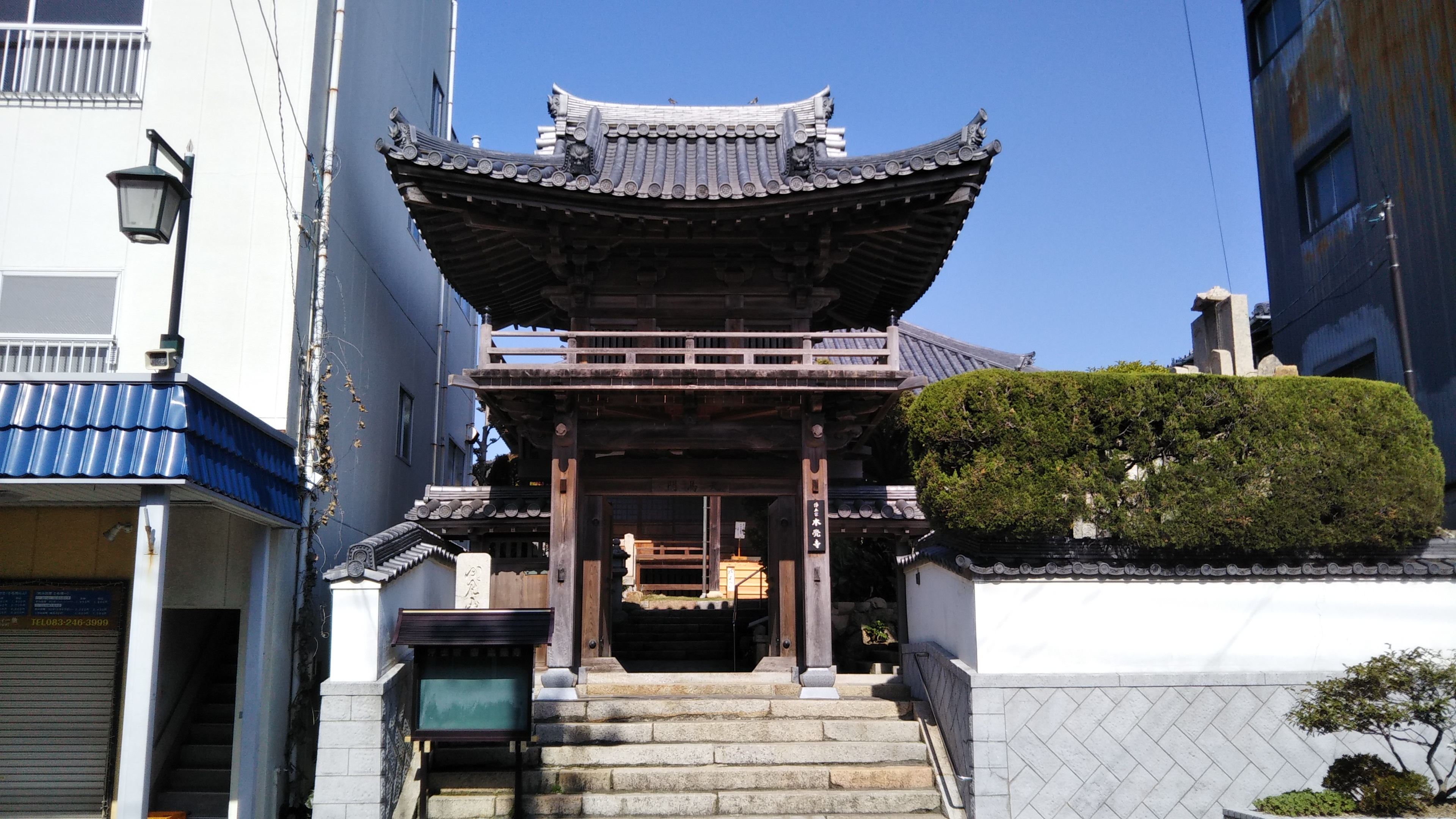
本覚寺入口。

中之町にある浄土宗の寺院。山号は法性山。本尊は阿弥陀如来。開山は圓譽上人琳琢。かつては称名寺と呼ばれていたが、1501年（文亀元年）、土肥山から現在地に移転したのち1657年（明暦3年）に本覚寺に改称した。1896年（明治29年）および1900年（明治33年）には類焼（別の家屋等からの延焼）により被害を受けたが1902年（明治35年）には再建した。境内には田上菊舎と松田さつの墓がある。
大乗寺

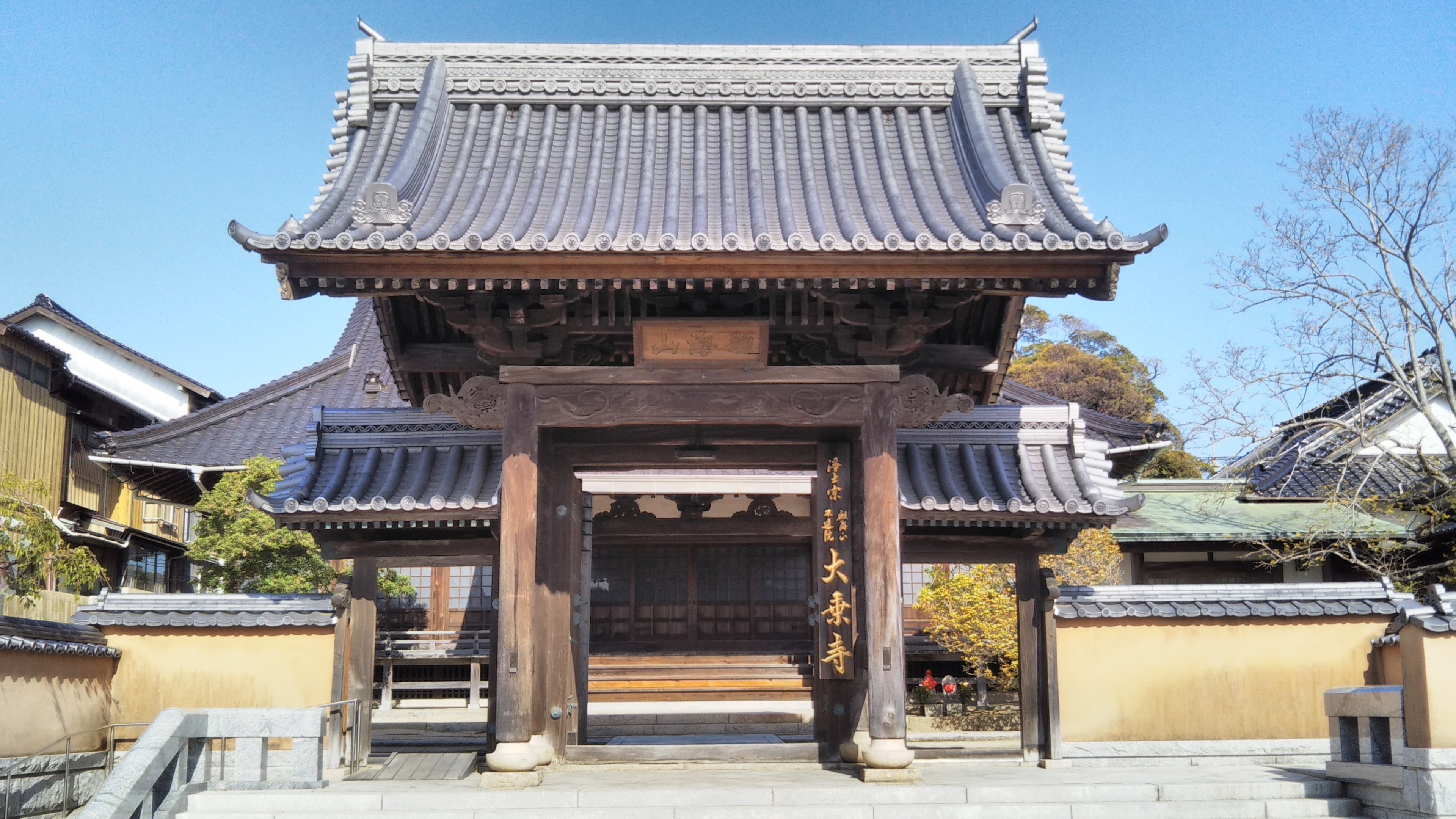
大乗寺入口。

金屋町にある浄土宗の寺院。山号は願海山。本尊は阿弥陀如来。開山は中譽（忠誉）一得上人。開基は毛利秀元。初めは専称寺として1558年（永禄元年）に建立された。1617年（元和3年）には毛利秀元の弟、毛利宮吉丸の戒名から浄巌寺となり、1872年（明治5年）になって大乗寺に改称した。
法華寺

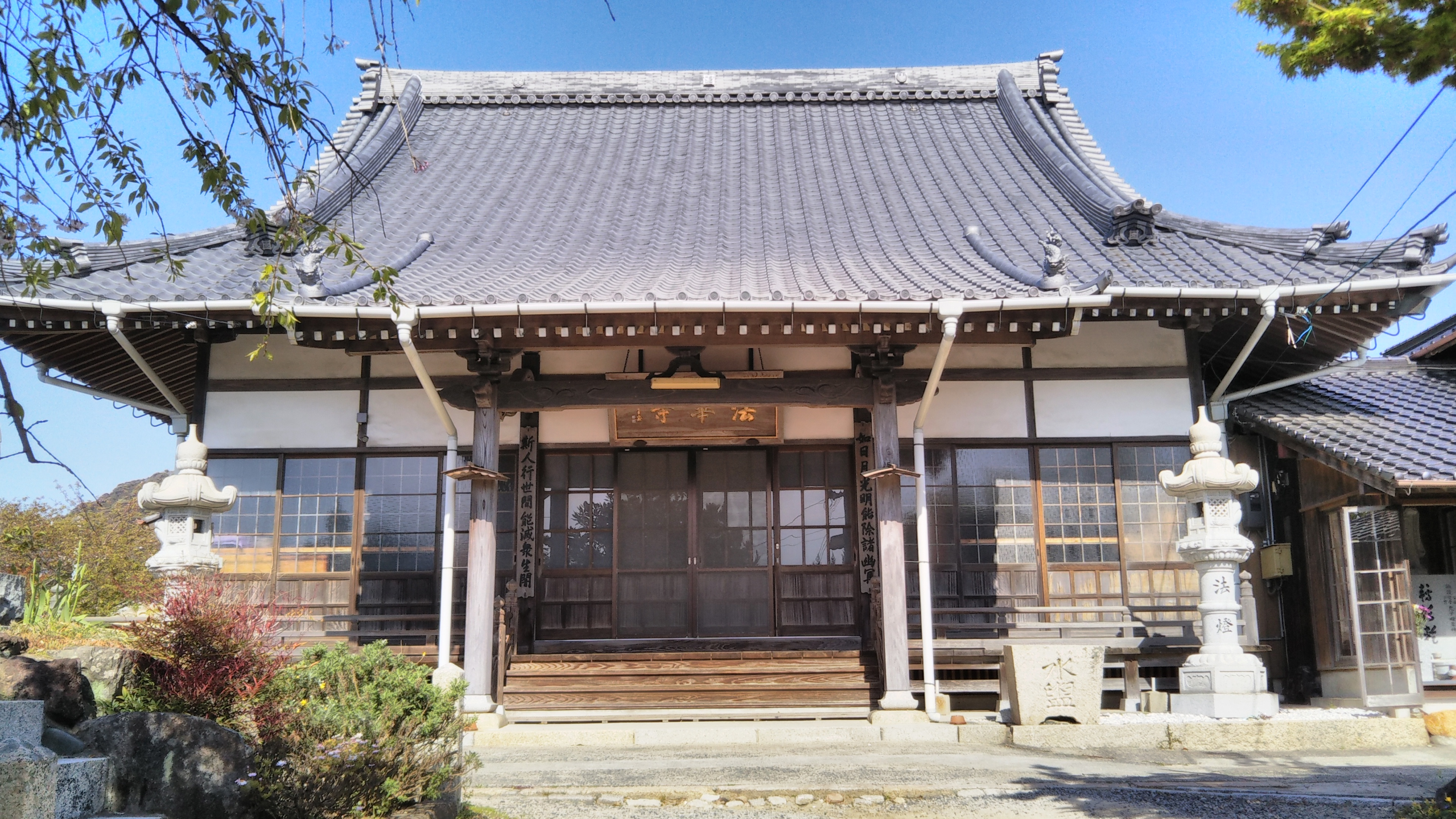
法華寺本堂。

金屋町にある日蓮宗の寺院。山号は妙光山。本尊は十界曼荼羅。旧国分尼寺と伝えられており、光明皇后の発願で建立された寺院であると伝えられている。もとは安養寺付近にあったが1615年（元和元年）に日就により現在の場所まで移された。一度、住職が2世日伝のときに諦玄寺に改名したが、1870年（明治3年）には法華寺に戻った。1956年（昭和31年）1月8日には一度火災を経験し、1964年（昭和39年）11月に再建された。
妙真寺

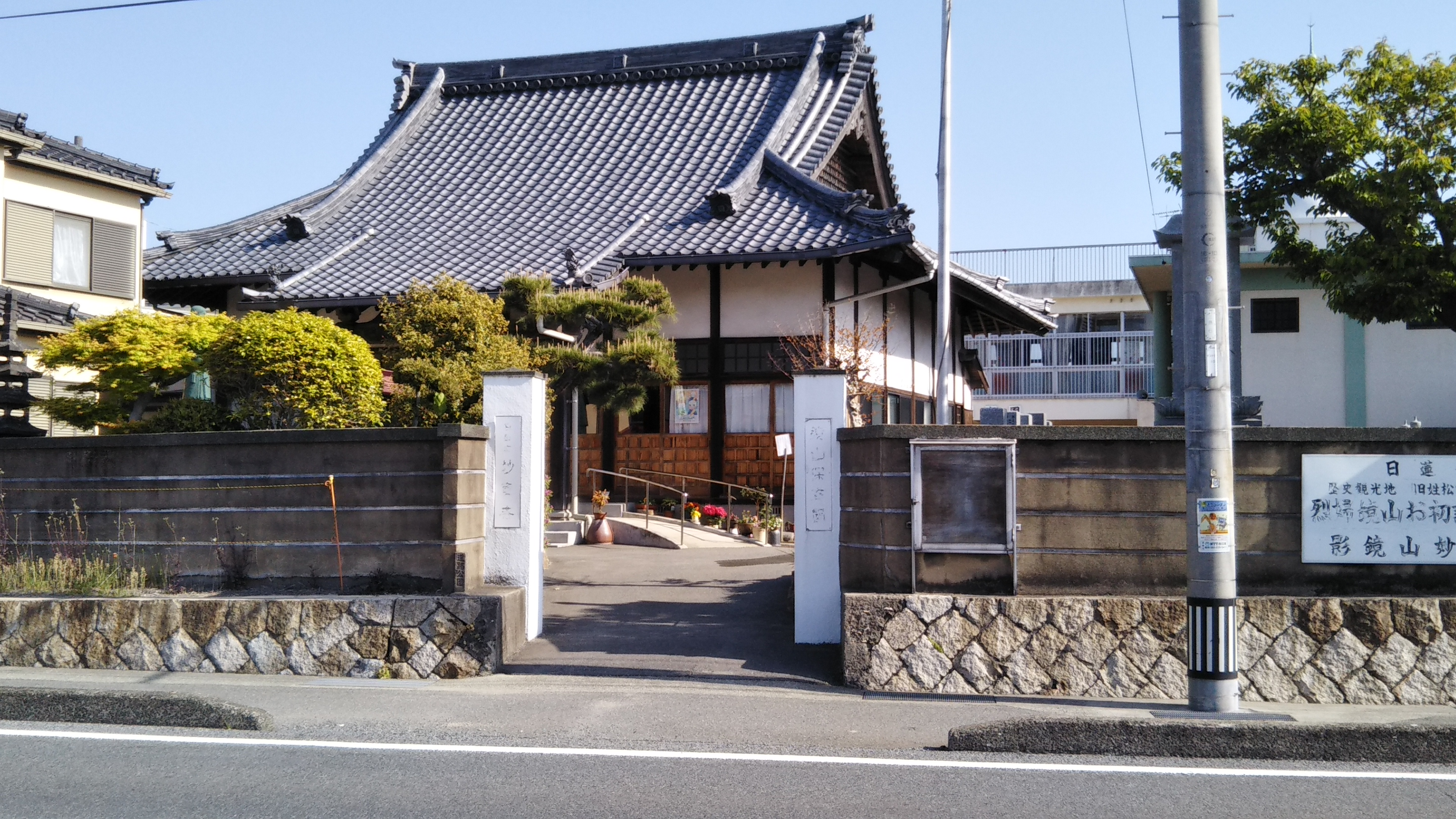
妙真寺。

印内町にある1938年（昭和13年）に日順が建立した日蓮宗の寺院。山号は影鏡山。本尊は日蓮上人。松田さつの生誕地でもある。
慈雲寺

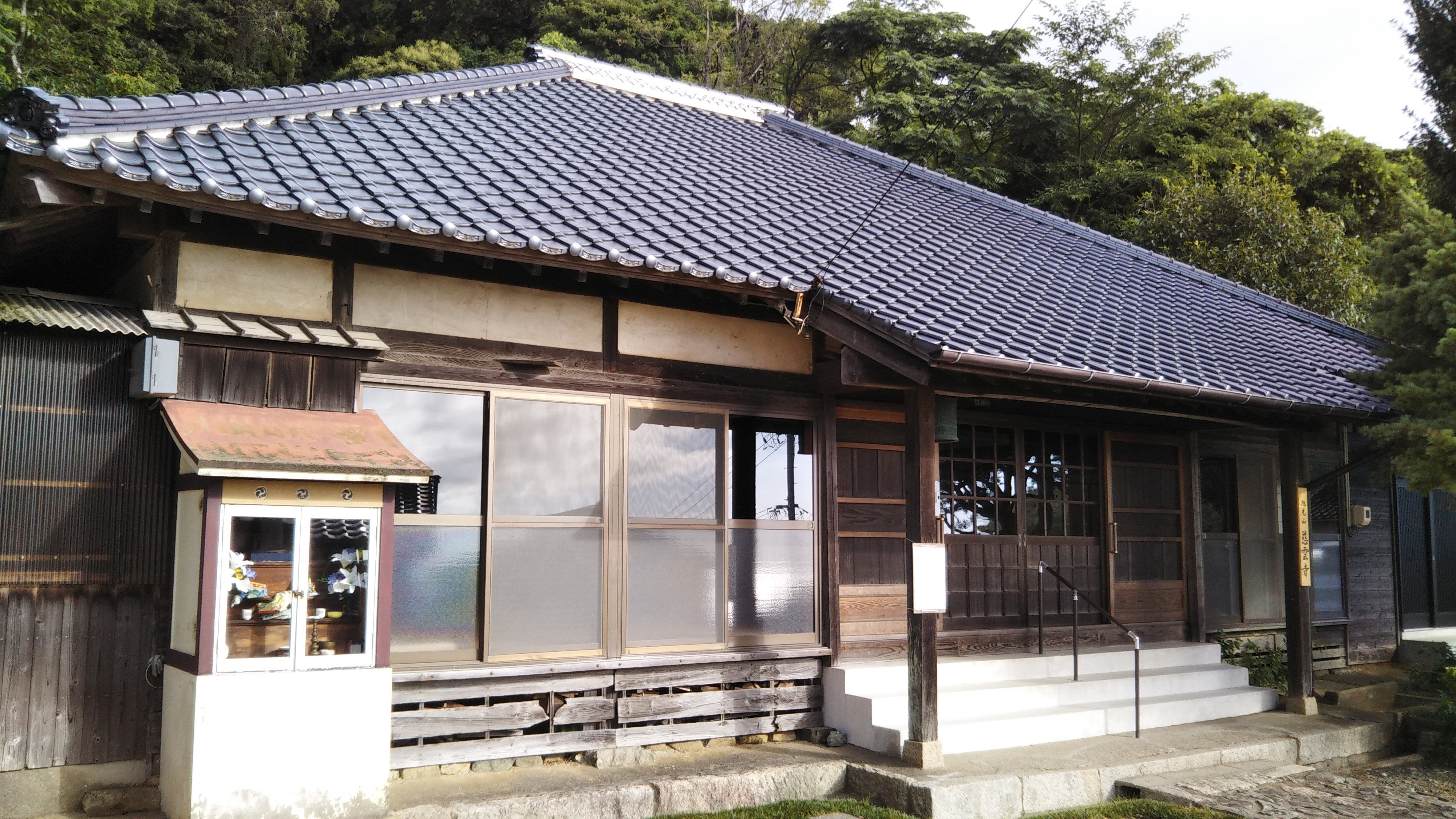
慈雲寺本殿。

前田にある曹洞宗の寺院。山号は旭光山。本尊は十一面観音。1773年（安永2年）に建立された。1863年（文久3年）、下関戦争によりフランスに一時占領されたときに全焼した。その後、下村繁参という人物により再建された。
円光寺（幡生に移動）
かつて長府にあった寺院で、もともとは念正という僧が1521年（大永元年）に建てたものである。
修禅寺（狗留孫山の方へ統合）
かつて長府に別院として設置された真言宗の寺院。1317年（文保元年）乗行上人により建立され、1320年（元応2年）には後醍醐天皇により勅願所に指定された。1644年（寛永21年）と1688年（元禄元年）には修復された記録がある。
国分寺（南部町に移動）

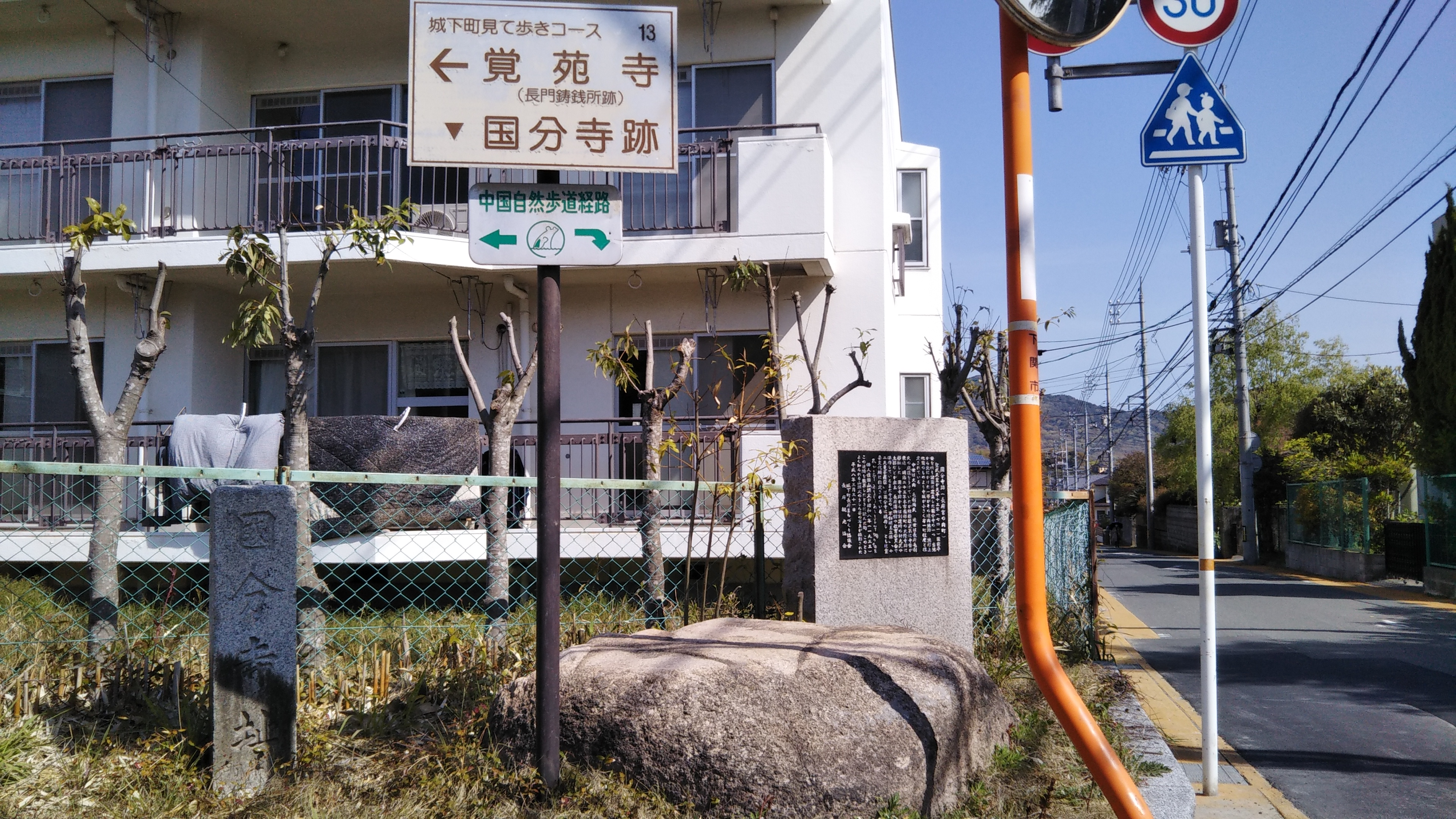
国分寺跡の石碑と礎石。

かつて長府にあった国分寺。開山は行基。跡地からは礎石や瓦が発見されている。本尊は薬師如来であった。元号が宝亀のときには一度火災に遭い、873年（貞観15年）8月20日になってやっと再建が許可された。江戸初期にはすでに荒れ果てており1615年（元和元年）には毛利秀元が修理し、1793年（寛政5年）には本堂が再建されたが、1890年（明治23年）4月11日にに南部町に移転した。
国分寺が創建された時代の瓦は主に本瓦葺が主流であったため、発掘された瓦は軒平瓦と軒丸瓦である。国分寺から出土した瓦は均整唐草文の軒平瓦と複弁八葉蓮華文の軒丸瓦とよばれる種類の瓦であった。
律成寺（廃）
かつて長府にあった寺院。別名は雲巌院。忌宮神社の古文書である「二宮社領幷社頭掟書」の1588年（天正16年）5月13日の部分には二宮（＝忌宮神社）について「存知」と書かれており、神宮寺や別当寺であったと考えられている。また、律成寺は国分寺と仲が悪かったといわれている。
勧学院（廃）
かつて長府にあった寺院。山号は菅原山。菅原道真が左遷されて泊まった場所である（伝承の節参照）。現在の長府毛利邸の位置にあって、明治維新のときに廃寺になったと言われているが、詳細不明。

### キリスト教
日本キリスト教団長府教会
長府にある日本キリスト教団の教会。青山昇三郎を仮の牧師、日原素平を長老として1883年（明治16年）12月25日に設立された。
長府カトリック教会
1895年（明治28年）にクランティニャックが設立した長府金屋浜町にあるカトリック教会。1905年（明治38年）には一度阿弥陀寺町の方に移された。1950年（昭和25年）には再度亀の甲で長府カトリック教会が復活し、1960年（昭和35年）4月、現在地の金屋浜に移った。

## 交通

### 道路
- 野久留米街道
長府の前田から野久留米を経由して川端の功山寺に至る道路[375]。功山寺挙兵後、高杉晋作らが下関の新地に行くまでに通過した道である[227][375]。
- 国道2号
- 国道9号
- 国道491号
- 山口県道246号長府前田線
- 山口県道247号安岡港長府線
- 山口県道254号長府停車場線

### 鉄道
長府で運行している鉄道は西日本旅客鉄道（JR西日本）の長府駅前後のみである。1888年（明治21年）に山陽鉄道が設立されて神戸から赤間関まで（現在の山陽線）の鉄道敷設計画が始まった。1901年（明治34年）3月、安養寺にある滑石トンネルが竣工され、その同年5月27日には山陽線の全通により長府駅が開業した。

### バス
長府におけるバスの起源は土井実太郎の壇ノ浦-長府間の乗合自動車である。その後、山陽電気軌道（現在のサンデン交通の前身）が1930年（昭和5年）4月7日に土井実太郎から買収して、翌日本格的にバス事業が展開された。また、山陽電気軌道は当時長府-小月駅 - 松屋間を運行していた中村耕二・熊野源一らからも1931年（昭和6年）9月15日に買収して事業承継した。その後、山陽電気軌道の間は特に路線の変更はなく、1971年（昭和46年）6月1日にサンデン交通株式会社に改名して以降、昭和61年（1986年）に浜浦台団地、1993年（平成5年）6月24日にゆめタウン、2001年（平成13年）11月16日に満珠台の乗り入れが行われた。
現在長府にあるバス停及び路線は以下の通り。
- 国道線（長府駅行は長府駅前→長府駅で終点）
... - 前田 - 山陽自動車学校前 - 浜浦台 - 黒門 - マリンランド - （関門医療センター） - 市立美術館前 - 松原 - 城下町長府 - 金屋浜 - 前八幡 - 江下 - 松小田 - 長府駅前 - 才川二丁目 - 才川 - （ゆめタウン） - 千鳥ヶ丘団地 - ...
- 浜浦団地線
... - 浜浦台 - 延命地蔵前 - 浜浦中央 - 浜浦南町 - 浜浦中央 - パルク浜浦台 - パルク入口 - 延命地蔵前 - 浜浦台 - ...
- 長安線（勝谷団地線は中土居→安養寺から勝谷団地方面に分岐する）
... - 城下町長府 - 金屋浜 - 中土居 - 安養寺 - 珠の浦 - 峠 - ...
- 四王司線
... - 前八幡 - 古城町 - 中六波 - （満珠台） - 豊城町 - さつきヶ丘入口 - さつきヶ丘中央 - 四王司
- 扇町団地線（長府扇町工業団地が上りの終点であり下りの起点）
... 松小田 - 長府駅 - 長府駅前 - 才川二丁目 - 市民プール - 工業団地入口 - 工業団地会館前 - 長府扇町工業団地 - 扇町中央 - 扇町南 - 工業団地入口 - 市民プール - 才川二丁目 - 長府駅 - 松小田 - ...

### 路面電車（廃止）
長府での路面電車は山陽電気軌道により運営された。1924年（大正13年）7月9日に山陽電気軌道株式会社が設立され、長府を通過する路線としては1926年（昭和元年）12月25日に壇ノ浦 - 松原、1928年（昭和3年）4月17日に松原 - 鳥居前、1932年（昭和7年）9月7日に鳥居前 - 長府駅の運行が開始された。その後1969年（昭和44年）10月に唐戸 - 長府駅間の路面電車の廃止により長府における路面電車の運行はなくなった。長府にあった路面電車の停留所は以下の通り（下り線の順）。
- 長府駅前
- 松小田
- 江下
- 前八幡
- 印内
- 鳥居前
- 松原
- 外浦
- 黒門
- 前田

## 教育
江戸期の教育

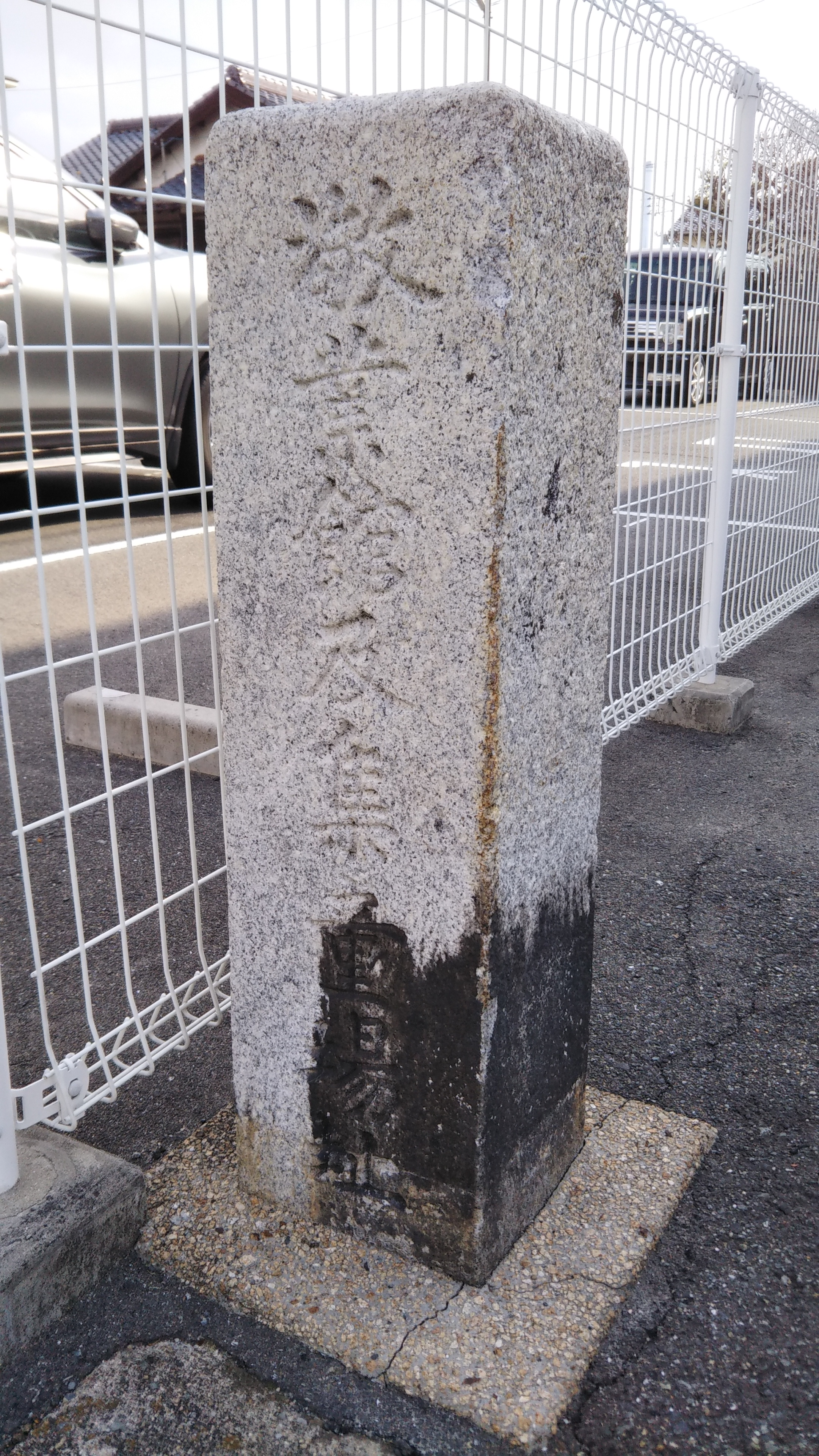
敬業館と集童場の跡地にある石碑。

江戸時代の藩校としては長府には侍町に敬業館があった。これは長府藩10代藩主、毛利匡芳が1792年（寛政4年）5月14日に開いた藩校で、藩士を育成するための施設であった。敬業館には儒学を教える場として孔子廟が建てられていた。これは1832年（天保3年）11月に釈奠が行われた。1862年（文久2年）には敬業館で学んだ福田扇馬が藩士に限らずに教育を行うため、長府南浜にあった自分の自宅に「桜柳亭」を開いた。また、その数年後古江小路では集童場が福田扇馬と長府藩士の熊野直介（または則之）を中心に1864年（元治元年）3月に建てられ、桜柳亭は集童場に移ることとなった。
下関戦争で勝山の方に逃亡したときは敬業館も勝山の方に移転されたのでその跡地には1865年（慶応元年）2月には集童場が移転した。しかし下関戦争が1864年には終わったので1866年（慶応2年）には敬業館が元の場所に戻り、集童場を合併した。敬業館は後に山口県立豊浦高等学校となり、現在はその跡地に「敬業館及集童場跡碑」とあり下側が黒ずんだ石碑が残っている。
明治以降の教育史
豊浦小学校・長府小学校
明治に入っても敬業館はそのまま教育のために使用されていた。1869年（明治2年）には学制頒布より前に敬業館に小学の部ができた。さらに1871年（明治4年）6月19日には英学所という教育施設もできたが、その後豊浦県が山口県に合併されると同時に廃校となった。敬業館小学の部は1872年（明治5年）10月に第5大学区第28中学区第1番豊浦小学と改名。第1番豊浦小学は1873年（明治6年）と翌年に銭山小学（切り通し付近）、鷲橋小学（侍町）、溪山小学（野久留米）、鞏昌小学（金屋町）、日跻小学（八幡町）、東明小学（中浜町）に分かれた。これら6つの小学のうち鷲橋小学は敬業館の建物、日跻小学は寺院を使って教育していたが、ほかの4校では地域の民家を使っただけの粗末なものであった。また、1874年（明治7年）には才川の方にも自卑尋常小学校という小学校が私立として開校し、翌年公立化した。1875年（明治8年）には銭山小学と東明小学は合併して忌宮神社境内に新盛小学を新設。同年、前田に機石小学を新設し、翌年溪山小学の分校とした。1878年（明治11年）には鞏昌小学と日跻小学を合併して印内小学開校。1882年（明治15年）に中六波付近に八幡山簡易小学校を新設。1884年（明治17年）には八幡山簡易小学校をまず新盛小学校に合併したのち、溪山小学と自卑尋常小学校以外も同年合併し、豊浦小学校として誕生した。これと同時に日跻小学と時習小学（機石小学から改名）は分校となったが翌年には廃止となった。1885年（明治18年）、溪山小学は巡回教授所となったが翌年には廃止となった。同年11月8日、忌宮神社に校舎を新築して豊浦小学校として完全に合併した。
1887年（明治20年）4月1日には豊浦尋常小学校と改名して一新し、簡易小学と高等科も新たに新設された。1889年（明治22年）9月16日、幼児哺育所を豊浦尋常小学校に附設。1892年（明治25年）には簡易小学は廃止、高等科は新たに豊浦高等小学校を新設してそちらに移した。また、幼児哺育所も翌年、長府村立豊浦幼稚園となって新設された。1900年（明治33年）、女子補習学校を豊浦高等小学校に附設。1902年（明治35年）に
豊浦高等小学校が現在の位置まで移転。この年には才川村と松小田村が長府村に合併されたためそこにあった自卑尋常小学校は廃止になり、分教場となった。
1912年（明治45年）4月1日には豊浦尋常小学校の方も豊浦尋常高等小学校に改名して現在地まで移転した。高等科には1914年（大正3年）4月に再度女子実業補習学校が附設された。この補習学校には1926年（大正15年）7月1日に青年訓練所が附設された。補習学校と青年訓練所は1935年（昭和10年）7月1日、長府青年学校となった。1941年（昭和16年）には豊浦尋常高等小学校が豊浦国民学校に改名。1947年（昭和22年）4月1日には現在と同じ豊浦小学校に改名し同時に高等科は廃止した。1948年（昭和23年）4月1日、長府青年学校も廃止となった。
1979年（昭和54年）4月1日には長府小学校が豊浦小学校から分裂して開校した。
豊浦中学校（現：山口県立豊浦高等学校）
1875年（明治8年）、侍町に私立の豊浦学舎が設立された。翌年1876年（明治9年）9月には覚苑寺に移転した。1880年（明治13年）には豊浦学舎は私立から県立になり、豊浦中学校となった。豊浦中学校は1884年（明治17年）2月には山口中学校豊浦分校に改名。1885年（明治18年）8月には新校舎が侍町に設立された。山口中学校豊浦分校は1887年（明治20年）12月に豊浦学校に改名。1890年（明治23年）には県から防長教育会に移って私立豊浦学校に改名。私立豊浦学校は1896年（明治29年）12月23日に火災に遭い、翌年県に移って山口県尋常中学校豊浦分校に改名。火災のため新校舎が建設され、1898年（明治31年）9月に竣工。1899年（明治32年）4月には、山口中学校豊浦分校と改名し、9月1日には山口県豊浦中学校となって分校でなくなった。1901年（明治34年）5月11日、山口県立豊浦中学校に改名。1923年（大正12年）4月には町名と同じにするために県立長府中学校に改名。1931年（昭和6年）7月にはまた豊浦中学校に戻し、1948年（昭和23年）4月1日にはついに現在と同じ豊浦高等学校となった。1949年（昭和24年）4月1日には長府女子高等学校と合併して下関東高等学校となったが、1954年（昭和29年）4月1日には元に戻った。この後も男子校として続いていたが2003年（平成15年）に男女共学となった。
廃・英和女学校
1891年（明治24年）、バプテスト教会が長府英和女学校を設立した。1894年（明治27年）1月に校舎が建てられ、同年、美徳女学校に改名。また、1897年（明治30年）4月には私立豊浦女学校に改名した。しかし、1901年（明治34年）5月には火災に遭い、そのまま廃校となってしまった。
山口県立長府高等学校
1904年（明治37年）7月1日、長府高校の前身となる豊浦女子実業補習学校の設立が許可された。その後1911年（明治44年）4月1日には豊浦郡立豊浦女学校となり、さらに1913年（大正2年）4月には豊浦郡立豊浦高等女学校となった。郡制廃止により1923年（大正12年）には県立長府高等女学校に改名。1944年（昭和19年）に附属保育所が新設されたが翌年には廃止。1948年（昭和23年）4月1日には長府女子高等学校に改名。1949年（昭和24年）4月1日には豊浦高等学校と合併して下関東高等学校となったが、1954年（昭和29年）4月1日には元に戻り、現在と同じ長府高等学校になった。
長府中学校
1947年（昭和22年）4月1日に開校。同年5月にはまだ校舎の建設すら始まっていなかったため豊浦小学校で授業が行われた。長府逢坂-切通付近に1948年（昭和23年）4月に着工、翌年3月に竣工した。1990年（平成2年）4月1日には日の出町に長成中学校が開校した。
廃・山口県獣医畜産専門学校
当初は山口市の小郡町にあった旧制専門学校で1948年（昭和23年）に長府の前八幡に移転した。1949年（昭和24年）6月1日には山口大学が開校したため山口大学農学部になり、1952年（昭和27年）3月31日には廃校式が行われた。山口大学農学部は1966年（昭和41年）10月24日には山口市の方に移転した。
保育園・幼稚園
1948年（昭和23年）4月1日に長府第一保育園、長府第二保育園、長府第三保育園が開園。1953年（昭和28年）4月には印内の妙真寺に鏡山保育園が開園。1954年（昭和29年）4月には長府幼稚園と鞠が丘幼稚園が開園。1956年（昭和31年）4月5日にはもみじ幼稚園が開園。1959年（昭和34年）には1933年（昭和8年）に開園した集童園がすみれ保育園となった。1962年（昭和37年）12月10日には鞠が丘幼稚園が海の星幼稚園に改名。1974年（昭和49年）6月1日に長府第四保育園が開園。
その他の学校
山陽自動車学校
長府高場町にある。1960年（昭和35年）7月25日に運転教室特殊学校として開校した自動車学校。1962年（昭和37年）に山陽自動車学校となり、1967年（昭和42年）に黒門から現在の高場の地に移された。
山口県立西部高等産業技術学校
千鳥ケ丘町にある。1980年（昭和55年）4月1日に西部高等職業訓練校として設置され、同年4月23日に開校した。1990年（平成2年）4月1日には現在と同じ山口県立西部高等産業技術学校に改名した。
現在の学区
長府地区の小学校は下関市立豊浦小学校と下関市立長府小学校でそれぞれ下関市立長府中学校、下関市立長成中学校に進学する。現在の下関市の小学校・中学校区は例外を除いては以下の表のように定められている。ただし、千鳥ケ丘町の4番15~23号、6番1・22~35号のみは下関市立王司小学校、下関市立東部中学校区になる。
| 町丁           | 番地・号                            | 小学校             | 中学校             |
| -------------- | ----------------------------------- | ------------------ | ------------------ |
| 才川           | 全域                                | 下関市立長府小学校 | 下関市立長成中学校 |
| 千鳥ケ丘町     | 1番~4番10号、5番、6番2~21号、7~21番 | 下関市立長府小学校 | 下関市立長成中学校 |
| 千鳥ケ丘町     | 4番15~23号、6番1・22~35号           | 下関市立王司小学校 | 下関市立東部中学校 |
| ゆめタウン     | 全域                                | 下関市立長府小学校 | 下関市立長成中学校 |
| 長府扇町       | 全域                                | 下関市立長府小学校 | 下関市立長成中学校 |
| 長府才川       | 全域                                | 下関市立長府小学校 | 下関市立長成中学校 |
| 松小田         | 全域                                | 下関市立長府小学校 | 下関市立長成中学校 |
| 長府松小田北町 | 全域                                | 下関市立長府小学校 | 下関市立長成中学校 |
| 長府松小田本町 | 全域                                | 下関市立長府小学校 | 下関市立長成中学校 |
| 長府松小田東町 | 全域                                | 下関市立長府小学校 | 下関市立長成中学校 |
| 長府松小田中町 | 全域                                | 下関市立長府小学校 | 下関市立長成中学校 |
| 長府松小田南町 | 全域                                | 下関市立長府小学校 | 下関市立長成中学校 |
| 長府松小田西町 | 全域                                | 下関市立長府小学校 | 下関市立長成中学校 |
| 長府新四王司町 | 全域                                | 下関市立長府小学校 | 下関市立長成中学校 |
| 長府四王司町   | 全域                                | 下関市立長府小学校 | 下関市立長成中学校 |
| 長府豊城町     | 全域                                | 下関市立長府小学校 | 下関市立長成中学校 |
| 長府中六波町   | 全域                                | 下関市立長府小学校 | 下関市立長成中学校 |
| 長府豊浦町     | 全域                                | 下関市立豊浦小学校 | 下関市立長府中学校 |
| 長府中尾町     | 全域                                | 下関市立豊浦小学校 | 下関市立長府中学校 |
| 長府満珠町     | 1~36番                              | 下関市立豊浦小学校 | 下関市立長府中学校 |
| 長府満珠町     | 37~51番                             | 下関市立長府小学校 | 下関市立長成中学校 |
| 長府満珠新町   | 全域                                | 下関市立豊浦小学校 | 下関市立長府中学校 |
| 長府日の出町   | 全域                                | 下関市立長府小学校 | 下関市立長成中学校 |
| 長府江下町     | 全域                                | 下関市立長府小学校 | 下関市立長成中学校 |
| 長府港町       | 1~8番                               | 下関市立長府小学校 | 下関市立長成中学校 |
| 長府港町       | 9~14番                              | 下関市立豊浦小学校 | 下関市立長府中学校 |
| 長府古城町     | 全域                                | 下関市立長府小学校 | 下関市立長成中学校 |
| 長府八幡町     | 全域                                | 下関市立長府小学校 | 下関市立長成中学校 |
| 長府前八幡町   | 全域                                | 下関市立豊浦小学校 | 下関市立長府中学校 |
| 長府印内町     | 全域                                | 下関市立豊浦小学校 | 下関市立長府中学校 |
| 長府金屋浜町   | 全域                                | 下関市立豊浦小学校 | 下関市立長府中学校 |
| 長府金屋町     | 全域                                | 下関市立豊浦小学校 | 下関市立長府中学校 |
| 長府珠の浦町   | 全域                                | 下関市立豊浦小学校 | 下関市立長府中学校 |
| 長府安養寺     | 全域                                | 下関市立豊浦小学校 | 下関市立長府中学校 |
| 長府中土居北町 | 全域                                | 下関市立豊浦小学校 | 下関市立長府中学校 |
| 長府中土居本町 | 全域                                | 下関市立豊浦小学校 | 下関市立長府中学校 |
| 長府三島町     | 全域                                | 下関市立豊浦小学校 | 下関市立長府中学校 |
| 長府亀の甲     | 全域                                | 下関市立豊浦小学校 | 下関市立長府中学校 |
| 長府宮の内町   | 全域                                | 下関市立豊浦小学校 | 下関市立長府中学校 |
| 長府紺屋町     | 全域                                | 下関市立豊浦小学校 | 下関市立長府中学校 |
| 長府惣社町     | 全域                                | 下関市立豊浦小学校 | 下関市立長府中学校 |
| 長府逢坂町     | 全域                                | 下関市立豊浦小学校 | 下関市立長府中学校 |
| 長府古江小路町 | 全域                                | 下関市立豊浦小学校 | 下関市立長府中学校 |
| 長府中之町     | 全域                                | 下関市立豊浦小学校 | 下関市立長府中学校 |
| 長府土居の内町 | 全域                                | 下関市立豊浦小学校 | 下関市立長府中学校 |
| 長府中浜町     | 全域                                | 下関市立豊浦小学校 | 下関市立長府中学校 |
| 長府南之町     | 全域                                | 下関市立豊浦小学校 | 下関市立長府中学校 |
| 長府東侍町     | 全域                                | 下関市立豊浦小学校 | 下関市立長府中学校 |
| 長府侍町       | 全域                                | 下関市立豊浦小学校 | 下関市立長府中学校 |
| 長府川端       | 全域                                | 下関市立豊浦小学校 | 下関市立長府中学校 |
| 長府黒門町     | 全域                                | 下関市立豊浦小学校 | 下関市立長府中学校 |
| 豊浦村         | 202番地の1以外の1~400番地           | 下関市立長府小学校 | 下関市立長成中学校 |
| 豊浦村         | 202番地、401番地~                   | 下関市立豊浦小学校 | 下関市立長府中学校 |
| 長府新松原町   | 全域                                | 下関市立豊浦小学校 | 下関市立長府中学校 |
| 長府松原町     | 全域                                | 下関市立豊浦小学校 | 下関市立長府中学校 |
| 長府宮崎町     | 全域                                | 下関市立豊浦小学校 | 下関市立長府中学校 |
| 長府外浦町     | 全域                                | 下関市立豊浦小学校 | 下関市立長府中学校 |
| 長府黒門東町   | 全域                                | 下関市立豊浦小学校 | 下関市立長府中学校 |
| 長府羽衣町     | 全域                                | 下関市立豊浦小学校 | 下関市立長府中学校 |
| 長府羽衣南町   | 全域                                | 下関市立豊浦小学校 | 下関市立長府中学校 |
| 長府黒門南町   | 全域                                | 下関市立豊浦小学校 | 下関市立長府中学校 |
| 高畑           | 全域                                | 下関市立豊浦小学校 | 下関市立長府中学校 |
| 長府野久留米町 | 全域                                | 下関市立豊浦小学校 | 下関市立長府中学校 |
| 長府浜浦町     | 全域                                | 下関市立豊浦小学校 | 下関市立長府中学校 |
| 長府高場町     | 全域                                | 下関市立豊浦小学校 | 下関市立長府中学校 |
| 長府浜浦南町   | 全域                                | 下関市立豊浦小学校 | 下関市立長府中学校 |
| 長府向田町     | 全域                                | 下関市立豊浦小学校 | 下関市立長府中学校 |
| 前田           | 全域                                | 下関市立豊浦小学校 | 下関市立長府中学校 |
| 長府浜浦西町   | 全域                                | 下関市立豊浦小学校 | 下関市立長府中学校 |

## 産業

### 江戸期の窯業
長府では江戸期には松風焼、鷹羽焼、野久留米焼という陶磁器が作られていた。松風焼は長府の逢坂で焼かれていた陶器で、豊臣秀吉の文禄・慶長の役で連れてきた朝鮮の技術者に焼かせたのが始まりである。江戸末期には作られなくなった。鷹羽焼は前田にある鷹羽山で長府藩11代藩主毛利元義が平戸にいた鳴瀬常信という陶工を呼んで始められた磁器である。明治中期頃に作られなくなった。野久留米焼は長府で楽焼を作っていた藤井文斎が江戸の今戸焼を作っていた陶工を連れてきて始められた。その名のとおり、長府の野久留米で作られた。

### 工業
長府では長府港町と長府扇町の2つの埋立地で主に工業が栄えている。1939年（昭和14年）には神戸製鋼長府工場設置、1954年（昭和29年）7月には長府製作所開業、1970年（昭和45年）5月27日にはブリヂストンタイヤ下関工場設置、1972年（昭和47年）には旭洋造船が彦島から長府に移転、1993年（平成5年）3月には林兼産業長府工場設置などさまざまな企業が進出している。

### 農業
長府は住宅地となっているため農業従事者も少なく、2015年（平成27年）国勢調査によると長府地区で119人(秘匿地域は除く)、田園地区の残る前田でさえ23人である。

### 漁業
長府には長府漁業という魚市場はあるものの長府では漁業は活発ではない。2015年（平成27年）国勢調査によると漁業従事者は長府地区で23人(秘匿地域は除く)、魚市場のある東侍町でも7人と長府地区全体の人口に比べて非常に少ない。

## 文化財
この節では長府にある、または長府に関わりのある文化財を指定年月日順に一覧する。なお、他の節で説明がなされている場合はその節に飛べるようにした。また、附指定の場合は文字を斜体にした。
| 指定 | 種類                    | 登録名                                          | 指定年月日      | 説明・画像参照 |
| ---- | ----------------------- | ----------------------------------------------- | --------------- | --- |
| 国   | 天然記念物              | 干珠樹林                                        | 1926年 10月20日 | 島節 |
| 国   | 天然記念物              | 満珠樹林                                        | 1926年 10月20日 | 島節 |
| 国   | 史跡                    | 長門鋳銭所跡                                    | 1929年 12月17日 | 和同開珎の鋳造節 |
| 国   | 重要文化財 (書跡)       | 紙本墨書豊浦宮法楽和歌                          | 1950年 8月29日  | 忌宮神社の所有物節 |
| 国   | 重要文化財 (工芸品)     | 伝則宗の無銘の刀                                | 1950年 8月29日  | 忌宮神社の所有物節 |
| 国   | 重要文化財 (工芸品)     | 備州長船盛光銘の太刀                            | 1950年 8月29日  | 忌宮神社の所有物節 |
| 国   | 国宝(建造物)            | 功山寺仏殿                                      | 1953年 11月14日 | #功山寺内の文化財節 |
| 県   | 無形民俗文化財          | 忌宮神社の数方庭行事                            | 1959年 11月2日  | 忌宮神社節 |
| 国   | 重要文化財 (考古資料)   | 長門国鋳銭遺物                                  | 1964年 1月28日  | 和同開珎の鋳造節 |
| 県   | 有形文化財 (彫刻)       | 木造地蔵菩薩半跏像                              | 1966年 6月10日  | 功山寺内の文化財節 |
| 県   | 天然記念物              | 長府正円寺の大イチョウ                          | 1969年 2月4日   | 正円寺大イチョウの碑節 |
| 市   | 有形文化財 (古文書)     | 白石家文書                                      | 1969年 10月1日  | 白石正一郎の日記と他書簡や記録など17点を含んで下関市指定有形文化財に登録されている。現在は長府博物館に所蔵されている。                                                                                                   |
| 市   | 有形文化財 (建造物)     | 功山寺山門                                      | 1970年 3月4日   | 功山寺内の文化財節 |
| 市   | 有形文化財 (工芸品)     | 備州住正廣銘の太刀                              | 1970年 10月26日 | 忌宮神社の所有物節 |
| 市   | 有形民俗文化財          | 能面(廿一面)、狂言面(六面)                      | 1972年 5月11日  | 忌宮神社の所有物節 |
| 市   | 有形民俗文化財          | 附:忌宮神社神事能規則書・旧長府藩能舞台桟敷割図 | 1972年 5月11日  | 忌宮神社の所有物節 |
| 市   | 有形文化財 (工芸品)     | 長州住顕国銘の打刀                              | 1973年 3月25日  | |
| 市   | 史跡                    | 功山寺旧境内地                                  | 1974年 3月25日  | 功山寺内の文化財節 |
| 市   | 史跡                    | 附:大内義長の墓                                 | 1974年 3月25日  | 功山寺節 |
| 市   | 有形文化財 (建造物)     | 内藤家表門、門長屋、練塀                        | 1975年 2月27日  | |
| 市   | 有形文化財 (建造物)     | 笑山寺十三重石塔                                | 1975年 2月27日  | 笑山寺節 画像 |
| 市   | 有形文化財 (建造物)     | 長府藩侍屋敷 長屋                               | 1976年 3月16日  | 長府侍町にある。家老であった西家の分家の長屋である。 |
| 市   | 有形文化財 (建造物)     | 菅家長屋門                                      | 1976年 3月16日  | 画像 |
| 市   | 有形文化財 (建造物)     | 附:菅家練塀                                     | 1976年 3月16日  | 画像 |
| 市   | 有形文化財 (建造物)     | 吉岡家長屋                                      | 1977年 2月16日  | |
| 市   | 有形文化財 (歴史資料)   | 旧長府毛利家遺品                                | 1977年 2月16日  | 毛利秀元の肖像画などを含む116点の毛利家の遺品。現在は長府博物館に所蔵されている。 |
| 国   | 重要文化財 (古文書)     | 忌宮神社文書                                    | 1978年 6月5日   | 忌宮神社に関する書状など附指定された忌宮神社記録を含めると30冊に及ぶ古文書。 |
| 国   | 重要文化財 (古文書)     | 附:忌宮神社記録・忌宮神社境内絵図               | 1978年 6月5日   | 忌宮神社に関する書状など附指定された忌宮神社記録を含めると30冊に及ぶ古文書。 |
| 市   | 有形文化財 (建造物)     | 功山寺輪蔵                                      | 1979年 3月1日   | 功山寺内の文化財節 |
| 市   | 史跡                    | 功山寺書院                                      | 1979年 3月1日   | |
| 市   | 有形文化財 (建造物)     | 旧野々村家表門                                  | 1979年 12月7日  | 長府侍町にある。報国隊の都督に任命された野々村勘九郎の邸宅にかつてあった門。野々村邸解体と同時に移動された。画像 |
| 県   | 有形文化財 (考古資料)   | 心光寺古墳出土品                                | 1980年 4月11日  | 豊浦町の心光寺古墳で出土した出土品25点。現在は長府博物館が所蔵している |
| 県   | 有形文化財 (古文書)     | 武久家文書                                      | 1980年 12月5日  | 長門守護などに任命された武久家の文書。現在は長府博物館に所蔵されている。 |
| 県   | 有形文化財 (古文書)     | 附:紙本著色武久季依像                           | 1980年 12月5日  | 徳山藩の儒学者、役藍泉の画像で作者は不明 |
| 市   | 有形文化財 (建造物)     | 内麻家練塀                                      | 1981年 3月9日   | |
| 市   | 有形文化財 (建造物)     | 河村家練塀                                      | 1981年 3月9日   | |
| 市   | 有形文化財 (建造物)     | 乃木神社練塀                                    | 1981年 3月9日   | |
| 市   | 有形文化財 (建造物)     | 旧梶山家練塀                                    | 1981年 11月27日 | |
| 市   | 有形文化財 (建造物)     | 旧今藤家練塀                                    | 1981年 11月27日 | |
| 市   | 有形文化財 (建造物)     | 益本家練塀                                      | 1981年 11月27日 | |
| 市   | 有形文化財 (建造物)     | 松原家(旧的場跡)練塀                            | 1982年 4月15日  | |
| 市   | 有形文化財 (建造物)     | 末弘家練塀                                      | 1982年 4月15日  | |
| 市   | 有形文化財 (建造物)     | 磯谷家表門及び練塀                              | 1983年 3月30日  | |
| 市   | 有形民俗文化財          | 能面                                            | 1983年 12月10日 | 忌宮神社の所有する能面と面箱。 |
| 市   | 有形民俗文化財          | 附:面箱                                         | 1983年 12月10日 | 忌宮神社の所有する能面と面箱。 |
| 市   | 有形文化財 (建造物)     | 佐藤家練塀                                      | 1984年 3月10日  | |
| 市   | 有形文化財 (建造物)     | 西尾家練塀                                      | 1984年 3月10日  | |
| 市   | 有形文化財 (建造物)     | 宗正家練塀                                      | 1984年 3月10日  | |
| 市   | 有形文化財 (建造物)     | 沖田家練塀                                      | 1984年 3月10日  | |
| 市   | 有形文化財 (建造物)     | 広江家練塀                                      | 1984年 3月10日  | |
| 市   | 有形文化財 (建造物)     | 覚苑寺本堂                                      | 1986年 5月10日  | 覚苑寺については覚苑寺の節へ |
| 市   | 有形文化財 (彫刻)       | 功山寺千手観音菩薩立像                          | 1986年 11月10日 | |
| 市   | 有形文化財 (彫刻)       | 功山寺韋駄天立像                                | 1986年 11月10日 | |
| 市   | 有形文化財 (彫刻)       | 功山寺二十八部衆立像                            | 1986年 11月10日 | |
| 県   | 有形文化財 (古文書)     | 安尾家文書                                      | 1987年 3月27日  | 長府で大正4年（1915年）まで鋳物師であった安尾家の古文書。現在は長府博物館に所蔵されている |
| 県   | 有形文化財 (工芸品)     | 鰐口                                            | 1989年 10月24日 | 菊川町の美栄神社が所有している鰐口。鋳物師、大江宣秀によって天文元年（1532年）11月28日に作られた。現在は長府博物館に所属されている。                                                                                     |
| 県   | 有形文化財 (絵画)       | 狩野芳崖筆抜絵着色絵馬                          | 1994年 5月2日   | 狩野芳崖が描いた絵馬。複数個あり、そのうち韓信股潜図は忌宮神社が所有している。 |
| 県   | 有形文化財 (絵画)       | 絹本着色楊柳観音坐像                            | 1995年 12月19日 | 功山寺の所有する楊柳観音像。現在は長府博物館に所蔵されている。 |
| 県   | 有形文化財 (歴史資料)   | 大内家壁書                                      | 1996年 12月13日 | 大内氏の分国法の法令集。現在は長府博物館に所蔵されている。 |
| 市   | 有形文化財 (書跡)       | 金山長福寺開山虚菴和尚行録                      | 2000年 11月17日 | |
| 国   | 登録有形文化財 (建造物) | 功山寺総門                                      | 2004年 7月23日  | |
| 国   | 登録有形文化財 (建造物) | 大乗寺山門                                      | 2008年 4月18日  | 大乗寺入口の山門。旧山陽道に面して建てられている。 |
| 国   | 登録有形文化財 (建造物) | 大乗寺鐘楼                                      | 2008年 4月18日  | 大乗寺にある鐘楼(鐘が吊るされた建造物)。 |
| 国   | 史跡                    | 長府藩下関前田台場跡                            | 2010年 8月5日   | 下関戦争節 |
| 県   | 有形文化財 (書跡)       | 手鑑「筆陳」                                    | 2011年 2月8日   | 古筆を鑑賞する手鑑というもので毛利家の所有物であった。現在は長府博物館に所蔵されている。 |
| 県   | 史跡                    | 長府藩主毛利家墓所                              | 2014年 12月2日  | 歴代長府藩主の墓所。初代秀元、5代元矩、9代匡満、10代匡芳、11代元義、12代元運、14代元敏は功山寺墓地、2代光広、7代師就は笑山寺墓地、3代綱元、6代匡広、13代元周は覚苑寺墓地にそれぞれ墓所がある。 画像:功山寺笑山寺・覚苑寺 |
| 市   | 有形文化財 (美術工芸品) | 絹本著色虚庵玄寂像                              | 2020年 2月25日  | 日頼寺が所有している。 |
| 市   | 有形文化財 (美術工芸品) | 板絵著色潮音院住持等像                          | 2020年 2月25日  | 日頼寺が所有している。 |

## 災害
忌宮神社の火災
忌宮神社は何度か火災に遭っている。959年（天徳3年）に火災が起き、同年改築。1309年（延慶2年）に火災が起き、1315年（正和4年）には改築。14世紀には更に1328年（嘉暦3年）、1331年（元弘元年）、1343年（興国4年）、1365年（貞治4年）に神社改築の記録が見られる。その後も1636年（寛永13年）の火災により1671年（寛文11年）に改築。1876年（明治9年）にも火災が起き、翌年に改築した。
長府の大火
1947年（昭和22年）10月17日、長府の中心街で約700戸が被害にあった大火災が起こった。出火元となったのは長府土居の内町の磯部勝次宅で破壊消火法も行われ、17軒の家が火災の蔓延を防ぐために取り壊された。
キジア台風到来
1950年（昭和25年）9月、西日本を中心にキジア台風が日本を襲った。下関市では王司、清末、小月の他、長府も災害に巻き込まれ、下関市全体での総被害額は2億円にものぼった。
赤痢流行
1953年（昭和28年）9月12日ごろ、長府の松小田で赤痢が流行した。流行のきっかけは簡易水道で60名程度が発症した。
四王司山火事
1970年（昭和45年）2月14日、四王司山で山火事が発生した。その被害は面積にして100haに及んだ。

## ゆかりのある人物
伝説上・古代
- 仲哀天皇 - 豊浦宮(現在は忌宮神社)に滞在[155][59]
- 神功皇后 - 仲哀天皇とともに滞在、仲哀天皇の死後遺体を殯斂(仮安置)[155][59]

中世
- 土肥実平 - 長府にあった土肥山城に居城[187]。
- 大内義長 - 最後の周防大内氏当主で長福寺(現在の功山寺)で自害[482]。

江戸~明治
- 毛利秀元 - 毛利輝元の養子で長府藩初代藩主[206][483]
- 毛利光広 - 長府藩2代藩主[160][339]
- 毛利綱元 - 長府藩3代藩主で覚苑寺創建[484]
- 毛利元朝 - 長府藩4代藩主[485]
- 毛利元矩 - 長府藩5代藩主[325]
- 毛利匡広(元平[486]) - 長府藩6代藩主[487]
- 毛利師就 - 長府藩7代藩主[160][339]
- 毛利匡敬 - 長府藩8代藩主[488]
- 毛利匡満 - 長府藩9代藩主[325]
- 毛利匡芳 - 長府藩10代藩主[325]
- 毛利元義 - 長府藩11代藩主[489][325]で趣味であった文化に専念[490]
- 毛利元運 - 長府藩12代藩主[325]
- 毛利元周 - 長府藩13代藩主[491]
- 毛利元敏 - 長府藩14代藩主[325]
- 毛利元雄 - 毛利元敏の子[325]
- 毛利元匡 - 毛利元雄の子[325]
- 高杉晋作 - 俗論党打倒のために功山寺挙兵[224][226][492]
- 乃木希典 - 江戸生まれの軍人で日露戦争などで活躍[493]
- 服部潜蔵 - 長府藩生まれの海軍大佐[494][495]
- 狩野芳崖 - 長府生まれの狩野派の画家[496][497]
- 狩野晴皐 - 狩野派の画家で狩野芳崖の父[498][497][499]
- 田上菊舎 - 現豊北町田耕生まれの全国を行脚する俳人で晩年は長府に居住[500]
- 品川氏章 - 陸軍少将[501]
- 林錬(鍊)作 - 長府黒門生まれの陸軍少将[502]
- 松田さつ - 加賀見山旧錦絵の登場人物「お初」のもととなる[503][351][504]
- 熊野直助(直介、則之) - 集童場を開設、集童場場長[505][391][506]
- 福田扇馬 - 長府生まれで桜柳亭を開設、集童場開設に協力[507][393][508]
- 諸葛信澄 - 長府生まれで東京師範学校設立に関与し、初代校長[509]
- 滝川辨(辯、弁)三 - 長府生まれで神戸で活躍した東洋燐寸株式会社設立者[510][497]
- 桂弥一 - 長府生まれで江戸期は軍人、軍人を辞めると牧場開設[511]、長府博物館(現歴史博物館)の前身の長門尊攘堂設立者[512][513]
- 中川鯉淵(=清左衛門) - 古賀精里らに習った儒学者[514][515][516]
- 老女酒楽 - 中川鯉淵妻で長府藩侍女[517]
- 豊永長吉(因藤聿蔵[518]) - 長府藩砲隊司令、報国隊軍監、赤間関米商会所設立、門司築港会社・起業銀行起業に関与[519]
- 繁沢豊城 - 長府生まれの明倫館学頭[500][520]
- 野々村勘九郎(泉十郎[521]) - 精兵隊結成(3、4ヶ月程度で解散)[220]、報国隊都督、後27歳で功山寺で切腹[522][523]
- 有川恒槌(紀綱) - 長府生まれで禁門の変で戦死[524]
- 田中隆 - 長崎生まれで長府黒門に西洋館を設立(誰も住むことなく廃墟)[525]
- 結城香崖 - 長府生まれの敬業館教授、のち学頭[526][527]
- 友田瞎斎 - 結城香崖の兄で長府生まれの長府藩の軍学者[528]
- 国島宏(筈斎[529]) - 敬業館教授[530][531]
- 大庭伝七 - 竹崎生まれで長府藩に財政援助[519]
- 大庭柯公 - 大庭伝七の子で新聞記者、モスクワで音信不通[532][533]
- 河崎董 - 長府に住み、長州藩で軍事改革[534]
- 菅玄正 - 秀元に仕えた儒学者・医師[535]
- 菅文達 - 古江小路に住んでいた御典医で菅玄正の子孫[535]
- 植村精吾 - 長府生まれで田上菊舎の研究者[536]
- 平井温故 - 4代藩主毛利元朝に仕え、著書に『豊府志略』[537][538]
- 松岡道遠(思斎[539]) - 11代藩主毛利元義の医者[514][540]
- 藤島常興 - 長府生まれで金工に貢献[541][542][543]
- 藤島(嶋)常盤 - 長府生まれで元検校の琴の演奏者[544]
- 臼杵太仲(鹿垣) - 長府の儒学者で敬業館教授[545][546]
- 臼杵横波(=俊平、駿平) - 臼杵太沖の次男で[547]敬業館訓導[548]、のち攘夷に反対し暗殺される[549]
- 小田雲同 - 安芸国生まれで細川宮内家医[550]
- 小田亨叔 - 小田雲同の養子で山脇東洋らに学んだ毛利匡満の医官[551]、敬業館学長[552]
- 小田南陔(圭) - 松岡道遠の次男、小田亨叔の養子で儒学者[553][540][554]
- 悦山 - 覚苑寺を開山[555]
- 霖龍(如澤) - 覚苑寺19代住職で狩野芳崖の号を法外から芳崖に提案[556]、のち宇治萬福寺39代住職[557]
- 進藤端堂 - 覚苑寺24代住職[558]
- 笹山養意 - 長府藩の3代にわたる御用絵師
- 中村徳美 - 『長門国志』を著すがそれ以外ほとんど正体不明の人物[559]
- 浜野段助 - 長府江下生まれで長府図書館設立者[560]
- 豊浦懐(被褐翁[561]) - 老子の思想の研究者[503][561]
- シャーランド - イギリス生まれで夫の死後長府で伝道・孤児院経営[562]
- 清水浅彦 - 長府育ちで儒学者、郷土学者[563]
- 田上十郎左衛門 - 田上菊舎の関係者[530]
- 三吉慎蔵 - 長府藩の宝蔵院流槍術の槍の使い手で坂本龍馬とも交流し晩年を長府で暮らす[564]
- 大館三郎 - 宝蔵院流槍術の槍の使い手[530]
- 桂天香(文吾) - 長府生まれで詩や文章に堪能、「長府詩史」を著す[565]
- 藤井秀任 - 青森県出身で豊浦中学校で教師をしながら「長門長府史料」を編集[566]
- 品川轍太郎 - 長府藩の近習[530]
- 品川又助 - 長府藩の近習[530]

大正・昭和
- 貝島太市 - 長府に住み、前田に別荘をもち、直方市の発展に貢献[567]
- 原田政佳 - 長府黒門生まれで長府村長・長府町長・豊浦小学校設立者[568]
- 椿惣一 - 豊浦尋常高等小学校長、長府図書館長[569]、初代長府博物館(長門尊攘堂)長[569][570]
- 河村幸次郎 - 赤間町生まれで下関市立美術館名誉館長でその展示物の多くを寄贈[571]。
- 生田蝶介 - 長府生まれの歌人[572][573]
- 野原休一 - 元豊浦中学校教師でエスペラントの初期の研究者[574]
- 川上米男 - 株式会社長府製作所元社長[575]
- 雑賀以空(喃亭骨茶) - 俳人・医師[576]
- 日原謙吉 - 初代長府博物館友の会会長[577]
- 續(続)渉 - 5代目長府博物館友の会会長[577][578]

## 施設・史跡

### 下関市立歴史博物館
川端にある歴史資料をおもに扱う博物館。2016年（平成28年）に移転するまで、旧長門尊攘堂を使用していた。尊攘堂は品川弥二郎が京都に設立したものであるが、のちに彼は長門国にも建てることを考案し、桂弥一に協力を要請した。品川の死後、1932年（昭和7年）2月(=品川弥二郎33回忌)に起工、1933年（昭和8年）10月20日に隣の万骨塔もあわせて竣工・開館した。「万骨塔」というのは「一将功成りて万骨枯る」ということわざにちなむもので、全国から集められた石が設置されている。太平洋戦争敗北で「尊攘堂」という名前が軍国主義的な意味に思われる可能性があったため、1947年（昭和22年）6月25日には財団法人先賢記念長府博物館に改称した。1950年（昭和25年）3月5日に財団法人長府博物館に改称し、同年6月16日には長府博物館友の会が誕生した。1956年（昭和31年）11月17日には資料庫などとして使われた海石榴館が完成した。1980年（昭和55年）4月1日に下関市立長府博物館となり、市営となった。2016年（平成28年）11月18日には一新して下関市立歴史博物館に改名して移転した。

### 長府図書館
長府宮の内町にある図書館。豊浦郡教育会が設立した図書館で1907年（明治40年）12月21日に設立が決定されたのち、1909年（明治42年）8月、浜野段助を中心に長府図書館の前身である、豊浦郡教育会附設豊浦図書館が開館した。1924年（大正13年）10月に豊浦郡教育会から町に移り、1937年（昭和12年）3月26日の長府町の下関市合併と同時に名称は「長府図書館」に改名された。のち、1967年（昭和42年）には改築が行われた。

### 長府郵便局
長府南之町にある郵便局。前身は1873年（明治6年）6月1日に開設した豊浦郵便取扱所で、現在は日本キリスト教団長府教会となっている。1875年（明治8年）、豊浦郵便局に改称。1893年（明治26年）6月1日に豊浦郵便電信局に改称。1896年（明治29年）12月21日、中浜町へと移転。1902年（明治35年）10月30日、長府郵便局に改名して現在と同様の名称となった。1949年（昭和24年）6月1日は業務を分離させるため長府郵便局と長府電話局に分かれた。
長府地区にある他の郵便局としては中土居郵便局と1962年（昭和37年）3月1日に開業した長府駅前郵便局、簡易郵便局には前田簡易郵便局がある。

### 長府警察署
才川にある警察署。1876年（明治9年）に赤間関警察出張所豊浦屯所として置かれ、翌年2月、赤間関警察署豊浦分署に改名。同年12月には豊浦警察署になった。1948年（昭和23年）には下関市東警察署に改名。1953年（昭和28年）11月25日には一度火事に遭ったが、翌年7月に長府警察署に改名して1955年（昭和30年）4月10日に新築した。その後、1977年（昭和52年）8月8日に侍町から移転して現在と同じ才川に建てられた。
長府駅前交番
松小田本町にある。1929年（昭和4年）4月に長府駅前駐在所として設立された。
城下町長府交番
黒門東町にある。かつては土居の内交番という名前だったが2016年（平成28年）5月に城下町長府交番に改名した。

### 長府毛利邸

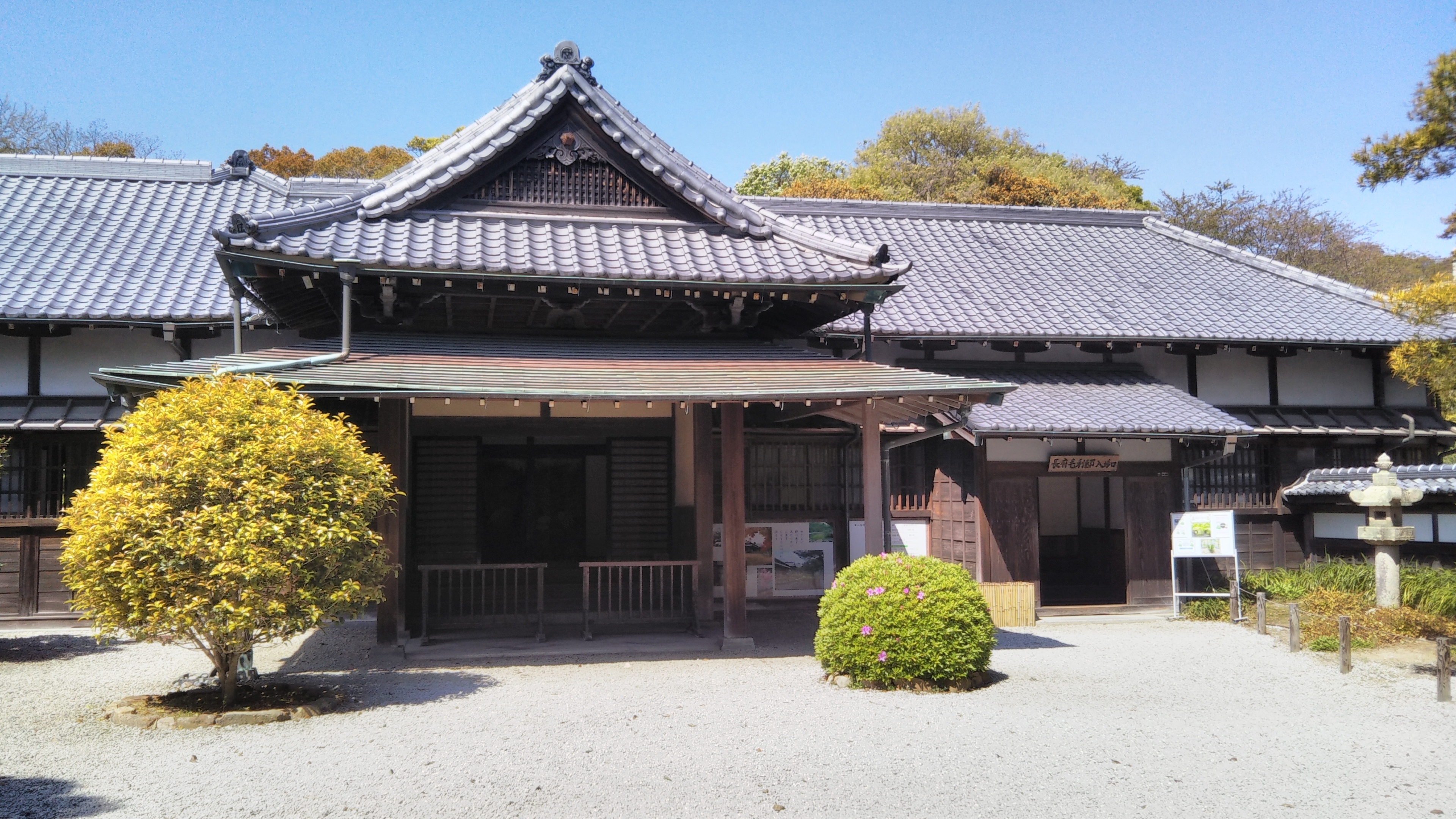
長府毛利邸入口。

長府惣社町にある。14代藩主の毛利元敏により建てられたもので、1898年（明治31年）に着工し、1903年（明治36年）に竣工した。
1902年（明治35年）11月9日(熊本へ向かうとき)と15日(熊本から帰還するとき)には明治天皇の熊本行幸の際の行宮ともなった。
戦後は所有者が下関市に移ったがそれ以来迎賓館として使われた。その後、1973年（昭和48年）8月18日に長府福祉館となり、1998年（平成10年）4月29日以来観光用に旧長府毛利邸として開放されている。

### 下関市立美術館
下関市立美術館は1983年（昭和58年）11月19日、市制90周年記念として黒門東町に開館した美術館。この時にかかった費用は23億4000万円であった。展示されている美術品は河村幸次郎(1901-1994)の収集物を本人が寄贈したものが中心である。その収集物の中には狩野芳崖、藤田嗣治、梅原龍三郎、香月泰男、高島北海などの作品がある。
屋外に展示されている「文字産む石」には「芸術は魂のたべもの」という文字が赤文字で書かれている。この題字は河村幸次郎によって書かれ、石の近くには下関市立美術館友の会が河村幸次郎への感謝を示した石碑もある。

### 長府庭園
かつて家老の西運長が所有していた邸宅で現在は「長府庭園」と呼ばれることが多いが、中部邸ともいう。1993年（平成5年）5月1日より長府庭園として入れるようになった。庭園内には書院や四阿、茶屋などが市の整備を経て残されている。孫文が贈ったといわれる孫文蓮は夏に見ることができる。

### 長府の墓地
以下は長府にある墓地である。また、ゆかりのある人物節で掲載した人物について、どこに墓があるか判明している場合はそれも併記した。
功山寺墓地
- 毛利秀元 (施錠区域[325])
- 毛利元矩 (施錠区域[325])
- 毛利匡満 (施錠区域[325])
- 毛利匡芳 (施錠区域[325])
- 毛利元義 (施錠区域[325])
- 毛利元運 (施錠区域[325])
- 毛利元敏 (施錠区域[325])
- 毛利元雄 (施錠区域[325])
- 毛利元匡 (施錠区域[325])
- 臼杵太仲(=鹿垣) (尊攘堂裏[612]) - 画像
- 臼杵横波 (尊攘堂裏[548]) - 画像
- 三吉慎蔵[613]
- 品川氏章[501]

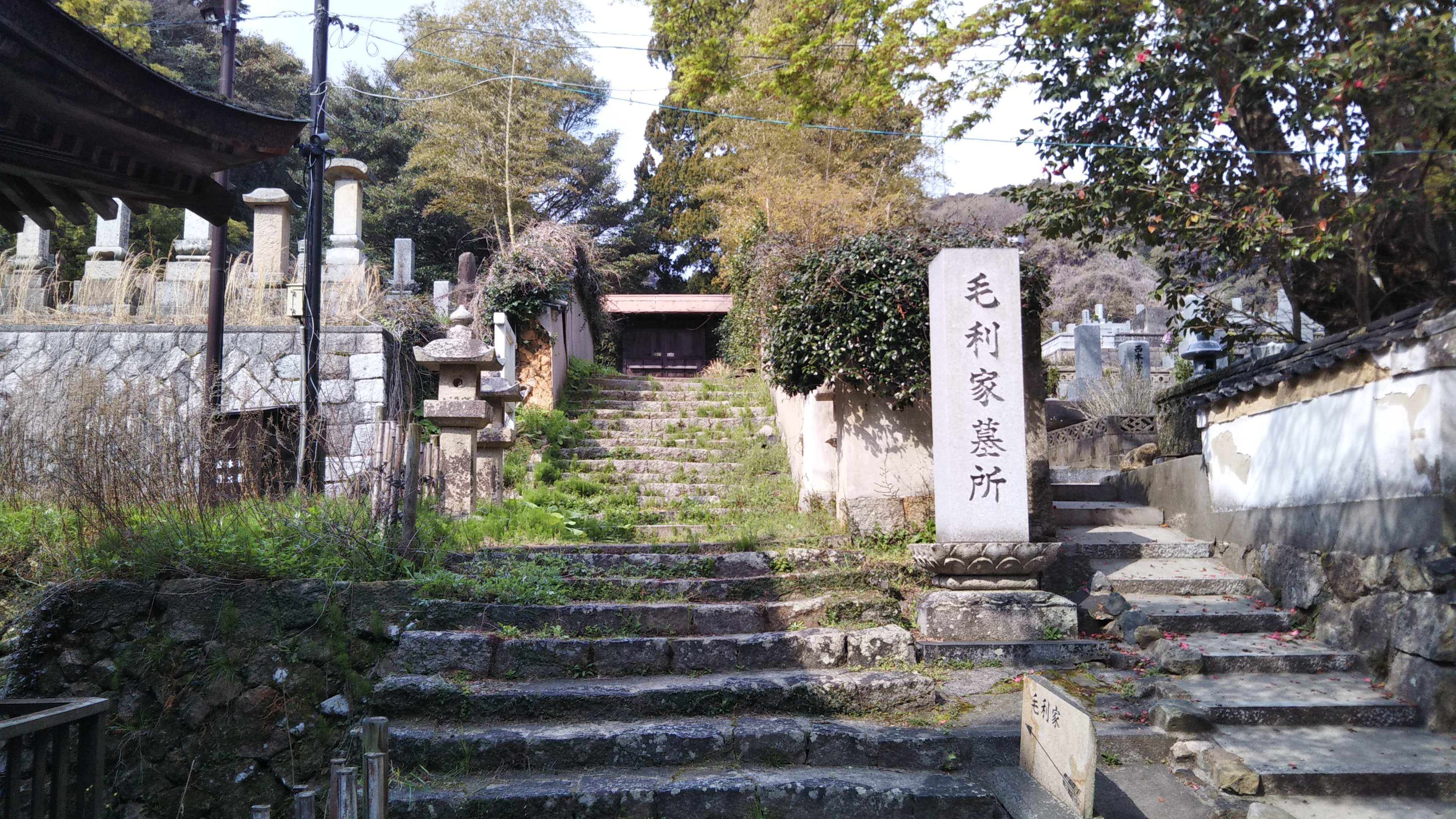
毛利家墓所。普段は施錠されているため直接見ることはできないが、右の階段から登った先で横から見ることはできる。

- 豊永長吉(=因藤聿蔵) (中央墓参道[518])
- 大内義長[位置 35][320] - 画像
- 城村五百樹 (中央墓参道[325])
- 雑賀以空 (中央墓参道左中[576])
- 有川恒槌(=紀綱) (中央墓参道最上段[524])
- 野々村勘九郎(=泉十郎) (中央墓参道右奥[521])
- シャーランド (中央墓参道奥薮[562])
- 小田雲同(=嶺南印清菴常涼居士) (地蔵堂裏[550]) - 画像
- 小田亨叔 (地蔵堂裏[614]) - 画像は上に同じ
- 小田南陔(=圭) (地蔵堂裏[553]) - 画像は上に同じ

覚苑寺墓地
- 毛利綱元[474] - 画像
- 毛利匡広[474][487] - 画像は上に同じ
- 毛利元周[474] - 画像は上に同じ
- 狩野晴皐 (入口付近[615])
- 結城香崖 (中央右[616])

笑山寺墓地
- 毛利光広[160][339]
- 毛利師就[160][339]
- 田上十郎左衛門[530]
- 大館三郎[530]
- 国島宏[530][531]
- 品川轍太郎[530]
- 品川又助[530]

日頼寺墓地
- 香取文圭 (墓が崩れ台座のみ[494])
- 香取尚齢 (墓が崩れ台座のみ[494])

正円寺墓地
- 河崎董[440]

立善寺墓地
- 黒田来蔵[617]
- 勝美高祐[617]

本覚寺墓地
- 松田さつ[351]
- 田上菊舎[352]

法華寺墓地
- 中川鯉淵[618]
- 清水浅彦[619](清水先生之墓参照)

徳応寺墓地
- 田上菊舎[352][620] - 画像
- 原田魯軒[352]
- 松岡思斎(=道遠)[539]

大乗寺墓地
- 植村精吾[536] - 画像

### 灯台

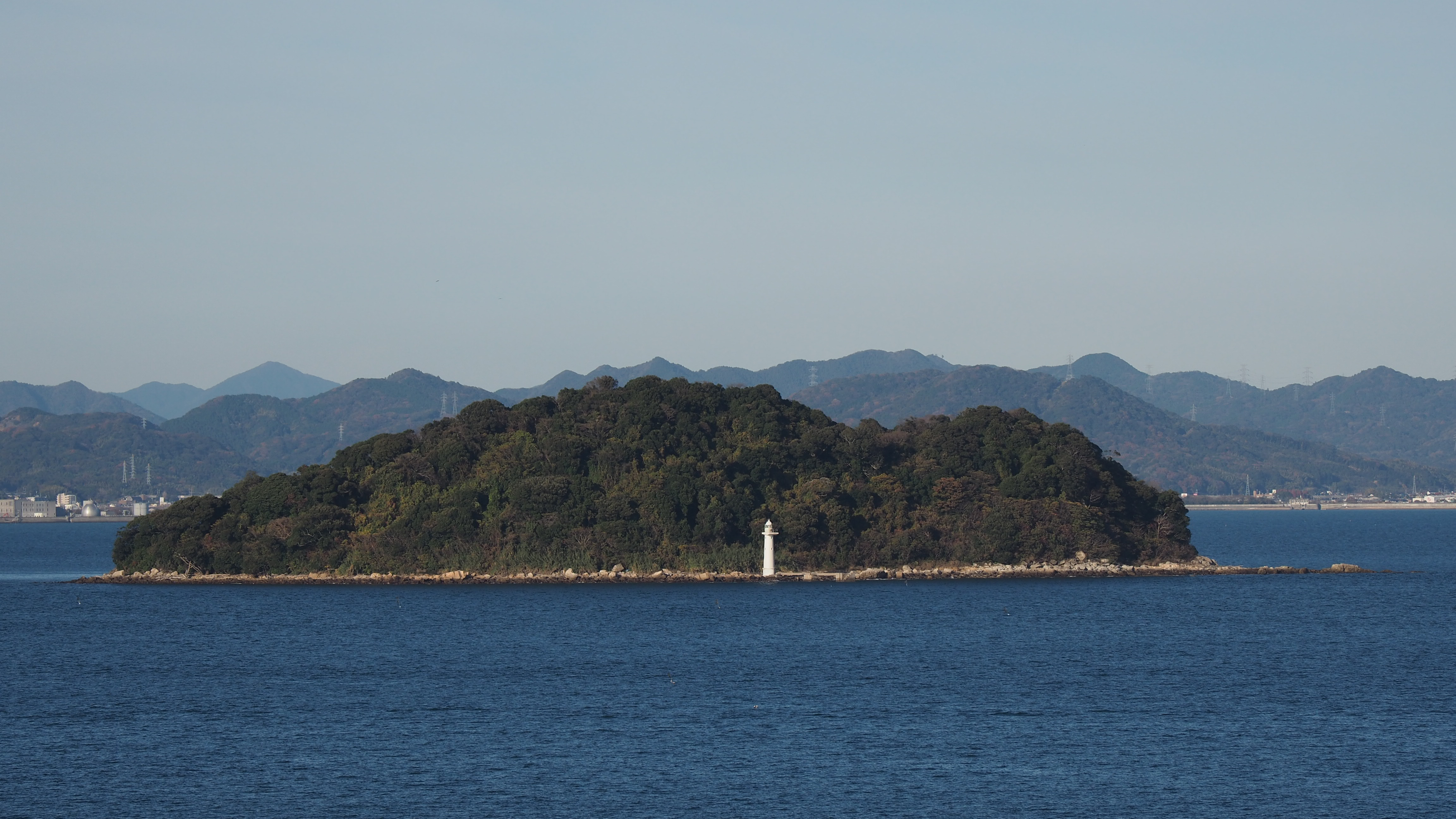
満珠島

満珠島(ここでは干珠島・満珠島のうち遠い方を指す)に満珠島灯台がある。もともと前田にあった灯台を移築したものである。初点は1934年（昭和9年）10月20日。
また、宮崎町には長府宮崎灯台がある。これは1966年（昭和41年）9月30日に点灯が始まった。

### その他の施設
長府支所・長府公民館
土居の内町にあり、長府支所と長府公民館は同じ施設内にある。公民館は1949年（昭和24年）5月1日に発足し、翌年9月に開館した。
東消防署
八幡町にある消防署。1965年（昭和40年）4月1日に設立された。
長府病院
中之町にある病院。1953年（昭和28年）11月に開業した。
長府商店街協同組合
土居の内町にある長府商店街の事務所。
長府漁業
東侍町にある魚市場。朝市で日曜日の7時30分から営業している。
JA長府支所
南之町にある農協(JA)。
下関競艇場
松小田東町にある。条例上の正式名称はボートレース下関である。1954年（昭和29年）10月21日に開業した。
下関火力発電所
1965年（昭和40年）4月22日に起工、1967年（昭和42年）3月20日に1号機の運転が始まった。1977年（昭和52年）10月1日には2号機の運用も始まった。
市民プール
長府扇町にある。1976年（昭和51年）7月22日に開業した。プールの方は世間一般的に夏休みと呼ばれる期間にのみ利用できる。隣接する運動広場は後に建てられたもので、1978年（昭和53年）9月に設置された。
老人ホーム
- 昇陽館(長府黒門南町)[630]
- アイユウ(長府金屋浜町)[631]
- みどり園(長府才川)[632]

#### 公園
- 関見台公園(長府宮崎町)[位置 80][633]
- 日の出町西児童公園(長府日の出町)[位置 81][633]
- 四王司公園(長府新四王司町)[位置 82][633]
- 長府台公園(長府中尾町)[位置 83][633]
- 満珠台児童公園(長府満珠町)[位置 84][633]
- さつきヶ丘児童公園(長府満珠町)[位置 85][633]
- さつきヶ丘第2児童公園(長府満珠町)[位置 86][633]
- 安養寺児童公園(長府安養寺)[位置 87][633]
- 松原公園(長府新松原町)[位置 88][633]
- 浜浦1号公園(長府浜浦町)[位置 89][633]
- 浜浦2号公園(長府浜浦町)[位置 90][633]
- 浜浦3号公園(長府浜浦町)[位置 91][633]
- 浜浦南町1号公園(長府浜浦南町)[位置 92][633]
- 浜浦南町2号公園(長府浜浦南町)[位置 93][633]
- 羽衣南町児童公園(長府羽衣南町)[位置 94][633]
- 長府運動場[位置 95]

#### チェーン店・支店
銀行
- 山口銀行長府支店(長府土居の内町)[634]
- 山口銀行長府東支店(長府八幡町)[634]
- 山口銀行関門医療センターATM(長府外浦町)[634]
- 山口銀行ゆめタウンATM(ゆめタウン)[634]
- 西京銀行長府支店(長府中浜町)[635]
- 西中国信用金庫長府中央支店(長府中浜町)[636]

コンビニエンスストア
- セブン-イレブン
  - 下関関門海峡店(前田)[637]
  - 関門医療センター店(長府外浦町)[638]
  - 長府侍町店(長府侍町)[639]
  - 下関長府珠の浦店(長府珠の浦町)[640]
  - 下関長府前八幡町店(長府前八幡町)[641]
  - 下関長府江下町店(長府江下町)[642]
  - 下関長府警察署前店(長府才川)[643]
  - 下関競艇場前店(長府松小田東町)[644]
- ローソン
  - 長府侍町店(長府侍町)[645]
  - 下関競艇場前店(長府松小田本町)[646]
  - 長府才川一丁目店(長府才川)[647]
- ファミリーマート
  - 下関長府店(長府江下町)[648]

スーパーマーケット
- トライアル長府店(長府才川)[649]
- マックスバリュ長府店(長府外浦町)[650]
- アルク長府中土居店(長府中土居本町)[651]

ホームセンター
- ナフコ下関シーサイド店(長府外浦町)[652]
- グッデイ長府店(長府才川)[653]

その他小売店
- ドン.キホーテ下関長府店(ゆめタウン)[654]
- ダイソーイオン長府店(長府外浦町)[655]

ショッピングモール
- ゆめタウン長府(ゆめタウン)[656]

飲食店および販売店
- ジョイフル下関長府店(長府松小田東町)[657]
- ジョイフル下関ホテル内店(長府八幡町)[657]
- 来来亭長府店(長府松小田東町)[658]
- 天下一品長府店(長府才川)[659]
- 丸亀製麺下関長府(長府才川)[660]
- やよい軒下関長府店(長府才川)[661]
- すき家2国下関長府店(長府松小田本町)[662]
- 吉野家2号線下関長府店(長府才川)[663]
- ガスト長府店(長府才川)[664]
- サイゼリヤゆめタウン長府店(ゆめタウン)[665]
- コメダ珈琲店下関長府店(ゆめタウン)[666]
- マクドナルド長府店(長府才川)[667]
- マクドナルド長府ゆめタウン店(ゆめタウン)[668]
- モスバーガーゆめタウン長府店(ゆめタウン)[669]
- ほっともっと長府三島町店(長府三島町)[670]
- ほっともっと長府才川店(長府才川)[671]
- サーティワンアイスクリームゆめタウン長府店(ゆめタウン)[672]
- ピザ・カリフォルニア長府店(長府三島町)[673]

その他
- サンデンバス城下町長府定期券売場(長府中浜町)[674]
- サンキュードラッグ長府店(長府中土居本町)[675]
- ディスカウントドラッグコスモス長府店(長府才川)[676]
- ディスカウントドラッグコスモス安養寺店(長府安養寺)[676]
- スズキアリーナ長府(長府才川)[677]
- 山口トヨペット長府店(長府東侍町)[678]
- イエローハットゆめタウン長府店(ゆめタウン)[679]
- アストロプロダクツ下関店(長府三島町)[680]
- WORKMAN Plus下関長府店(長府才川)[681]
- ヤマダデンキテックランド下関長府店(長府才川)[682]
- 太陽家具下関店(長府才川)[683]
- ユニクロ長府店(長府才川)[684]
- 西松屋下関長府店(長府才川)[685]
- はるやま長府店(長府才川)[686]
- 鈴花長府店(長府東侍町)[687]
- 明屋書店下関長府店(長府才川)[688]
- トイザらス下関店(ゆめタウン)[689]

### その他史跡
集童場場長室
長府図書館隣にある。もとは古江小路にあったものであるが1928年（昭和3年）3月21日に現在の場所に移された。すぐ近くには集童場々長室の碑がある。
白石正一郎邸浜門
松小田にある。白石正一郎の邸宅にあった門を移築したものである。

### 現存しない施設・史跡
前田御茶屋
長府藩3代藩主の毛利綱元が元禄（1688~1704）年間に関門海峡を見渡すことのできる前田に建てた茶屋。これは「前田御茶屋」または「一茶亭」と呼ばれる。
豊後塚
長府にあったといわれる首塚。火の山の東にあったが、火の山砲台建設のために取り壊されてしまった。毛利元就が永禄年間に大友氏と戦ったときに打ち取った首を埋めた首塚である。
下関市立水族館

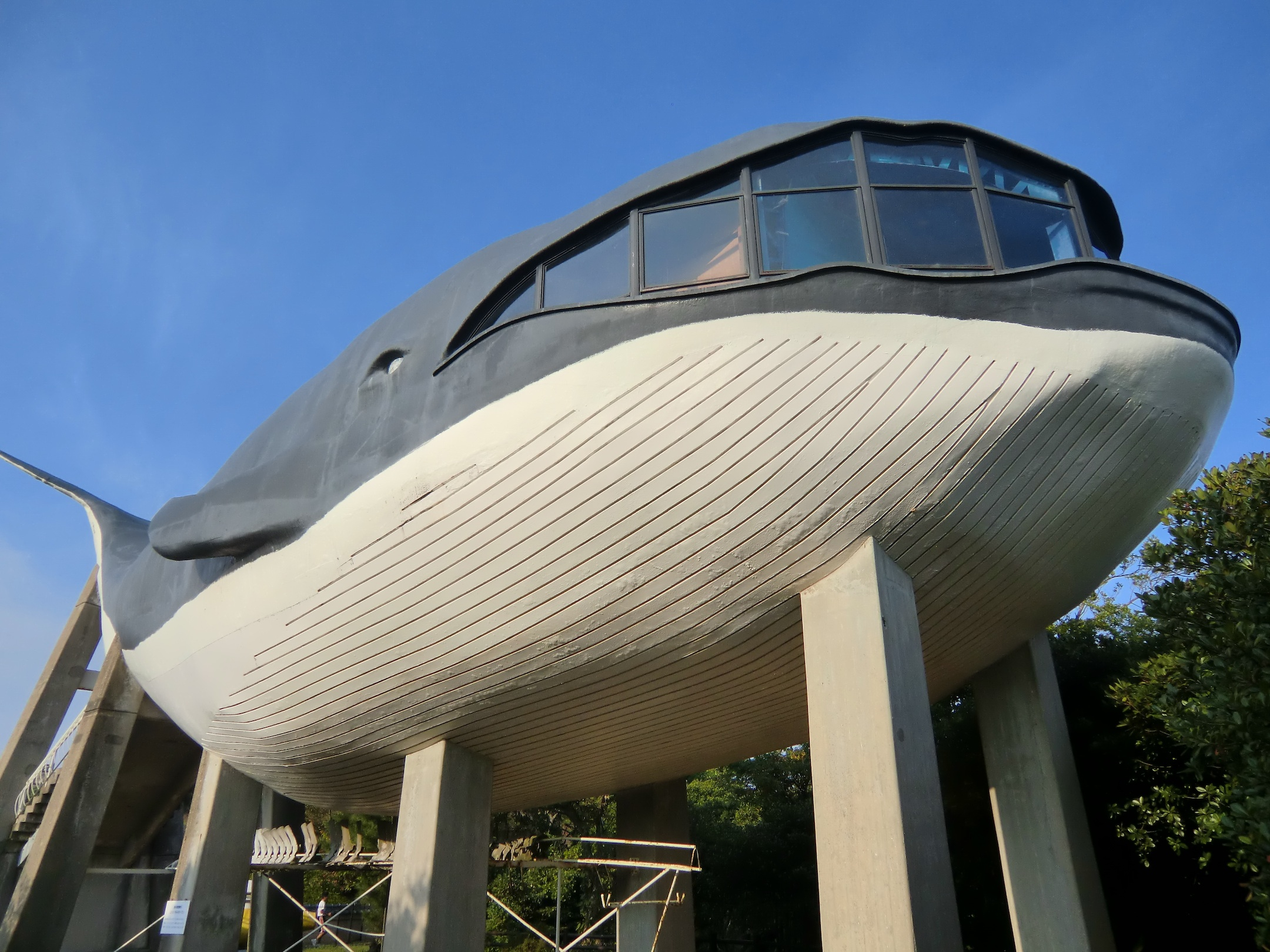
下関市立水族館のあった場所に残された鯨館。

下関市立水族館は開館当時は東洋一とも言われた水族館で、1956年（昭和31年）11月29日に開館した。1958年（昭和33年）3月13日には鯨館が設置された。1988年（昭和63年）には日本で初めてマゼランペンギンの繁殖に成功し、繁殖賞を獲得した。しかし、平成11年台風第18号により甚大な被害を受け、9月24日には一時的な閉鎖に至った。翌年4月15日には再度開館したものの、同年12月3日には「さよなら水族館記念イベント」と同時に閉業した。これと同時に新たな水族館をあるかぽーと(唐戸付近の埋立地)に建設する計画が進行し、2001年（平成13年）3月27日には竣工に至り、下関市立しものせき水族館(海響館)として開業した。
外浦遊園地・長府楽園地・長府遊園地
外浦遊園地は1925年（大正14年）6月1日に山陽電気軌道株式会社により外浦に建てられた遊園地である。この遊園地には花壇や猿を展示した小さい動物園があり長府楽園地が開園するまで運営されていた。
1929年（昭和4年）4月5日に長府野球場ができた後、その隣に長府楽園地が1932年（昭和7年）4月1日に開園した。鳥居前通り付近の埋立地(現在の神戸製鋼長府工場の場所)にサンデン交通の前身である山陽電気軌道株式会社が設立したもので遊園地のほか、映画館、展望台、テニスコートなどを兼ね備えた複合娯楽施設であった。1938年（昭和13年）8月20日に長府野球場と長府楽園地はともに廃業した。この土地は1938年（昭和13年）11月には神戸製鋼所に土地が売却され、1939年（昭和14年）7月1日には跡地が神戸製鋼長府工場となった。
その後、しばらく山陽電気軌道は遊園地の事業に取り組んでいなかったが1957年（昭和32年）3月21日に黒門に長府遊園地を開園した。1959年（昭和34年）には隣接して山電パークが開設したが翌年には閉業した。跡地は運転教室特殊学校になり、1962年（昭和37年）12月に山陽自動車学校となった。
前田発電所
前田にあった発電所で1921年（大正10年）7月15日に東邦電力(当時九州電灯鉄道)のもと建てられた。1933年（昭和8年）5月に東邦電力から県に移った。1939年（昭和14年）4月1日には電力管理法により県から日本発送電に移った。1951年（昭和26年）には日本発送電の解体により中国電力に所有が移った。その後、1960年（昭和35年）に廃止された。
豊浦信用金庫
豊浦信用金庫はかつてあった信用金庫。1911年（明治44年）7月3日に長府信用組合として発足し、1950年（昭和25年）4月1日には豊浦信用組合に改名。また、1951年（昭和26年）10月には豊浦信用金庫に改名した。2004年（平成16年）7月には西中国信用金庫に併合された。

### 石碑
この石碑の節では石碑が多く、画像も多くなってしまうため画像の節に移動させた。

#### 記念碑と発祥地碑
軍令部總長伏見宮博恭王殿下飛行御上陸記念碑 - 画像
下関駅方面の「市立美術館前」バス停のすぐ近くにある石碑で1934年（昭和9年）3月14日に軍令部総長の伏見宮博恭王が呉から飛行機で上陸してきたのを記念として建てた石碑である。碑文は当時の山口県知事菊山嘉男が書いたもので、題字は海軍大臣大角岑生が書いた。伏見宮博恭王殿下上陸記念会には菊山嘉男はもちろん松井信助、林平四郎、貝島太市、白石直介らも参加していた。
維新発祥之地の記念碑 - 画像
長府中浜町にある石碑で、長府で功山寺挙兵が発端となり明治維新へと進んだことから、下関長府ライオンズクラブが長府を明治維新発祥の地として称え、建てたものである。石碑設立日は1985年（昭和60年）3月17日。題字は元下関市長の泉田芳次、石碑の付近にある碑文は元長府図書館長の中原郁生により書かれた。
高杉晋作回天義挙之所の碑 - 画像
功山寺入口左側にある「高杉晋作回天義挙之所」と書かれた石碑。1920年（大正9年）12月24日に設置された。題字は山口県出身の評論家として知られる横山健堂による。回天義挙(功山寺挙兵)に関しては功山寺挙兵の節を参照。
明治天皇長府行在所の碑 - 画像
旧長府毛利邸入口左側にある「明治天皇長府行在所」と書かれた石碑。1938年（昭和13年）3月に建てられた。碑文には「史蹟として昭和十一年十一月文部大臣指定」とあるが、戦後、明治天皇聖蹟は史跡指定から解除されたため、現在は史跡に指定されていない。
毛利子邸記念の碑 - 画像
碑文の題が「毛利子邸記念」と書かれた石碑で毛利邸建物入口左側にある。撰文は内大臣を務めたことで知られる徳大寺実則で1912年（大正元年）11月に建てられた。
行啓記念碑
前田砲台跡にある行啓記念碑。碑文は正七位勲七等の桂文吾により書かれた。理由は不明だが行啓記念碑の台には前田・高畑地区の荒れた田畑約40町歩を整理した前田耕地整理組合についての碑文が書かれている。
皇太子陛下駐駕之碑
1931年（昭和6年）5月31日に実業家、貝島太市が自分の別荘であったところに建てた石碑。石碑の碑文は貝島太市本人によるもので、題字は伊藤博邦（伊藤博文の養子）が書いた。貝島太市の別荘は1926年（大正15年）5月31日に当時皇太子であった昭和天皇が休憩した場所であり、それを記念してこの石碑を本人が建てたということである。また、その後も貝島太市の別荘には皇室関係者が訪問し、1933年（昭和8年）8月20日に三笠宮崇仁親王（当時澄宮）、同年9月30日に閑院宮春仁王と妃直子、同年10月12日に竹田宮恒徳王妃光子、1941年（昭和16年）9月23日に梨本宮守正王が訪問している。
鮎川家記念碑
功山寺墓地中央参道にある六角形の塔とその上の三層の石塔からなる記念碑。これは墓ではなく、鮎川家の墓は東京の多磨霊園にある。碑文と逆側には観音立像が置かれてあり、この記念碑と観音立像は鮎川義介により設置されたものである。
正円寺大イチョウの碑 - 画像
全部で3つあり、正円寺入口に下関市教育委員会により建てられた「山口県指定天然記念物長府正円寺の大イチョウ」の碑と大イチョウのすぐ真下にある「大銀杏樹 最清浄 鼓石山正円寺」の碑・「天然記念物」の碑がある。この大イチョウの樹齢は1000年以上にもなると言われており、そのため乳柱も伸びている。1969年（昭和44年）2月4日に山口県指定天然記念物に指定された。
天然記念物干珠樹林の碑
満珠島・干珠島のうち一般的には満珠島と呼ばれる方(陸から遠い方)に建てられた「天然記念物干珠樹林」と刻まれた石碑。満珠・干珠島の詳細は島節を参照。
手植の杉の碑 - 画像
1868年（明治元年）に乃木希典が父の乃木希次に指示されて植えた杉についての記念碑。かつては2本植えられてあったと言われているが現在は1本しか残っていない。
洗心功徳水の碑 - 画像
功山寺本堂前の井戸の隣にある石碑。桂弥一が建てたもので、「洗心功徳水」と書かれてある。なお、この井戸が「洗心功徳水」ということではなく、功山寺山門左側の水路が「洗心功徳水」であり、その付近には「父母滴水」と書かれた石碑がある(画像)。桂弥一自身はこの水について「墓地に来る人が重たそうに水を持ってくるのに感心せず、神戸の湊川神社の神主に井戸を掘っていることについて説明したとき、堤から水を引くことをふと思いついた」と語っている。
七卿遺蹤碑 - 画像
功山寺本堂前にある記念碑で、七卿落ちした公卿が一時的に功山寺に滞在していたことについて書かれている。1912年（大正元年）に建てられたもので、題字・碑文はともに毛利元雄が書いた。碑文には七卿とあるものの、実際に功山寺に滞在していたのは三条実美、三条西季知、四条隆謌、東久世通禧、壬生基修の五卿であり、そのころ澤宣嘉は生野の変以来合流しておらず、錦小路頼徳はすでに病死していた。
八幡御旅所の碑 - 画像
忌宮神社の御旅所に建てられた石碑。1926年（大正15年）の整備と同時に建設が決まり、1928年（昭和3年）11月に忌宮神社宮司の鳴瀬嘉貞によって建てられた。忌宮神社の御旅所はかつては長門三の宮であったともいわれている。
軍神廣瀬中佐亡友展墓記念碑 - 画像
長府野久留米町にある記念碑。軍神とも呼ばれた広瀬武夫が旅順口の戦いで清に行く前に海軍少尉であった福田久槌の墓を訪れたことから福田久槌の遺族らが建てたものである。石碑は1935年（昭和10年）に建てられた。
尊攘堂並に萬骨塔建設由来の碑 - 画像
旧長門尊攘堂(元長府博物館)前にある石碑。1933年（昭和8年）10月20日に建てられた。碑文はこの長門尊攘堂を設立した桂弥一によって書かれたものである。
徳永山の碑 - 画像
長府安養寺町の長府配水場入口付近に建てられた石碑。のちに長府町長となった徳永安兵衛(1858-1923)が自分の所有していた山を豊浦小学校に寄付したことの記念として長府町長、原田政佳が1916年（大正5年）4月1日に建てたものである。1937年（昭和12年）以来、徳永山(妙見山)の所有権は下関市に移り、長府配水場ができた。
蠶種渡来之地の碑 - 画像
長府図書館横にある石碑。題字は大日本蚕糸会会頭の牧野忠篤、碑文は石碑設立当時の山口県知事菊山嘉男により書かれた。長府は195年（仲哀天皇4年）に弓月君の父に当たる功満王により蚕の卵が日本で初めて伝えられた場所であるとされ、募金活動の結果、1933年（昭和8年）に石碑が設立された。
史蹟長門鑄錢所阯の碑 - 画像
覚苑寺の階段左にある「史蹟長門鑄錢所阯」と書かれた史跡指定の記念碑。1933年（昭和8年）9月に建てられた。

#### 名誉等を称える石碑
瀧川辨三君彰功碑 - 画像
マッチ王とも呼ばれるほど日本のマッチ業界に貢献した瀧川辨三の彰功碑。彼の死の翌年に桂弥一らにより笑山寺境内に設置された。題字は渋沢栄一、碑文は桂弥一によるものである。
長府藩報国隊顕彰之碑 - 画像
報国隊の名誉を称える石碑。豊功神社境内にある。報国隊の詳細は近世節の報国隊結成を参照。
福田先生ト家塾櫻柳亭ノ記の碑 - 画像
長府図書館横にある石碑。桜柳亭とその創設者、福田扇馬(1846-1892)について称えたもので、1928年（昭和3年）5月に当塾門下生の横畠武二により建てられた。桜柳亭については教育節江戸期の教育節を参照。
原田政佳翁彰功碑 - 画像
長府村長、長府町長に就任し長府を発展させた原田政佳(1858-1945)を称える石碑。長府図書館横にあり、原田政佳の顕彰会により建てられた。この顕彰会は会長が元長府博物館館長の椿惣一、副会長が下村治一と原田一二で他の会員に内田重成や元市長福田泰三もいた。
熊野則之君記念之碑 - 画像
集童場長、報国隊参謀になり、明治維新に貢献した熊野則之(1846-1868)を称える石碑。長府図書館横にあり、その長さは7mを超える。題字は山縣有朋、碑文は金子豪介(集童場の門下生)により書かれたものである。
杉聴雨先生頌徳碑 - 画像
覚苑寺中央にある狩野芳崖先生像後ろにある杉孫七郎の頌徳碑。1915年（大正4年）4月に建てられたもので、撰文は覚苑寺住職の進藤端堂で野村素介により書かれたものである。杉孫七郎(=杉聴雨)と野村素介(=野村素軒)はともに書家であった。
野村素軒先生頌徳碑
覚苑寺梅林にある野村素介の頌徳碑。1915年（大正4年）4月に建てられたもので、撰文も碑文を書いたのも進藤端堂。
田上菊舎文塚・頌徳碑 - 画像
徳応寺にある石碑。徳応寺の門に入る前にも「女流歌人一字庵菊舎の墓と句碑」と書かれた石碑(画像)がある。
田上菊舎文塚はその名の通り田上菊舎の文塚で菊舎の「雲となる花の父母なり春の雨」という俳句が書かれている。裏に書かれた詩文は清の費晴湖によるもので、菊舎の父母からの手紙が埋められている。
田上菊舎(1753.10/14~1826.8/23)は1780年（安永9年）から尼になり、各地を旅し、翌年には俳号「一字庵」を授かった。墓は本覚寺にもあるが、徳応寺にもあり、徳応寺の方の墓には頌徳碑が設置されており、本覚寺の方の墓には「無量寿の 宝の山や 錦時」と書かれた句碑がある。
航空界洋装界功労者佐村福槌夫妻之碑 - 画像
題字のとおり、航空界、洋装界に貢献した佐村福槌及び佐村よね(=南地よね)の名誉を称える石碑。功山寺山門前右側にあり、1953年（昭和28年）4月12日に建てられたもので、撰文は徳富蘇峰。
佐村福槌が飛行士としての試験に合格したのは1908年（明治41年）であり、日本で初めて飛行に成功した徳川好敏よりも2年早く海外で成功し、日本人飛行士の教育を行った。佐村よねは東洋人初の女性飛行士であり、かつロサンゼルスで洋裁について勉強していたため1923年（大正12年）6月1日には阿弥陀寺町に関門高等洋裁学校を開校した。
東皐三輪先生出碑 - 画像
日頼寺の墓地にある石碑。敬業館の小田亨叔がこの石碑の撰文をした。三輪とうこう(1725-1795)は下関で私塾を開いた人物で、父は筑前国の医者平井玄琳だが出生前に亡くなっており、養父に下関の富豪、三輪覧克がいる。
手づくり郷土賞の碑 - 画像
長府を流れる壇具川が建設省(現在は国土交通省に合併)の手づくり郷土賞を1988年（昭和63年）10月25日に受賞した記念に建てられた。市は受賞後30万円で壇具川周辺の整備を行った。

#### 死没地・墓など
仲哀天皇御殯斂地の碑 - 画像
仲哀天皇の遺体が一時的にここで安置されたことに因む石碑。日頼寺境内にある他、日頼寺入口には「仲哀天皇御殯斂地入口」の碑もある。その経緯については先史時代節の仲哀天皇節を参照。
海軍大佐正六位勲五等服部潜藏之墓
日頼寺墓地から少し出た山道にある墓。碑文の通り海軍大佐正六位勲五等の服部潜蔵の墓である。墓地ではなく山道の途中にあるのは本人の海の見える場所がいいという遺志によるもので、長府金屋町の大乗寺には服部家の墓がある。
海軍大佐服部君墓誌銘碑 - 画像
功山寺境内の総門と山門の間の道の途中にある服部潜蔵の墓誌銘碑。1888年（明治21年）年に建てられた。題字は海軍軍人の川村純義、文は書家の金井之恭により書かれて、碑文の撰文は海軍軍人の伊東祐麿によって行われた。服部潜蔵の墓については先述のとおりである。
河崎董之墓
正円寺にある長府藩士、河崎董(1823-1871)の墓。1924年（大正13年）2月11日に建てられた。
清水先生之墓
法華寺にある、豊浦藩で活躍した清水浅彦(1831.3/24~1886.5/7)の墓。墓誌も見られるが「1887年（明治20年）に建てられたものであるために判読できない」。墓誌を建てたのは彼の元門下生93人で、墓誌には東京師範学校の監事であったなどの彼の経歴が書かれている。
植村精吾の墓誌 - 画像
大乗寺にある田上菊舎の研究者である植村精吾(1883-1920)の墓誌。高山樗牛の墓に似せて作ったと言われる独特な墓である。現在は大乗寺境内にあるがかつては功山寺境内にあったものである。墓誌には大きく「吾は努力なり」と書かれている。
中川夫妻の墓誌
法華寺にある中川鯉淵とその妻の墓誌。それぞれ「玄光院俊翁涼斎居士」「観月院湛然妙儀大姉」と書かれている。中川鯉淵は長府藩士で、小田済川、古賀精里、中井竹山、十時梅厓らに学んだ。学者としてだけでなく、絵の才能にもすぐれ、「招魂帖」(ndl も参照)には彼の恩師や友人の絵が書かれている。
狩野晴皐の墓誌
覚苑寺墓地にある狩野芳崖の父、狩野晴皐の墓誌であるが判読不可能。この墓誌の手前には「狩野晴皐墓所」と書かれた石碑もある。

#### 跡を示す石碑
豊浦皇居址の碑 - 画像
伝承上では仲哀天皇が建てたとされる「豊浦宮」が忌宮神社境内にあったことを示す石碑。石碑の題字は従三位勲一等の内田重成によるもので1959年（昭和34年）4月に豊浦史跡保存会が建立した。元々は「忌宮公園落成記念碑」と呼ばれる別の石碑があったが金属類回収令で銅製であったために回収され、台座のみが豊浦皇居址の碑に用いられている。豊浦宮の詳細については古代節の仲哀天皇節を参照。
櫛崎城址の碑 - 画像
櫛崎城址と刻まれた石碑。豊浦高校グラウンド横道から坂を登って豊功神社に行くまでの道の途中にある。
敬業館及集童場址の碑 - 画像
敬業館の跡地に建てられた石碑。
国分寺址の碑 画像
吉岡家長屋のある十字路に設置された「国分寺址」と書かれた石碑。隣には発掘された礎石が置かれている。
土肥次郎實平之城址の碑 - 画像
長府侍町一丁目の土肥山団地公園にある石碑で「土肥次郎實平之城址」とのみ書かれている。設立日は1922年（大正11年）3月15日。設立者は桂弥一だがもともとは山中に建てており、現在地へ移ったのは昭和50年代後半である。土肥山城については中世節の土肥山城節を参照。
和同開珎鋳銭場址の碑 - 画像
覚苑寺入口左側にある「和同開珎鋳銭場址」と書かれた石碑。石碑に書かれた正二位素介とは4代目下関市長の高洲素介のことで、彼がこの石碑に書いた。
乃木將軍舊邸の碑 - 画像
1914年（大正3年）9月13日に乃木記念会により建てられた石碑。乃木旧邸の入口に建てられた。
狩野芳崖邸址の碑 - 画像
長府印内町にある狩野芳崖の邸宅があったことを示す石碑。
さか松の碑 - 画像
かつてさか松が植えられていたことを示す石碑。忌宮神社境内にある。石碑には「神功皇后御手うゑ さかまつ」と書かれている。さか松については忌宮神社節を参照。
豊浦池舊跡の碑 - 画像
豊浦の池があったことを示す石碑。長府古江小路町にある。また、長府惣社町の旧長府毛利邸入口右にもその跡があり、石碑もある(画像)。豊浦の池については地理節池節の豊浦の池節を参照。
集童場々長室の碑 - 画像
集童場の場長室を1928年（昭和3年）3月21日に移転されると同時に建てられた石碑。題字は元長府町長の原田政佳が書いたものである。場長室には集童場で活躍した熊野則之、乃木希典、桂弥一、服部潜蔵、滝川弁三、福田扇馬、福原和勝、横畠武二、岡崎章介、原田政佳の写真が並べられている。
女流俳人菊舎尼宅址の碑 - 画像
印内町のかつて田上菊舎の家があった場所に建てられた石碑。隣の案内板には菊舎の「山門を 出づれば日本の 茶摘唄」という歌が紹介されている。

#### 案内碑・道標・地方区分の碑
古蹟栞の碑 - 画像
長府にあるさまざまな史跡を集めて書いたもので、1919年（大正8年）5月に長府町により忌宮神社宝物館隣に建てられた。書かれている場所は以下の通りである。
- 豊浦宮舊址(=忌宮神社)
- 仲哀天皇御陵殯斂地
- 国府址
- 国分寺址
- 長門城址
- 和同開珎鋳銭址
- 毘沙門堂
- 四王司城址
- 串崎城址(=櫛崎城址)
- 七卿遺蹤地(=功山寺)
- 外艦来寇戦蹟地(=前田の四国連合艦隊が攻めてきた場所)
- 厚東判官の墓(四王司山)
- 大内義長の墓(功山寺墓地)
- 松田サツ邸址
- 永冨独嘯菴邸址
- 田上菊舎邸址
- 田上菊舎の墓
- 狩野芳崖邸址
- 乃木将軍旧邸

逢坂にある道標 - 画像
長府中学校入口(長府逢坂町)の道標の石碑。当初は現在の位置よりも少し下の方にあったが、1965年（昭和40年）頃に移された。石碑には「御即位記念」「一ノ宮へ二五丁」と書かれてある。
中土居畔の碑 - 画像
中土居畔と書かれただけの石碑で長府中土居の境界を示すために建てられたものである。位置は豊浦小学校の北東にある門の道路をはさんで向かい側にあり、1928年（昭和3年）9月建立である。
古江小路の碑 - 画像
古江小路を示す石碑である。住所の区分では長府惣社町と長府古江小路町の境に位置する。
鳥居前通りの碑 - 画像
忌宮神社の鳥居前から伸びる鳥居前通りを示す石碑である。住所の区分では長府中浜町と長府土居の内町の境に位置する。
乃木さん通りの碑 - 画像
長府商店街の通りにある石碑。石碑にある通りこの通りは乃木さん通りと呼ばれる。
横枕小路の碑 - 画像
長府宮の内町にある横枕小路を示す石碑である。乃木希典の旧邸がこの通りにあったことも書かれている。

#### その他石碑
乃木大将夫妻像の碑
乃木神社50年祭となる1962年（昭和37年）9月3日に大洋漁業（現マルハニチロ）、林兼造船、林兼産業により建てられた。左が乃木希典で右が妻静子。銅像は竹内不忘によるもので、碑文は岸信介により書かれた。
乃木将軍銅像建設記念燈 - 画像
覚苑寺入口前方にある灯篭。1932年（昭和7年）9月に建てられたもので、「乃木将軍銅像建設記念燈」と書かれている。
高杉晋作回天義挙銅像解説碑 - 画像
功山寺輪蔵横の高杉晋作が乗馬している銅像の隣にある解説碑。長府博物館友の会会長の続渉の500万円の寄付のもと、1972年（昭和47年）12月15日に建てられた。撰文したのも続渉である。銅像の隣にはこの解説碑のほか、「像建設実行委員」の碑があり、95名の名前が書かれている。なお、この銅像は解説碑と同時に建てられたわけではなく、それよりも前にみもすそ川の旅館「みもすそ川別館」にあったものを移したものである。
狩野芳崖先生像の碑
覚苑寺中央左側にある石碑で狩野芳崖先生像とともにある。銅像を製作したのは下関市出身の彫刻家、中村辰治。1923年（大正12年）11月5日に建てられた銅像は金属類回収令により回収され、現在のこの銅像は1979年（昭和54年）11月4日に再建されたものである。
乃木希典銅像及び歌碑
乃木希典の銅像は前述の通り乃木神社にもあるが、覚苑寺の墓地入口にも台座の歌碑とともに設置されている。歌碑に書かれている「武士は 玉も黄金も なにかせむ いのちにかへて 名こそをしけれ」という和歌は乃木希典自身が詠ったものである。現在立っている銅像及びその台座にある歌碑は1958年（昭和33年）11月11日に建てられたものであって、覚苑寺の住職、進藤端堂が1939年（昭和14年）4月に設置した方の銅像・歌碑は金属類回収令により一度回収されてしまった。その後、乃木希典銅像の方は回収されたものの戦後戻ってきたため、それを再建したのが現在のものである。ただし、歌碑の方はもともとあった「大君の 御盾にならん 身にしあれば みがかさらめや 日本こころを」の歌碑が戻ってこなかったため現在の歌碑に変わってしまった。
萬骨塔の碑 - 画像
長門尊攘堂隣の万骨塔前にある万骨塔についての解説碑。碑文は桂弥一が書き、1933年（昭和8年）10月に建てられた。
不許葷酒入山門の碑 - 画像
功山寺総門前階段右側にある石碑。「くさみのある野菜と酒は修行の邪魔だから門より先には入るな」という意味であり、功山寺以外でも各地の禅宗寺院で見られる。この石碑の裏には「七卿遺蹤地 功山寺」と刻まれている。実際、過去には総門の左側にこちらを表にして建てられていたのだが、そうなると石碑の向きとしては門から葷酒が出ていくような向きであった。それが原因なのかは定かではないが、この石碑は総門の右側に設置され、「不許葷酒入山門」が表向きとなった。
田上菊舎の句碑 - 画像
功山寺山門前左側にある。この句碑に書かれている「鐘永る 夜や父母の おもわるる」は菊舎自身が全国行脚の途中、日光で詠んだものである。1973年（昭和48年）11月14日に長府観光協会によって建てられた。
雑賀以空の句碑 - 画像
覚苑寺入口前方右にある句碑で「而して 桜は塵と なりにけり」とある。和同吟社という俳句の同人組織により1935年（昭和10年）に建てられた。雑賀以空は医師・俳人であり、都々逸や小唄なども歌っていた。号は「喃亭骨茶」。
生田蝶介の歌碑・面刻碑 - 画像
覚苑寺本堂左横にある生田蝶介の歌碑と面刻碑。面刻碑の方は門下生らが生田蝶介が死去する1日前である1976年（昭和51年）5月2日にもとあった歌碑の横に建てたものである。生田蝶介は長府生まれであるうえ、覚苑寺の元住職、進藤端堂の甥であるために覚苑寺に面刻碑が建てられた。なお、ここでは著作権の問題上、歌碑に書かれた歌は掲載しない。
烈女佐津碑 - 画像
本覚寺に入った後に左に見える石碑。加賀見山旧錦絵の登場人物、お初のもとになった松田さつについて書かれている。松田さつは1701年（元禄14年）3月3日誕生といわれているが死亡年月日についてはさまざまな説があり定かではない。松田さつの墓はこの本覚寺にもあるが、ここ以外にも3か所あり、島根県浜田市宝福寺、神奈川県平塚市廃・広蔵寺、千葉県多古町妙興寺がその3か所といわれる。
和敬の碑 - 画像
功山寺山門前右側にある「和敬」と表に書かれた石碑。1984年（昭和59年）3月31日に建てられた。茶筅塚で、茶道の言葉である和敬清寂に由来する。
天長地久の碑 - 画像
長府図書館横にあり、「天長地久」とだけある。詳細不明。
水師営の会見の歌の碑 - 画像
かつては文部省唱歌に選ばれていた「水師営の会見」の歌の石碑。碑文上部は楽譜で碑文下部は歌詞が書かれている。作詞は佐佐木信綱で実際に水師営で乃木希典とステッセルの会見を聞いていた。水師営とは旅順北西部にある中国の地名。水師営の会見所には弾丸跡のあるナツメの木があったという話もこの歌に書かれている。
梅井の碑 - 画像
乃木希典旧邸にあった「梅井」という井戸が説明された石碑。乃木希典は幼少期に寒い時に梅井の冷水を親にかけられ、自分を鍛えるために自分からも被るようになったという話が残っている。
誰知吾の碑 - 画像
元長府博物館講堂前にある五輪塔に似た形をした石碑で「誰知吾」と書かれている。1963年（昭和38年）10月20日に長府博物館30周年の記念として建てられた。この石碑の中には遺品として、長府博物館運営に貢献した椿惣一元館長の万年筆と井上勝一の舞扇が入っている。「誰知吾」とは二人が石碑の名前を決めるときに「名前があると困るがなくても困る」ため「誰か吾を知らん」になったといわれている。
誰知吾の碑の隣にある四角形の石碑は「海石榴館」と書かれており、海石榴館というのは講堂の名前である。

## その他
長府に関連した作品
- 「長府の沖」 - 歌川貞秀が描いた錦絵、長府博物館所蔵[768]

長府発祥の事物
- 縁起焼
長府中浜町に本店をもつ「縁起焼株式会社」の饅頭[769]。「ツキを呼ぶ縁起焼」として知られる[769][770]。黒の縁起焼は美食女子Award2019スイーツ部門金賞を受賞した[771]。

## ギャラリー
- 忌宮神社拝殿
- 功山寺輪蔵
- 菅家長屋門
- 惣社宮
- 守宮司神社
- 笑山寺十三重石塔
- 宮路橋
- 水添橋
- 川上橋(飛蛍橋)
- 両山橋
- 仲哀天皇殯斂地
- 臼杵家の墓
- 小田雲同(一番左)、亨叔(南陔右)、南陔の墓
- 功山寺の毛利家墓所。中心にある五輪塔が長府藩初代藩主秀元。画像の手前側の列は左から9代藩主匡満、11代藩主元義、12代藩主元運。奥側の左及び中央がそれぞれ5代藩主元矩、10代藩主匡芳。また、この写真には写っていないが奥にある丸い墓の右側に14代藩主元敏の墓がある[472]。
- 長府藩2代藩主毛利光広の墓。左右は光広の殉死者の墓[473]。
- 長府藩7代藩主毛利師就の墓[473]
- 長府藩3代藩主毛利綱元の墓[474]
- 長府藩6代藩主毛利匡広の墓。綱元・元周とは少し離れた場所にある[474]。
- 長府藩13代藩主毛利元周の墓[474]
- 旧野々村家表門
- 軍令部總長伏見宮博恭王殿下飛行御上陸記念碑。
- 維新発祥之地の記念碑。
- 高杉晋作回天義挙之所の碑
- 明治天皇長府行在所の碑
- 毛利子邸記念の碑
- 正円寺の大イチョウ
- 手植の杉の碑
- 洗心功徳水の碑
- 父母滴水の碑
- 七卿遺蹤碑
- 八幡御旅所の碑
- 八幡御旅所入口
- 軍神廣瀬中佐亡友展墓記念碑
- 尊攘堂建設由来碑
- 蠶種渡来之地の碑
- 徳永山の碑
- 瀧川辨三君彰功碑
- 福田先生ト家塾櫻柳亭ノ記の碑
- 原田政佳翁彰功碑
- 熊野則之君記念之碑
- 杉聴雨先生頌徳碑
- 田上菊舎文塚
- 田上菊舎の墓と右隣にある頌徳碑
- 女流歌人一字庵菊舎の墓と句碑
- 航空界洋装界功労者佐村福槌夫妻之碑
- 東皐三輪先生出碑
- 手づくり郷土賞の碑
- 海軍大佐服部君墓誌銘碑
- 植村精吾の墓誌
- 乃木將軍舊邸の碑
- 狩野芳崖邸址の碑
- 毛利邸の豊浦池旧跡の碑
- 集童場々長室の碑
- 女流俳人菊舎尼宅址の碑
- 古蹟栞の碑
- 逢坂の石碑
- 中土居畔の碑
- 古江小路の碑(西側)
- 古江小路の碑(東側)
- 鳥居前通りの碑
- 乃木さん通りの碑
- 横枕小路の碑(東側)
- 横枕小路の碑(西側)
- 乃木将軍銅像建設記念燈
- 高杉晋作回天義挙銅像解説碑(左)と高杉晋作回天義挙銅像の台座(右)と高杉晋作回天義挙銅像建設実行委員の碑(右奥)
- 萬骨塔の碑
- 不許葷酒入山門の碑
- 田上菊舎の句碑
- 雑賀以空の句碑
- 生田蝶介の歌碑・面刻碑(著作権の関係でモザイク加工)
- 烈女佐津碑
- 和敬の碑
- 天長地久の碑
- 水師営の会見の歌の碑
- 水師営の棗の碑
- 梅井の碑
- 誰知吾の碑と海石榴館の碑